# Katharine McPhee
Katharine Foster (* 25. března 1984, Los Angeles, Kalifornie, Spojené státy americké) je americká popová zpěvačka, skladatelka a herečka. Stala se slavnou, když se v roce 2006 účastnila páté série reality show televize Fox s názvem American Idol. Nakonec skončila v soutěži na druhém místě.
Její stejnojmenné debutové album vyšlo 30. ledna 2007 přes RCA Records. Umístilo se na druhém místě v americké hitparádě Billboard 200 a zatím se prodalo 381 000 kopií. První singl alba s názvem "Over It", se umístil v hitparádě Pop Top 30 vyhlášen zlatým. Její druhé album s názvem Unbroken bylo vydáno 5. ledna 2010 přes Verve Forecast Records a umístilo se na 27. místě v hitparádě Billboard 200. Album obsahuje singl "Had It All", který se umístil na 22. místě v Billboard AC hitparádě. Prodalo se přes 45 000 kopií tohoto alba. Její třetí album se sváteční tematikou, Christmas Is the Time to Say I Love You, bylo vydáno 12. října 2010. Album se ocitlo na 11. místě v Billboard Top Holiday Albums, zatímco singl "Have Yourself a Merry Little Christmas" získal šestnácté místo v Billboard AC chart. Tohoto alba se prodalo již přes 23 000 kopií.
McPhee také rozvinula svou hereckou kariéru, v roce 2008 si zahrála roli Harmony v romantické komedii Domácí mazlíček . Nejvíce se proslavila rolemi v seriálech stanice NBC Smash a CBS Tým Škorpion, kde představovala servírku Paige Dineen.

## Životopis
Narodila se v Los Angeles ve státě Kalifornie. Její otec Daniel McPhee je televizní producent a její matka Patricia Burch McPhee (umělecké jméno Peisha Arten) je učitelka zpěvu a kabaretní zpěvačka. Má starší sestru Adrianu. Když bylo Katharine 12 let, její rodina se přestěhovala v do čtvrti Sherman Oaks v Los Angeles. Katharinina matka poznala hudební talent své dcery a rozhodla se jí vyučovat zpěvu. Katharine je irského, skotského a německého původu. Chodila na střední školu Notre Dame High School v Sherman Oaks, kde hrála ve školních divadelních hrách a muzikálech a absolvovala v roce 2002. Poté po tři semestry navštěvovala konzervatoř v Bostonu se zaměřením na muzikálové divadlo. Na radu svého manažera opustila konzervatoř a vrátila se do Los Angeles, aby zkoušela štěstí v konkurzech na televizní seriálové pilotní díly. Byla obsazena (během toho, co opustila školu a byla na konkurzech v Los Angeles) do pilotního dílu seriálu pro MTV s názvem You Are Here, kde hrála starší sestru více populární mladší sestry. MTV nikdy neodvysílala pilot a nedodělala seriál. V březnu 2005 hrála roli Annie Oakley v losangeleské produkci muzikálu Annie Get Your Gun. Za tuto roli byla nominována na cenu L.A. Stage Ovation Award v kategorii hlavní herečka v muzikálu. V roce 2007 měla malou roli Paramount Girl v muzikálovém filmu Šílený, založeném na životě Hanka Garlanda. Roli ztvárnila na začátku roku 2005, předtím, než se účastnila konkurzu na American Idol.
V minulosti se potýkala s poruchami příjmu potravy. V rozhovoru pro magazín People řekla, že ve třinácti letech začala hladovět a extrémně cvičit a v sedmnácti letech se z ní stala bulimička. Přibrala na vysoké škole kvůli stresu. Po sedmi letech onemocnění se nakonec přihlásila na tříměsíční uzdravovací program kvůli jejím poruchám příjmu potravy, když úspěšně udělala konkurz na American Idol. Její léčba úspěšně skončila těsně před semifinálovými koly American Idol v únoru 2006. Během svého pobytu v soutěži zhubla 14 kilogramů kvůli tomu, že zdravě jedla, jako součást své léčby. V květnu 2007 pro Teen Vogue řekla: "Jím vše, co chci, jen si dávám velký pozor na velikost porcí.“ McPhee a její sestra se objevily 18. září 2006 v prvním díle The Dr. Keith Ablow Show, kde hovořily o Katharininých problémech s bulimií a její dětský strach z jejího otce. Také v tomto rozhovoru řekla, že ve svých školních letech byla chybně diagnostikována jako osoba, která má potíže se čtením, ale nakonec se zjistilo, že měla potíže se zrakem, což způsobilo její potíže čtení ve třídě. McPhee prozradila, že v té době byla ve škole známá jako "hezká, ale hloupá" dívka, protože měla potíže se čtením.

## American Idol
McPhee byla přesvědčena svými rodiči a svým nynějším manželem, Nickem Cokasem, aby se přihlásila do televizní soutěže American Idol. Zúčastnila se konkurzu v San Franciscu s písní "God Bless the Child" od Billie Holiday. V prvním týdnu soutěže zpívala "I'll Never Love This Way Again" od Dionne Warwick, což jí přineslo příznivé komentáře od porotců. Během druhého kola zpívala ve skupině píseň "I Can't Help Myself (Sugar Pie Honey Bunch)" od Four Tops a zapomněla slova písně, ale porotci se rozhodli nechat postoupit celou skupinu. Ve třetím kole zpívala acappella píseň "My Funny Valentine", a tím se dostala do skupiny nejlepších čtyřiceti zpěváků soutěže. Byla velmi nešťastná, když se její kamarádka ze skupiny, Crystal Stark nedostala do nejlepších čtyřiadvaceti. Během jejího pobytu v soutěži byl zaveden pojem "McPheever". V týdnu nejlepších šesti zpěváků byli v soutěži jako hvězdní porotci producent David Foster a zpěvák Andrea Bocelli, což přineslo McPhee v budoucnu štěstí, protože s oběma po ukončení soutěže spolupracovala v několika hudebních projektech. V květnu 2006 navštívila svou starou školu Notre Dame High School na oslavu v jejím rodném městě. Starosta Antonio Villaraigosa navštívil školu, a tento den prohlásil Dnem Katharine McPhee.

### Vystoupení a výsledky (během hlasovacích týdnů)
| Týden           | Týden           | Týden           | Týden           | Týden           | Týden           | Týden           | Týden           | Týden           | Týden           | Týden           | Týden           | Týden           | Týden           | Týden           | Týden           | Týden           | Týden           | Týden           | Týden           | Týden           | Týden           | Týden           | Týden           | Týden           | Týden           | Týden           | Týden           | Týden           | Týden           | Týden           | Týden           | Týden           | Týden           | Týden           | Týden           | Týden           | Týden           | Týden           | Týden           | Týden           | Týden           | Týden           | Týden           | Týden           | Týden           | Týden           | Týden           | Týden           | Týden           | Týden           | Týden           | Týden           | Týden           | Týden           | Týden           | Týden           | Týden           | Týden           | Týden           | Týden           | Týden           | Týden           | Týden           | Týden           | Týden           | Týden           | Týden           | Týden           | Týden           | Týden           | Týden           | Týden           | Týden           | Týden           | Týden           | Týden           | Týden           | Týden           | Týden           | Týden           | Týden           | Týden           | Týden           | Týden           | Týden           | Týden           | Týden           | Týden           | Týden           | Týden           | Týden           | Týden           | Týden           | Týden           | Týden           | Týden           | Týden           | Týden           | Týden           | Téma                                                                                       | Téma                                                                                       | Téma                                                                                       | Téma                                                                                       | Téma                                                                                       | Téma                                                                                       | Téma                                                                                       | Téma                                                                                       | Téma                                                                                       | Téma                                                                                       | Téma                                                                                       | Téma                                                                                       | Téma                                                                                       | Téma                                                                                       | Téma                                                                                       | Téma                                                                                       | Téma                                                                                       | Téma                                                                                       | Téma                                                                                       | Téma                                                                                       | Téma                                                                                       | Téma                                                                                       | Téma                                                                                       | Téma                                                                                       | Téma                                                                                       | Téma                                                                                       | Téma                                                                                       | Téma                                                                                       | Téma                                                                                       | Téma                                                                                       | Téma                                                                                       | Téma                                                                                       | Téma                                                                                       | Téma                                                                                       | Téma                                                                                       | Téma                                                                                       | Téma                                                                                       | Téma                                                                                       | Téma                                                                                       | Téma                                                                                       | Téma                                                                                       | Téma                                                                                       | Téma                                                                                       | Téma                                                                                       | Téma                                                                                       | Téma                                                                                       | Téma                                                                                       | Téma                                                                                       | Téma                                                                                       | Téma                                                                                       | Téma                                                                                       | Téma                                                                                       | Téma                                                                                       | Téma                                                                                       | Téma                                                                                       | Téma                                                                                       | Téma                                                                                       | Téma                                                                                       | Téma                                                                                       | Téma                                                                                       | Téma                                                                                       | Téma                                                                                       | Téma                                                                                       | Téma                                                                                       | Téma                                                                                       | Téma                                                                                       | Téma                                                                                       | Téma                                                                                       | Téma                                                                                       | Téma                                                                                       | Téma                                                                                       | Téma                                                                                       | Téma                                                                                       | Téma                                                                                       | Téma                                                                                       | Téma                                                                                       | Téma                                                                                       | Téma                                                                                       | Téma                                                                                       | Téma                                                                                       | Téma                                                                                       | Téma                                                                                       | Téma                                                                                       | Téma                                                                                       | Téma                                                                                       | Téma                                                                                       | Téma                                                                                       | Téma                                                                                       | Téma                                                                                       | Téma                                                                                       | Téma                                                                                       | Téma                                                                                       | Téma                                                                                       | Téma                                                                                       | Téma                                                                                       | Téma                                                                                       | Téma                                                                                       | Téma                                                                                       | Téma                                                                                       | Téma                                                                                       | Píseň                                                                                  | Píseň                                                                                  | Píseň                                                                                  | Píseň                                                                                  | Píseň                                                                                  | Píseň                                                                                  | Píseň                                                                                  | Píseň                                                                                  | Píseň                                                                                  | Píseň                                                                                  | Píseň                                                                                  | Píseň                                                                                  | Píseň                                                                                  | Píseň                                                                                  | Píseň                                                                                  | Píseň                                                                                  | Píseň                                                                                  | Píseň                                                                                  | Píseň                                                                                  | Píseň                                                                                  | Píseň                                                                                  | Píseň                                                                                  | Píseň                                                                                  | Píseň                                                                                  | Píseň                                                                                  | Píseň                                                                                  | Píseň                                                                                  | Píseň                                                                                  | Píseň                                                                                  | Píseň                                                                                  | Píseň                                                                                  | Píseň                                                                                  | Píseň                                                                                  | Píseň                                                                                  | Píseň                                                                                  | Píseň                                                                                  | Píseň                                                                                  | Píseň                                                                                  | Píseň                                                                                  | Píseň                                                                                  | Píseň                                                                                  | Píseň                                                                                  | Píseň                                                                                  | Píseň                                                                                  | Píseň                                                                                  | Píseň                                                                                  | Píseň                                                                                  | Píseň                                                                                  | Píseň                                                                                  | Píseň                                                                                  | Píseň                                                                                  | Píseň                                                                                  | Píseň                                                                                  | Píseň                                                                                  | Píseň                                                                                  | Píseň                                                                                  | Píseň                                                                                  | Píseň                                                                                  | Píseň                                                                                  | Píseň                                                                                  | Píseň                                                                                  | Píseň                                                                                  | Píseň                                                                                  | Píseň                                                                                  | Píseň                                                                                  | Píseň                                                                                  | Píseň                                                                                  | Píseň                                                                                  | Píseň                                                                                  | Píseň                                                                                  | Píseň                                                                                  | Píseň                                                                                  | Píseň                                                                                  | Píseň                                                                                  | Píseň                                                                                  | Píseň                                                                                  | Píseň                                                                                  | Píseň                                                                                  | Píseň                                                                                  | Píseň                                                                                  | Píseň                                                                                  | Píseň                                                                                  | Píseň                                                                                  | Píseň                                                                                  | Píseň                                                                                  | Píseň                                                                                  | Píseň                                                                                  | Píseň                                                                                  | Píseň                                                                                  | Píseň                                                                                  | Píseň                                                                                  | Píseň                                                                                  | Píseň                                                                                  | Píseň                                                                                  | Píseň                                                                                  | Píseň                                                                                  | Píseň                                                                                  | Píseň                                                                                  | Píseň                                                                                  | Píseň                                                                                  | Původní interpret                         | Původní interpret                         | Původní interpret                         | Původní interpret                         | Původní interpret                         | Původní interpret                         | Původní interpret                         | Původní interpret                         | Původní interpret                         | Původní interpret                         | Původní interpret                         | Původní interpret                         | Původní interpret                         | Původní interpret                         | Původní interpret                         | Původní interpret                         | Původní interpret                         | Původní interpret                         | Původní interpret                         | Původní interpret                         | Původní interpret                         | Původní interpret                         | Původní interpret                         | Původní interpret                         | Původní interpret                         | Původní interpret                         | Původní interpret                         | Původní interpret                         | Původní interpret                         | Původní interpret                         | Původní interpret                         | Původní interpret                         | Původní interpret                         | Původní interpret                         | Původní interpret                         | Původní interpret                         | Původní interpret                         | Původní interpret                         | Původní interpret                         | Původní interpret                         | Původní interpret                         | Původní interpret                         | Původní interpret                         | Původní interpret                         | Původní interpret                         | Původní interpret                         | Původní interpret                         | Původní interpret                         | Původní interpret                         | Původní interpret                         | Původní interpret                         | Původní interpret                         | Původní interpret                         | Původní interpret                         | Původní interpret                         | Původní interpret                         | Původní interpret                         | Původní interpret                         | Původní interpret                         | Původní interpret                         | Původní interpret                         | Původní interpret                         | Původní interpret                         | Původní interpret                         | Původní interpret                         | Původní interpret                         | Původní interpret                         | Původní interpret                         | Původní interpret                         | Původní interpret                         | Původní interpret                         | Původní interpret                         | Původní interpret                         | Původní interpret                         | Původní interpret                         | Původní interpret                         | Původní interpret                         | Původní interpret                         | Původní interpret                         | Původní interpret                         | Původní interpret                         | Původní interpret                         | Původní interpret                         | Původní interpret                         | Původní interpret                         | Původní interpret                         | Původní interpret                         | Původní interpret                         | Původní interpret                         | Původní interpret                         | Původní interpret                         | Původní interpret                         | Původní interpret                         | Původní interpret                         | Původní interpret                         | Původní interpret                         | Původní interpret                         | Původní interpret                         | Původní interpret                         | Původní interpret                         | Výsledek         | Výsledek         | Výsledek         | Výsledek         | Výsledek         | Výsledek         | Výsledek         | Výsledek         | Výsledek         | Výsledek         | Výsledek         | Výsledek         | Výsledek         | Výsledek         | Výsledek         | Výsledek         | Výsledek         | Výsledek         | Výsledek         | Výsledek         | Výsledek         | Výsledek         | Výsledek         | Výsledek         | Výsledek         | Výsledek         | Výsledek         | Výsledek         | Výsledek         | Výsledek         | Výsledek         | Výsledek         | Výsledek         | Výsledek         | Výsledek         | Výsledek         | Výsledek         | Výsledek         | Výsledek         | Výsledek         | Výsledek         | Výsledek         | Výsledek         | Výsledek         | Výsledek         | Výsledek         | Výsledek         | Výsledek         | Výsledek         | Výsledek         | Výsledek         | Výsledek         | Výsledek         | Výsledek         | Výsledek         | Výsledek         | Výsledek         | Výsledek         | Výsledek         | Výsledek         | Výsledek         | Výsledek         | Výsledek         | Výsledek         | Výsledek         | Výsledek         | Výsledek         | Výsledek         | Výsledek         | Výsledek         | Výsledek         | Výsledek         | Výsledek         | Výsledek         | Výsledek         | Výsledek         | Výsledek         | Výsledek         | Výsledek         | Výsledek         | Výsledek         | Výsledek         | Výsledek         | Výsledek         | Výsledek         | Výsledek         | Výsledek         | Výsledek         | Výsledek         | Výsledek         | Výsledek         | Výsledek         | Výsledek         | Výsledek         | Výsledek         | Výsledek         | Výsledek         | Výsledek         | Výsledek         | Výsledek         |
| Top 24 (12 žen) | Top 24 (12 žen) | Top 24 (12 žen) | Top 24 (12 žen) | Top 24 (12 žen) | Top 24 (12 žen) | Top 24 (12 žen) | Top 24 (12 žen) | Top 24 (12 žen) | Top 24 (12 žen) | Top 24 (12 žen) | Top 24 (12 žen) | Top 24 (12 žen) | Top 24 (12 žen) | Top 24 (12 žen) | Top 24 (12 žen) | Top 24 (12 žen) | Top 24 (12 žen) | Top 24 (12 žen) | Top 24 (12 žen) | Top 24 (12 žen) | Top 24 (12 žen) | Top 24 (12 žen) | Top 24 (12 žen) | Top 24 (12 žen) | Top 24 (12 žen) | Top 24 (12 žen) | Top 24 (12 žen) | Top 24 (12 žen) | Top 24 (12 žen) | Top 24 (12 žen) | Top 24 (12 žen) | Top 24 (12 žen) | Top 24 (12 žen) | Top 24 (12 žen) | Top 24 (12 žen) | Top 24 (12 žen) | Top 24 (12 žen) | Top 24 (12 žen) | Top 24 (12 žen) | Top 24 (12 žen) | Top 24 (12 žen) | Top 24 (12 žen) | Top 24 (12 žen) | Top 24 (12 žen) | Top 24 (12 žen) | Top 24 (12 žen) | Top 24 (12 žen) | Top 24 (12 žen) | Top 24 (12 žen) | Top 24 (12 žen) | Top 24 (12 žen) | Top 24 (12 žen) | Top 24 (12 žen) | Top 24 (12 žen) | Top 24 (12 žen) | Top 24 (12 žen) | Top 24 (12 žen) | Top 24 (12 žen) | Top 24 (12 žen) | Top 24 (12 žen) | Top 24 (12 žen) | Top 24 (12 žen) | Top 24 (12 žen) | Top 24 (12 žen) | Top 24 (12 žen) | Top 24 (12 žen) | Top 24 (12 žen) | Top 24 (12 žen) | Top 24 (12 žen) | Top 24 (12 žen) | Top 24 (12 žen) | Top 24 (12 žen) | Top 24 (12 žen) | Top 24 (12 žen) | Top 24 (12 žen) | Top 24 (12 žen) | Top 24 (12 žen) | Top 24 (12 žen) | Top 24 (12 žen) | Top 24 (12 žen) | Top 24 (12 žen) | Top 24 (12 žen) | Top 24 (12 žen) | Top 24 (12 žen) | Top 24 (12 žen) | Top 24 (12 žen) | Top 24 (12 žen) | Top 24 (12 žen) | Top 24 (12 žen) | Top 24 (12 žen) | Top 24 (12 žen) | Top 24 (12 žen) | Top 24 (12 žen) | Top 24 (12 žen) | Top 24 (12 žen) | Top 24 (12 žen) | Top 24 (12 žen) | Top 24 (12 žen) | Top 24 (12 žen) | Volný výběr                                                                                | Volný výběr                                                                                | Volný výběr                                                                                | Volný výběr                                                                                | Volný výběr                                                                                | Volný výběr                                                                                | Volný výběr                                                                                | Volný výběr                                                                                | Volný výběr                                                                                | Volný výběr                                                                                | Volný výběr                                                                                | Volný výběr                                                                                | Volný výběr                                                                                | Volný výběr                                                                                | Volný výběr                                                                                | Volný výběr                                                                                | Volný výběr                                                                                | Volný výběr                                                                                | Volný výběr                                                                                | Volný výběr                                                                                | Volný výběr                                                                                | Volný výběr                                                                                | Volný výběr                                                                                | Volný výběr                                                                                | Volný výběr                                                                                | Volný výběr                                                                                | Volný výběr                                                                                | Volný výběr                                                                                | Volný výběr                                                                                | Volný výběr                                                                                | Volný výběr                                                                                | Volný výběr                                                                                | Volný výběr                                                                                | Volný výběr                                                                                | Volný výběr                                                                                | Volný výběr                                                                                | Volný výběr                                                                                | Volný výběr                                                                                | Volný výběr                                                                                | Volný výběr                                                                                | Volný výběr                                                                                | Volný výběr                                                                                | Volný výběr                                                                                | Volný výběr                                                                                | Volný výběr                                                                                | Volný výběr                                                                                | Volný výběr                                                                                | Volný výběr                                                                                | Volný výběr                                                                                | Volný výběr                                                                                | Volný výběr                                                                                | Volný výběr                                                                                | Volný výběr                                                                                | Volný výběr                                                                                | Volný výběr                                                                                | Volný výběr                                                                                | Volný výběr                                                                                | Volný výběr                                                                                | Volný výběr                                                                                | Volný výběr                                                                                | Volný výběr                                                                                | Volný výběr                                                                                | Volný výběr                                                                                | Volný výběr                                                                                | Volný výběr                                                                                | Volný výběr                                                                                | Volný výběr                                                                                | Volný výběr                                                                                | Volný výběr                                                                                | Volný výběr                                                                                | Volný výběr                                                                                | Volný výběr                                                                                | Volný výběr                                                                                | Volný výběr                                                                                | Volný výběr                                                                                | Volný výběr                                                                                | Volný výběr                                                                                | Volný výběr                                                                                | Volný výběr                                                                                | Volný výběr                                                                                | Volný výběr                                                                                | Volný výběr                                                                                | Volný výběr                                                                                | Volný výběr                                                                                | Volný výběr                                                                                | Volný výběr                                                                                | Volný výběr                                                                                | Volný výběr                                                                                | Volný výběr                                                                                | Volný výběr                                                                                | Volný výběr                                                                                | Volný výběr                                                                                | Volný výběr                                                                                | Volný výběr                                                                                | Volný výběr                                                                                | Volný výběr                                                                                | Volný výběr                                                                                | Volný výběr                                                                                | Volný výběr                                                                                | Volný výběr                                                                                | "Since I Fell for You"                                                                 | "Since I Fell for You"                                                                 | "Since I Fell for You"                                                                 | "Since I Fell for You"                                                                 | "Since I Fell for You"                                                                 | "Since I Fell for You"                                                                 | "Since I Fell for You"                                                                 | "Since I Fell for You"                                                                 | "Since I Fell for You"                                                                 | "Since I Fell for You"                                                                 | "Since I Fell for You"                                                                 | "Since I Fell for You"                                                                 | "Since I Fell for You"                                                                 | "Since I Fell for You"                                                                 | "Since I Fell for You"                                                                 | "Since I Fell for You"                                                                 | "Since I Fell for You"                                                                 | "Since I Fell for You"                                                                 | "Since I Fell for You"                                                                 | "Since I Fell for You"                                                                 | "Since I Fell for You"                                                                 | "Since I Fell for You"                                                                 | "Since I Fell for You"                                                                 | "Since I Fell for You"                                                                 | "Since I Fell for You"                                                                 | "Since I Fell for You"                                                                 | "Since I Fell for You"                                                                 | "Since I Fell for You"                                                                 | "Since I Fell for You"                                                                 | "Since I Fell for You"                                                                 | "Since I Fell for You"                                                                 | "Since I Fell for You"                                                                 | "Since I Fell for You"                                                                 | "Since I Fell for You"                                                                 | "Since I Fell for You"                                                                 | "Since I Fell for You"                                                                 | "Since I Fell for You"                                                                 | "Since I Fell for You"                                                                 | "Since I Fell for You"                                                                 | "Since I Fell for You"                                                                 | "Since I Fell for You"                                                                 | "Since I Fell for You"                                                                 | "Since I Fell for You"                                                                 | "Since I Fell for You"                                                                 | "Since I Fell for You"                                                                 | "Since I Fell for You"                                                                 | "Since I Fell for You"                                                                 | "Since I Fell for You"                                                                 | "Since I Fell for You"                                                                 | "Since I Fell for You"                                                                 | "Since I Fell for You"                                                                 | "Since I Fell for You"                                                                 | "Since I Fell for You"                                                                 | "Since I Fell for You"                                                                 | "Since I Fell for You"                                                                 | "Since I Fell for You"                                                                 | "Since I Fell for You"                                                                 | "Since I Fell for You"                                                                 | "Since I Fell for You"                                                                 | "Since I Fell for You"                                                                 | "Since I Fell for You"                                                                 | "Since I Fell for You"                                                                 | "Since I Fell for You"                                                                 | "Since I Fell for You"                                                                 | "Since I Fell for You"                                                                 | "Since I Fell for You"                                                                 | "Since I Fell for You"                                                                 | "Since I Fell for You"                                                                 | "Since I Fell for You"                                                                 | "Since I Fell for You"                                                                 | "Since I Fell for You"                                                                 | "Since I Fell for You"                                                                 | "Since I Fell for You"                                                                 | "Since I Fell for You"                                                                 | "Since I Fell for You"                                                                 | "Since I Fell for You"                                                                 | "Since I Fell for You"                                                                 | "Since I Fell for You"                                                                 | "Since I Fell for You"                                                                 | "Since I Fell for You"                                                                 | "Since I Fell for You"                                                                 | "Since I Fell for You"                                                                 | "Since I Fell for You"                                                                 | "Since I Fell for You"                                                                 | "Since I Fell for You"                                                                 | "Since I Fell for You"                                                                 | "Since I Fell for You"                                                                 | "Since I Fell for You"                                                                 | "Since I Fell for You"                                                                 | "Since I Fell for You"                                                                 | "Since I Fell for You"                                                                 | "Since I Fell for You"                                                                 | "Since I Fell for You"                                                                 | "Since I Fell for You"                                                                 | "Since I Fell for You"                                                                 | "Since I Fell for You"                                                                 | "Since I Fell for You"                                                                 | "Since I Fell for You"                                                                 | "Since I Fell for You"                                                                 | "Since I Fell for You"                                                                 | Ella Johnson                              | Ella Johnson                              | Ella Johnson                              | Ella Johnson                              | Ella Johnson                              | Ella Johnson                              | Ella Johnson                              | Ella Johnson                              | Ella Johnson                              | Ella Johnson                              | Ella Johnson                              | Ella Johnson                              | Ella Johnson                              | Ella Johnson                              | Ella Johnson                              | Ella Johnson                              | Ella Johnson                              | Ella Johnson                              | Ella Johnson                              | Ella Johnson                              | Ella Johnson                              | Ella Johnson                              | Ella Johnson                              | Ella Johnson                              | Ella Johnson                              | Ella Johnson                              | Ella Johnson                              | Ella Johnson                              | Ella Johnson                              | Ella Johnson                              | Ella Johnson                              | Ella Johnson                              | Ella Johnson                              | Ella Johnson                              | Ella Johnson                              | Ella Johnson                              | Ella Johnson                              | Ella Johnson                              | Ella Johnson                              | Ella Johnson                              | Ella Johnson                              | Ella Johnson                              | Ella Johnson                              | Ella Johnson                              | Ella Johnson                              | Ella Johnson                              | Ella Johnson                              | Ella Johnson                              | Ella Johnson                              | Ella Johnson                              | Ella Johnson                              | Ella Johnson                              | Ella Johnson                              | Ella Johnson                              | Ella Johnson                              | Ella Johnson                              | Ella Johnson                              | Ella Johnson                              | Ella Johnson                              | Ella Johnson                              | Ella Johnson                              | Ella Johnson                              | Ella Johnson                              | Ella Johnson                              | Ella Johnson                              | Ella Johnson                              | Ella Johnson                              | Ella Johnson                              | Ella Johnson                              | Ella Johnson                              | Ella Johnson                              | Ella Johnson                              | Ella Johnson                              | Ella Johnson                              | Ella Johnson                              | Ella Johnson                              | Ella Johnson                              | Ella Johnson                              | Ella Johnson                              | Ella Johnson                              | Ella Johnson                              | Ella Johnson                              | Ella Johnson                              | Ella Johnson                              | Ella Johnson                              | Ella Johnson                              | Ella Johnson                              | Ella Johnson                              | Ella Johnson                              | Ella Johnson                              | Ella Johnson                              | Ella Johnson                              | Ella Johnson                              | Ella Johnson                              | Ella Johnson                              | Ella Johnson                              | Ella Johnson                              | Ella Johnson                              | Ella Johnson                              | Ella Johnson                              | V pořádku        | V pořádku        | V pořádku        | V pořádku        | V pořádku        | V pořádku        | V pořádku        | V pořádku        | V pořádku        | V pořádku        | V pořádku        | V pořádku        | V pořádku        | V pořádku        | V pořádku        | V pořádku        | V pořádku        | V pořádku        | V pořádku        | V pořádku        | V pořádku        | V pořádku        | V pořádku        | V pořádku        | V pořádku        | V pořádku        | V pořádku        | V pořádku        | V pořádku        | V pořádku        | V pořádku        | V pořádku        | V pořádku        | V pořádku        | V pořádku        | V pořádku        | V pořádku        | V pořádku        | V pořádku        | V pořádku        | V pořádku        | V pořádku        | V pořádku        | V pořádku        | V pořádku        | V pořádku        | V pořádku        | V pořádku        | V pořádku        | V pořádku        | V pořádku        | V pořádku        | V pořádku        | V pořádku        | V pořádku        | V pořádku        | V pořádku        | V pořádku        | V pořádku        | V pořádku        | V pořádku        | V pořádku        | V pořádku        | V pořádku        | V pořádku        | V pořádku        | V pořádku        | V pořádku        | V pořádku        | V pořádku        | V pořádku        | V pořádku        | V pořádku        | V pořádku        | V pořádku        | V pořádku        | V pořádku        | V pořádku        | V pořádku        | V pořádku        | V pořádku        | V pořádku        | V pořádku        | V pořádku        | V pořádku        | V pořádku        | V pořádku        | V pořádku        | V pořádku        | V pořádku        | V pořádku        | V pořádku        | V pořádku        | V pořádku        | V pořádku        | V pořádku        | V pořádku        | V pořádku        | V pořádku        | V pořádku        |
| Top 20 (10 žen) | Top 20 (10 žen) | Top 20 (10 žen) | Top 20 (10 žen) | Top 20 (10 žen) | Top 20 (10 žen) | Top 20 (10 žen) | Top 20 (10 žen) | Top 20 (10 žen) | Top 20 (10 žen) | Top 20 (10 žen) | Top 20 (10 žen) | Top 20 (10 žen) | Top 20 (10 žen) | Top 20 (10 žen) | Top 20 (10 žen) | Top 20 (10 žen) | Top 20 (10 žen) | Top 20 (10 žen) | Top 20 (10 žen) | Top 20 (10 žen) | Top 20 (10 žen) | Top 20 (10 žen) | Top 20 (10 žen) | Top 20 (10 žen) | Top 20 (10 žen) | Top 20 (10 žen) | Top 20 (10 žen) | Top 20 (10 žen) | Top 20 (10 žen) | Top 20 (10 žen) | Top 20 (10 žen) | Top 20 (10 žen) | Top 20 (10 žen) | Top 20 (10 žen) | Top 20 (10 žen) | Top 20 (10 žen) | Top 20 (10 žen) | Top 20 (10 žen) | Top 20 (10 žen) | Top 20 (10 žen) | Top 20 (10 žen) | Top 20 (10 žen) | Top 20 (10 žen) | Top 20 (10 žen) | Top 20 (10 žen) | Top 20 (10 žen) | Top 20 (10 žen) | Top 20 (10 žen) | Top 20 (10 žen) | Top 20 (10 žen) | Top 20 (10 žen) | Top 20 (10 žen) | Top 20 (10 žen) | Top 20 (10 žen) | Top 20 (10 žen) | Top 20 (10 žen) | Top 20 (10 žen) | Top 20 (10 žen) | Top 20 (10 žen) | Top 20 (10 žen) | Top 20 (10 žen) | Top 20 (10 žen) | Top 20 (10 žen) | Top 20 (10 žen) | Top 20 (10 žen) | Top 20 (10 žen) | Top 20 (10 žen) | Top 20 (10 žen) | Top 20 (10 žen) | Top 20 (10 žen) | Top 20 (10 žen) | Top 20 (10 žen) | Top 20 (10 žen) | Top 20 (10 žen) | Top 20 (10 žen) | Top 20 (10 žen) | Top 20 (10 žen) | Top 20 (10 žen) | Top 20 (10 žen) | Top 20 (10 žen) | Top 20 (10 žen) | Top 20 (10 žen) | Top 20 (10 žen) | Top 20 (10 žen) | Top 20 (10 žen) | Top 20 (10 žen) | Top 20 (10 žen) | Top 20 (10 žen) | Top 20 (10 žen) | Top 20 (10 žen) | Top 20 (10 žen) | Top 20 (10 žen) | Top 20 (10 žen) | Top 20 (10 žen) | Top 20 (10 žen) | Top 20 (10 žen) | Top 20 (10 žen) | Top 20 (10 žen) | Top 20 (10 žen) | Volný výběr                                                                                | Volný výběr                                                                                | Volný výběr                                                                                | Volný výběr                                                                                | Volný výběr                                                                                | Volný výběr                                                                                | Volný výběr                                                                                | Volný výběr                                                                                | Volný výběr                                                                                | Volný výběr                                                                                | Volný výběr                                                                                | Volný výběr                                                                                | Volný výběr                                                                                | Volný výběr                                                                                | Volný výběr                                                                                | Volný výběr                                                                                | Volný výběr                                                                                | Volný výběr                                                                                | Volný výběr                                                                                | Volný výběr                                                                                | Volný výběr                                                                                | Volný výběr                                                                                | Volný výběr                                                                                | Volný výběr                                                                                | Volný výběr                                                                                | Volný výběr                                                                                | Volný výběr                                                                                | Volný výběr                                                                                | Volný výběr                                                                                | Volný výběr                                                                                | Volný výběr                                                                                | Volný výběr                                                                                | Volný výběr                                                                                | Volný výběr                                                                                | Volný výběr                                                                                | Volný výběr                                                                                | Volný výběr                                                                                | Volný výběr                                                                                | Volný výběr                                                                                | Volný výběr                                                                                | Volný výběr                                                                                | Volný výběr                                                                                | Volný výběr                                                                                | Volný výběr                                                                                | Volný výběr                                                                                | Volný výběr                                                                                | Volný výběr                                                                                | Volný výběr                                                                                | Volný výběr                                                                                | Volný výběr                                                                                | Volný výběr                                                                                | Volný výběr                                                                                | Volný výběr                                                                                | Volný výběr                                                                                | Volný výběr                                                                                | Volný výběr                                                                                | Volný výběr                                                                                | Volný výběr                                                                                | Volný výběr                                                                                | Volný výběr                                                                                | Volný výběr                                                                                | Volný výběr                                                                                | Volný výběr                                                                                | Volný výběr                                                                                | Volný výběr                                                                                | Volný výběr                                                                                | Volný výběr                                                                                | Volný výběr                                                                                | Volný výběr                                                                                | Volný výběr                                                                                | Volný výběr                                                                                | Volný výběr                                                                                | Volný výběr                                                                                | Volný výběr                                                                                | Volný výběr                                                                                | Volný výběr                                                                                | Volný výběr                                                                                | Volný výběr                                                                                | Volný výběr                                                                                | Volný výběr                                                                                | Volný výběr                                                                                | Volný výběr                                                                                | Volný výběr                                                                                | Volný výběr                                                                                | Volný výběr                                                                                | Volný výběr                                                                                | Volný výběr                                                                                | Volný výběr                                                                                | Volný výběr                                                                                | Volný výběr                                                                                | Volný výběr                                                                                | Volný výběr                                                                                | Volný výběr                                                                                | Volný výběr                                                                                | Volný výběr                                                                                | Volný výběr                                                                                | Volný výběr                                                                                | Volný výběr                                                                                | Volný výběr                                                                                | Volný výběr                                                                                | "All in Love is Fair"                                                                  | "All in Love is Fair"                                                                  | "All in Love is Fair"                                                                  | "All in Love is Fair"                                                                  | "All in Love is Fair"                                                                  | "All in Love is Fair"                                                                  | "All in Love is Fair"                                                                  | "All in Love is Fair"                                                                  | "All in Love is Fair"                                                                  | "All in Love is Fair"                                                                  | "All in Love is Fair"                                                                  | "All in Love is Fair"                                                                  | "All in Love is Fair"                                                                  | "All in Love is Fair"                                                                  | "All in Love is Fair"                                                                  | "All in Love is Fair"                                                                  | "All in Love is Fair"                                                                  | "All in Love is Fair"                                                                  | "All in Love is Fair"                                                                  | "All in Love is Fair"                                                                  | "All in Love is Fair"                                                                  | "All in Love is Fair"                                                                  | "All in Love is Fair"                                                                  | "All in Love is Fair"                                                                  | "All in Love is Fair"                                                                  | "All in Love is Fair"                                                                  | "All in Love is Fair"                                                                  | "All in Love is Fair"                                                                  | "All in Love is Fair"                                                                  | "All in Love is Fair"                                                                  | "All in Love is Fair"                                                                  | "All in Love is Fair"                                                                  | "All in Love is Fair"                                                                  | "All in Love is Fair"                                                                  | "All in Love is Fair"                                                                  | "All in Love is Fair"                                                                  | "All in Love is Fair"                                                                  | "All in Love is Fair"                                                                  | "All in Love is Fair"                                                                  | "All in Love is Fair"                                                                  | "All in Love is Fair"                                                                  | "All in Love is Fair"                                                                  | "All in Love is Fair"                                                                  | "All in Love is Fair"                                                                  | "All in Love is Fair"                                                                  | "All in Love is Fair"                                                                  | "All in Love is Fair"                                                                  | "All in Love is Fair"                                                                  | "All in Love is Fair"                                                                  | "All in Love is Fair"                                                                  | "All in Love is Fair"                                                                  | "All in Love is Fair"                                                                  | "All in Love is Fair"                                                                  | "All in Love is Fair"                                                                  | "All in Love is Fair"                                                                  | "All in Love is Fair"                                                                  | "All in Love is Fair"                                                                  | "All in Love is Fair"                                                                  | "All in Love is Fair"                                                                  | "All in Love is Fair"                                                                  | "All in Love is Fair"                                                                  | "All in Love is Fair"                                                                  | "All in Love is Fair"                                                                  | "All in Love is Fair"                                                                  | "All in Love is Fair"                                                                  | "All in Love is Fair"                                                                  | "All in Love is Fair"                                                                  | "All in Love is Fair"                                                                  | "All in Love is Fair"                                                                  | "All in Love is Fair"                                                                  | "All in Love is Fair"                                                                  | "All in Love is Fair"                                                                  | "All in Love is Fair"                                                                  | "All in Love is Fair"                                                                  | "All in Love is Fair"                                                                  | "All in Love is Fair"                                                                  | "All in Love is Fair"                                                                  | "All in Love is Fair"                                                                  | "All in Love is Fair"                                                                  | "All in Love is Fair"                                                                  | "All in Love is Fair"                                                                  | "All in Love is Fair"                                                                  | "All in Love is Fair"                                                                  | "All in Love is Fair"                                                                  | "All in Love is Fair"                                                                  | "All in Love is Fair"                                                                  | "All in Love is Fair"                                                                  | "All in Love is Fair"                                                                  | "All in Love is Fair"                                                                  | "All in Love is Fair"                                                                  | "All in Love is Fair"                                                                  | "All in Love is Fair"                                                                  | "All in Love is Fair"                                                                  | "All in Love is Fair"                                                                  | "All in Love is Fair"                                                                  | "All in Love is Fair"                                                                  | "All in Love is Fair"                                                                  | "All in Love is Fair"                                                                  | "All in Love is Fair"                                                                  | "All in Love is Fair"                                                                  | Stevie Wonder                             | Stevie Wonder                             | Stevie Wonder                             | Stevie Wonder                             | Stevie Wonder                             | Stevie Wonder                             | Stevie Wonder                             | Stevie Wonder                             | Stevie Wonder                             | Stevie Wonder                             | Stevie Wonder                             | Stevie Wonder                             | Stevie Wonder                             | Stevie Wonder                             | Stevie Wonder                             | Stevie Wonder                             | Stevie Wonder                             | Stevie Wonder                             | Stevie Wonder                             | Stevie Wonder                             | Stevie Wonder                             | Stevie Wonder                             | Stevie Wonder                             | Stevie Wonder                             | Stevie Wonder                             | Stevie Wonder                             | Stevie Wonder                             | Stevie Wonder                             | Stevie Wonder                             | Stevie Wonder                             | Stevie Wonder                             | Stevie Wonder                             | Stevie Wonder                             | Stevie Wonder                             | Stevie Wonder                             | Stevie Wonder                             | Stevie Wonder                             | Stevie Wonder                             | Stevie Wonder                             | Stevie Wonder                             | Stevie Wonder                             | Stevie Wonder                             | Stevie Wonder                             | Stevie Wonder                             | Stevie Wonder                             | Stevie Wonder                             | Stevie Wonder                             | Stevie Wonder                             | Stevie Wonder                             | Stevie Wonder                             | Stevie Wonder                             | Stevie Wonder                             | Stevie Wonder                             | Stevie Wonder                             | Stevie Wonder                             | Stevie Wonder                             | Stevie Wonder                             | Stevie Wonder                             | Stevie Wonder                             | Stevie Wonder                             | Stevie Wonder                             | Stevie Wonder                             | Stevie Wonder                             | Stevie Wonder                             | Stevie Wonder                             | Stevie Wonder                             | Stevie Wonder                             | Stevie Wonder                             | Stevie Wonder                             | Stevie Wonder                             | Stevie Wonder                             | Stevie Wonder                             | Stevie Wonder                             | Stevie Wonder                             | Stevie Wonder                             | Stevie Wonder                             | Stevie Wonder                             | Stevie Wonder                             | Stevie Wonder                             | Stevie Wonder                             | Stevie Wonder                             | Stevie Wonder                             | Stevie Wonder                             | Stevie Wonder                             | Stevie Wonder                             | Stevie Wonder                             | Stevie Wonder                             | Stevie Wonder                             | Stevie Wonder                             | Stevie Wonder                             | Stevie Wonder                             | Stevie Wonder                             | Stevie Wonder                             | Stevie Wonder                             | Stevie Wonder                             | Stevie Wonder                             | Stevie Wonder                             | Stevie Wonder                             | Stevie Wonder                             | Stevie Wonder                             | V pořádku        | V pořádku        | V pořádku        | V pořádku        | V pořádku        | V pořádku        | V pořádku        | V pořádku        | V pořádku        | V pořádku        | V pořádku        | V pořádku        | V pořádku        | V pořádku        | V pořádku        | V pořádku        | V pořádku        | V pořádku        | V pořádku        | V pořádku        | V pořádku        | V pořádku        | V pořádku        | V pořádku        | V pořádku        | V pořádku        | V pořádku        | V pořádku        | V pořádku        | V pořádku        | V pořádku        | V pořádku        | V pořádku        | V pořádku        | V pořádku        | V pořádku        | V pořádku        | V pořádku        | V pořádku        | V pořádku        | V pořádku        | V pořádku        | V pořádku        | V pořádku        | V pořádku        | V pořádku        | V pořádku        | V pořádku        | V pořádku        | V pořádku        | V pořádku        | V pořádku        | V pořádku        | V pořádku        | V pořádku        | V pořádku        | V pořádku        | V pořádku        | V pořádku        | V pořádku        | V pořádku        | V pořádku        | V pořádku        | V pořádku        | V pořádku        | V pořádku        | V pořádku        | V pořádku        | V pořádku        | V pořádku        | V pořádku        | V pořádku        | V pořádku        | V pořádku        | V pořádku        | V pořádku        | V pořádku        | V pořádku        | V pořádku        | V pořádku        | V pořádku        | V pořádku        | V pořádku        | V pořádku        | V pořádku        | V pořádku        | V pořádku        | V pořádku        | V pořádku        | V pořádku        | V pořádku        | V pořádku        | V pořádku        | V pořádku        | V pořádku        | V pořádku        | V pořádku        | V pořádku        | V pořádku        | V pořádku        |
| Top 16 (8 žen)  | Top 16 (8 žen)  | Top 16 (8 žen)  | Top 16 (8 žen)  | Top 16 (8 žen)  | Top 16 (8 žen)  | Top 16 (8 žen)  | Top 16 (8 žen)  | Top 16 (8 žen)  | Top 16 (8 žen)  | Top 16 (8 žen)  | Top 16 (8 žen)  | Top 16 (8 žen)  | Top 16 (8 žen)  | Top 16 (8 žen)  | Top 16 (8 žen)  | Top 16 (8 žen)  | Top 16 (8 žen)  | Top 16 (8 žen)  | Top 16 (8 žen)  | Top 16 (8 žen)  | Top 16 (8 žen)  | Top 16 (8 žen)  | Top 16 (8 žen)  | Top 16 (8 žen)  | Top 16 (8 žen)  | Top 16 (8 žen)  | Top 16 (8 žen)  | Top 16 (8 žen)  | Top 16 (8 žen)  | Top 16 (8 žen)  | Top 16 (8 žen)  | Top 16 (8 žen)  | Top 16 (8 žen)  | Top 16 (8 žen)  | Top 16 (8 žen)  | Top 16 (8 žen)  | Top 16 (8 žen)  | Top 16 (8 žen)  | Top 16 (8 žen)  | Top 16 (8 žen)  | Top 16 (8 žen)  | Top 16 (8 žen)  | Top 16 (8 žen)  | Top 16 (8 žen)  | Top 16 (8 žen)  | Top 16 (8 žen)  | Top 16 (8 žen)  | Top 16 (8 žen)  | Top 16 (8 žen)  | Top 16 (8 žen)  | Top 16 (8 žen)  | Top 16 (8 žen)  | Top 16 (8 žen)  | Top 16 (8 žen)  | Top 16 (8 žen)  | Top 16 (8 žen)  | Top 16 (8 žen)  | Top 16 (8 žen)  | Top 16 (8 žen)  | Top 16 (8 žen)  | Top 16 (8 žen)  | Top 16 (8 žen)  | Top 16 (8 žen)  | Top 16 (8 žen)  | Top 16 (8 žen)  | Top 16 (8 žen)  | Top 16 (8 žen)  | Top 16 (8 žen)  | Top 16 (8 žen)  | Top 16 (8 žen)  | Top 16 (8 žen)  | Top 16 (8 žen)  | Top 16 (8 žen)  | Top 16 (8 žen)  | Top 16 (8 žen)  | Top 16 (8 žen)  | Top 16 (8 žen)  | Top 16 (8 žen)  | Top 16 (8 žen)  | Top 16 (8 žen)  | Top 16 (8 žen)  | Top 16 (8 žen)  | Top 16 (8 žen)  | Top 16 (8 žen)  | Top 16 (8 žen)  | Top 16 (8 žen)  | Top 16 (8 žen)  | Top 16 (8 žen)  | Top 16 (8 žen)  | Top 16 (8 žen)  | Top 16 (8 žen)  | Top 16 (8 žen)  | Top 16 (8 žen)  | Top 16 (8 žen)  | Top 16 (8 žen)  | Top 16 (8 žen)  | Top 16 (8 žen)  | Top 16 (8 žen)  | Top 16 (8 žen)  | Volný výběr                                                                                | Volný výběr                                                                                | Volný výběr                                                                                | Volný výběr                                                                                | Volný výběr                                                                                | Volný výběr                                                                                | Volný výběr                                                                                | Volný výběr                                                                                | Volný výběr                                                                                | Volný výběr                                                                                | Volný výběr                                                                                | Volný výběr                                                                                | Volný výběr                                                                                | Volný výběr                                                                                | Volný výběr                                                                                | Volný výběr                                                                                | Volný výběr                                                                                | Volný výběr                                                                                | Volný výběr                                                                                | Volný výběr                                                                                | Volný výběr                                                                                | Volný výběr                                                                                | Volný výběr                                                                                | Volný výběr                                                                                | Volný výběr                                                                                | Volný výběr                                                                                | Volný výběr                                                                                | Volný výběr                                                                                | Volný výběr                                                                                | Volný výběr                                                                                | Volný výběr                                                                                | Volný výběr                                                                                | Volný výběr                                                                                | Volný výběr                                                                                | Volný výběr                                                                                | Volný výběr                                                                                | Volný výběr                                                                                | Volný výběr                                                                                | Volný výběr                                                                                | Volný výběr                                                                                | Volný výběr                                                                                | Volný výběr                                                                                | Volný výběr                                                                                | Volný výběr                                                                                | Volný výběr                                                                                | Volný výběr                                                                                | Volný výběr                                                                                | Volný výběr                                                                                | Volný výběr                                                                                | Volný výběr                                                                                | Volný výběr                                                                                | Volný výběr                                                                                | Volný výběr                                                                                | Volný výběr                                                                                | Volný výběr                                                                                | Volný výběr                                                                                | Volný výběr                                                                                | Volný výběr                                                                                | Volný výběr                                                                                | Volný výběr                                                                                | Volný výběr                                                                                | Volný výběr                                                                                | Volný výběr                                                                                | Volný výběr                                                                                | Volný výběr                                                                                | Volný výběr                                                                                | Volný výběr                                                                                | Volný výběr                                                                                | Volný výběr                                                                                | Volný výběr                                                                                | Volný výběr                                                                                | Volný výběr                                                                                | Volný výběr                                                                                | Volný výběr                                                                                | Volný výběr                                                                                | Volný výběr                                                                                | Volný výběr                                                                                | Volný výběr                                                                                | Volný výběr                                                                                | Volný výběr                                                                                | Volný výběr                                                                                | Volný výběr                                                                                | Volný výběr                                                                                | Volný výběr                                                                                | Volný výběr                                                                                | Volný výběr                                                                                | Volný výběr                                                                                | Volný výběr                                                                                | Volný výběr                                                                                | Volný výběr                                                                                | Volný výběr                                                                                | Volný výběr                                                                                | Volný výběr                                                                                | Volný výběr                                                                                | Volný výběr                                                                                | Volný výběr                                                                                | Volný výběr                                                                                | Volný výběr                                                                                | Volný výběr                                                                                | Volný výběr                                                                                | "Think"                                                                                | "Think"                                                                                | "Think"                                                                                | "Think"                                                                                | "Think"                                                                                | "Think"                                                                                | "Think"                                                                                | "Think"                                                                                | "Think"                                                                                | "Think"                                                                                | "Think"                                                                                | "Think"                                                                                | "Think"                                                                                | "Think"                                                                                | "Think"                                                                                | "Think"                                                                                | "Think"                                                                                | "Think"                                                                                | "Think"                                                                                | "Think"                                                                                | "Think"                                                                                | "Think"                                                                                | "Think"                                                                                | "Think"                                                                                | "Think"                                                                                | "Think"                                                                                | "Think"                                                                                | "Think"                                                                                | "Think"                                                                                | "Think"                                                                                | "Think"                                                                                | "Think"                                                                                | "Think"                                                                                | "Think"                                                                                | "Think"                                                                                | "Think"                                                                                | "Think"                                                                                | "Think"                                                                                | "Think"                                                                                | "Think"                                                                                | "Think"                                                                                | "Think"                                                                                | "Think"                                                                                | "Think"                                                                                | "Think"                                                                                | "Think"                                                                                | "Think"                                                                                | "Think"                                                                                | "Think"                                                                                | "Think"                                                                                | "Think"                                                                                | "Think"                                                                                | "Think"                                                                                | "Think"                                                                                | "Think"                                                                                | "Think"                                                                                | "Think"                                                                                | "Think"                                                                                | "Think"                                                                                | "Think"                                                                                | "Think"                                                                                | "Think"                                                                                | "Think"                                                                                | "Think"                                                                                | "Think"                                                                                | "Think"                                                                                | "Think"                                                                                | "Think"                                                                                | "Think"                                                                                | "Think"                                                                                | "Think"                                                                                | "Think"                                                                                | "Think"                                                                                | "Think"                                                                                | "Think"                                                                                | "Think"                                                                                | "Think"                                                                                | "Think"                                                                                | "Think"                                                                                | "Think"                                                                                | "Think"                                                                                | "Think"                                                                                | "Think"                                                                                | "Think"                                                                                | "Think"                                                                                | "Think"                                                                                | "Think"                                                                                | "Think"                                                                                | "Think"                                                                                | "Think"                                                                                | "Think"                                                                                | "Think"                                                                                | "Think"                                                                                | "Think"                                                                                | "Think"                                                                                | "Think"                                                                                | "Think"                                                                                | "Think"                                                                                | "Think"                                                                                | "Think"                                                                                | Aretha Franklin                           | Aretha Franklin                           | Aretha Franklin                           | Aretha Franklin                           | Aretha Franklin                           | Aretha Franklin                           | Aretha Franklin                           | Aretha Franklin                           | Aretha Franklin                           | Aretha Franklin                           | Aretha Franklin                           | Aretha Franklin                           | Aretha Franklin                           | Aretha Franklin                           | Aretha Franklin                           | Aretha Franklin                           | Aretha Franklin                           | Aretha Franklin                           | Aretha Franklin                           | Aretha Franklin                           | Aretha Franklin                           | Aretha Franklin                           | Aretha Franklin                           | Aretha Franklin                           | Aretha Franklin                           | Aretha Franklin                           | Aretha Franklin                           | Aretha Franklin                           | Aretha Franklin                           | Aretha Franklin                           | Aretha Franklin                           | Aretha Franklin                           | Aretha Franklin                           | Aretha Franklin                           | Aretha Franklin                           | Aretha Franklin                           | Aretha Franklin                           | Aretha Franklin                           | Aretha Franklin                           | Aretha Franklin                           | Aretha Franklin                           | Aretha Franklin                           | Aretha Franklin                           | Aretha Franklin                           | Aretha Franklin                           | Aretha Franklin                           | Aretha Franklin                           | Aretha Franklin                           | Aretha Franklin                           | Aretha Franklin                           | Aretha Franklin                           | Aretha Franklin                           | Aretha Franklin                           | Aretha Franklin                           | Aretha Franklin                           | Aretha Franklin                           | Aretha Franklin                           | Aretha Franklin                           | Aretha Franklin                           | Aretha Franklin                           | Aretha Franklin                           | Aretha Franklin                           | Aretha Franklin                           | Aretha Franklin                           | Aretha Franklin                           | Aretha Franklin                           | Aretha Franklin                           | Aretha Franklin                           | Aretha Franklin                           | Aretha Franklin                           | Aretha Franklin                           | Aretha Franklin                           | Aretha Franklin                           | Aretha Franklin                           | Aretha Franklin                           | Aretha Franklin                           | Aretha Franklin                           | Aretha Franklin                           | Aretha Franklin                           | Aretha Franklin                           | Aretha Franklin                           | Aretha Franklin                           | Aretha Franklin                           | Aretha Franklin                           | Aretha Franklin                           | Aretha Franklin                           | Aretha Franklin                           | Aretha Franklin                           | Aretha Franklin                           | Aretha Franklin                           | Aretha Franklin                           | Aretha Franklin                           | Aretha Franklin                           | Aretha Franklin                           | Aretha Franklin                           | Aretha Franklin                           | Aretha Franklin                           | Aretha Franklin                           | Aretha Franklin                           | Aretha Franklin                           | V pořádku        | V pořádku        | V pořádku        | V pořádku        | V pořádku        | V pořádku        | V pořádku        | V pořádku        | V pořádku        | V pořádku        | V pořádku        | V pořádku        | V pořádku        | V pořádku        | V pořádku        | V pořádku        | V pořádku        | V pořádku        | V pořádku        | V pořádku        | V pořádku        | V pořádku        | V pořádku        | V pořádku        | V pořádku        | V pořádku        | V pořádku        | V pořádku        | V pořádku        | V pořádku        | V pořádku        | V pořádku        | V pořádku        | V pořádku        | V pořádku        | V pořádku        | V pořádku        | V pořádku        | V pořádku        | V pořádku        | V pořádku        | V pořádku        | V pořádku        | V pořádku        | V pořádku        | V pořádku        | V pořádku        | V pořádku        | V pořádku        | V pořádku        | V pořádku        | V pořádku        | V pořádku        | V pořádku        | V pořádku        | V pořádku        | V pořádku        | V pořádku        | V pořádku        | V pořádku        | V pořádku        | V pořádku        | V pořádku        | V pořádku        | V pořádku        | V pořádku        | V pořádku        | V pořádku        | V pořádku        | V pořádku        | V pořádku        | V pořádku        | V pořádku        | V pořádku        | V pořádku        | V pořádku        | V pořádku        | V pořádku        | V pořádku        | V pořádku        | V pořádku        | V pořádku        | V pořádku        | V pořádku        | V pořádku        | V pořádku        | V pořádku        | V pořádku        | V pořádku        | V pořádku        | V pořádku        | V pořádku        | V pořádku        | V pořádku        | V pořádku        | V pořádku        | V pořádku        | V pořádku        | V pořádku        | V pořádku        |
| Top 12          | Top 12          | Top 12          | Top 12          | Top 12          | Top 12          | Top 12          | Top 12          | Top 12          | Top 12          | Top 12          | Top 12          | Top 12          | Top 12          | Top 12          | Top 12          | Top 12          | Top 12          | Top 12          | Top 12          | Top 12          | Top 12          | Top 12          | Top 12          | Top 12          | Top 12          | Top 12          | Top 12          | Top 12          | Top 12          | Top 12          | Top 12          | Top 12          | Top 12          | Top 12          | Top 12          | Top 12          | Top 12          | Top 12          | Top 12          | Top 12          | Top 12          | Top 12          | Top 12          | Top 12          | Top 12          | Top 12          | Top 12          | Top 12          | Top 12          | Top 12          | Top 12          | Top 12          | Top 12          | Top 12          | Top 12          | Top 12          | Top 12          | Top 12          | Top 12          | Top 12          | Top 12          | Top 12          | Top 12          | Top 12          | Top 12          | Top 12          | Top 12          | Top 12          | Top 12          | Top 12          | Top 12          | Top 12          | Top 12          | Top 12          | Top 12          | Top 12          | Top 12          | Top 12          | Top 12          | Top 12          | Top 12          | Top 12          | Top 12          | Top 12          | Top 12          | Top 12          | Top 12          | Top 12          | Top 12          | Top 12          | Top 12          | Top 12          | Top 12          | Top 12          | Top 12          | Top 12          | Top 12          | Top 12          | Top 12          | Stevie Wonder                                                                              | Stevie Wonder                                                                              | Stevie Wonder                                                                              | Stevie Wonder                                                                              | Stevie Wonder                                                                              | Stevie Wonder                                                                              | Stevie Wonder                                                                              | Stevie Wonder                                                                              | Stevie Wonder                                                                              | Stevie Wonder                                                                              | Stevie Wonder                                                                              | Stevie Wonder                                                                              | Stevie Wonder                                                                              | Stevie Wonder                                                                              | Stevie Wonder                                                                              | Stevie Wonder                                                                              | Stevie Wonder                                                                              | Stevie Wonder                                                                              | Stevie Wonder                                                                              | Stevie Wonder                                                                              | Stevie Wonder                                                                              | Stevie Wonder                                                                              | Stevie Wonder                                                                              | Stevie Wonder                                                                              | Stevie Wonder                                                                              | Stevie Wonder                                                                              | Stevie Wonder                                                                              | Stevie Wonder                                                                              | Stevie Wonder                                                                              | Stevie Wonder                                                                              | Stevie Wonder                                                                              | Stevie Wonder                                                                              | Stevie Wonder                                                                              | Stevie Wonder                                                                              | Stevie Wonder                                                                              | Stevie Wonder                                                                              | Stevie Wonder                                                                              | Stevie Wonder                                                                              | Stevie Wonder                                                                              | Stevie Wonder                                                                              | Stevie Wonder                                                                              | Stevie Wonder                                                                              | Stevie Wonder                                                                              | Stevie Wonder                                                                              | Stevie Wonder                                                                              | Stevie Wonder                                                                              | Stevie Wonder                                                                              | Stevie Wonder                                                                              | Stevie Wonder                                                                              | Stevie Wonder                                                                              | Stevie Wonder                                                                              | Stevie Wonder                                                                              | Stevie Wonder                                                                              | Stevie Wonder                                                                              | Stevie Wonder                                                                              | Stevie Wonder                                                                              | Stevie Wonder                                                                              | Stevie Wonder                                                                              | Stevie Wonder                                                                              | Stevie Wonder                                                                              | Stevie Wonder                                                                              | Stevie Wonder                                                                              | Stevie Wonder                                                                              | Stevie Wonder                                                                              | Stevie Wonder                                                                              | Stevie Wonder                                                                              | Stevie Wonder                                                                              | Stevie Wonder                                                                              | Stevie Wonder                                                                              | Stevie Wonder                                                                              | Stevie Wonder                                                                              | Stevie Wonder                                                                              | Stevie Wonder                                                                              | Stevie Wonder                                                                              | Stevie Wonder                                                                              | Stevie Wonder                                                                              | Stevie Wonder                                                                              | Stevie Wonder                                                                              | Stevie Wonder                                                                              | Stevie Wonder                                                                              | Stevie Wonder                                                                              | Stevie Wonder                                                                              | Stevie Wonder                                                                              | Stevie Wonder                                                                              | Stevie Wonder                                                                              | Stevie Wonder                                                                              | Stevie Wonder                                                                              | Stevie Wonder                                                                              | Stevie Wonder                                                                              | Stevie Wonder                                                                              | Stevie Wonder                                                                              | Stevie Wonder                                                                              | Stevie Wonder                                                                              | Stevie Wonder                                                                              | Stevie Wonder                                                                              | Stevie Wonder                                                                              | Stevie Wonder                                                                              | Stevie Wonder                                                                              | Stevie Wonder                                                                              | Stevie Wonder                                                                              | "Until You Come Back to Me (That's What I'm Gonna Do)"                                 | "Until You Come Back to Me (That's What I'm Gonna Do)"                                 | "Until You Come Back to Me (That's What I'm Gonna Do)"                                 | "Until You Come Back to Me (That's What I'm Gonna Do)"                                 | "Until You Come Back to Me (That's What I'm Gonna Do)"                                 | "Until You Come Back to Me (That's What I'm Gonna Do)"                                 | "Until You Come Back to Me (That's What I'm Gonna Do)"                                 | "Until You Come Back to Me (That's What I'm Gonna Do)"                                 | "Until You Come Back to Me (That's What I'm Gonna Do)"                                 | "Until You Come Back to Me (That's What I'm Gonna Do)"                                 | "Until You Come Back to Me (That's What I'm Gonna Do)"                                 | "Until You Come Back to Me (That's What I'm Gonna Do)"                                 | "Until You Come Back to Me (That's What I'm Gonna Do)"                                 | "Until You Come Back to Me (That's What I'm Gonna Do)"                                 | "Until You Come Back to Me (That's What I'm Gonna Do)"                                 | "Until You Come Back to Me (That's What I'm Gonna Do)"                                 | "Until You Come Back to Me (That's What I'm Gonna Do)"                                 | "Until You Come Back to Me (That's What I'm Gonna Do)"                                 | "Until You Come Back to Me (That's What I'm Gonna Do)"                                 | "Until You Come Back to Me (That's What I'm Gonna Do)"                                 | "Until You Come Back to Me (That's What I'm Gonna Do)"                                 | "Until You Come Back to Me (That's What I'm Gonna Do)"                                 | "Until You Come Back to Me (That's What I'm Gonna Do)"                                 | "Until You Come Back to Me (That's What I'm Gonna Do)"                                 | "Until You Come Back to Me (That's What I'm Gonna Do)"                                 | "Until You Come Back to Me (That's What I'm Gonna Do)"                                 | "Until You Come Back to Me (That's What I'm Gonna Do)"                                 | "Until You Come Back to Me (That's What I'm Gonna Do)"                                 | "Until You Come Back to Me (That's What I'm Gonna Do)"                                 | "Until You Come Back to Me (That's What I'm Gonna Do)"                                 | "Until You Come Back to Me (That's What I'm Gonna Do)"                                 | "Until You Come Back to Me (That's What I'm Gonna Do)"                                 | "Until You Come Back to Me (That's What I'm Gonna Do)"                                 | "Until You Come Back to Me (That's What I'm Gonna Do)"                                 | "Until You Come Back to Me (That's What I'm Gonna Do)"                                 | "Until You Come Back to Me (That's What I'm Gonna Do)"                                 | "Until You Come Back to Me (That's What I'm Gonna Do)"                                 | "Until You Come Back to Me (That's What I'm Gonna Do)"                                 | "Until You Come Back to Me (That's What I'm Gonna Do)"                                 | "Until You Come Back to Me (That's What I'm Gonna Do)"                                 | "Until You Come Back to Me (That's What I'm Gonna Do)"                                 | "Until You Come Back to Me (That's What I'm Gonna Do)"                                 | "Until You Come Back to Me (That's What I'm Gonna Do)"                                 | "Until You Come Back to Me (That's What I'm Gonna Do)"                                 | "Until You Come Back to Me (That's What I'm Gonna Do)"                                 | "Until You Come Back to Me (That's What I'm Gonna Do)"                                 | "Until You Come Back to Me (That's What I'm Gonna Do)"                                 | "Until You Come Back to Me (That's What I'm Gonna Do)"                                 | "Until You Come Back to Me (That's What I'm Gonna Do)"                                 | "Until You Come Back to Me (That's What I'm Gonna Do)"                                 | "Until You Come Back to Me (That's What I'm Gonna Do)"                                 | "Until You Come Back to Me (That's What I'm Gonna Do)"                                 | "Until You Come Back to Me (That's What I'm Gonna Do)"                                 | "Until You Come Back to Me (That's What I'm Gonna Do)"                                 | "Until You Come Back to Me (That's What I'm Gonna Do)"                                 | "Until You Come Back to Me (That's What I'm Gonna Do)"                                 | "Until You Come Back to Me (That's What I'm Gonna Do)"                                 | "Until You Come Back to Me (That's What I'm Gonna Do)"                                 | "Until You Come Back to Me (That's What I'm Gonna Do)"                                 | "Until You Come Back to Me (That's What I'm Gonna Do)"                                 | "Until You Come Back to Me (That's What I'm Gonna Do)"                                 | "Until You Come Back to Me (That's What I'm Gonna Do)"                                 | "Until You Come Back to Me (That's What I'm Gonna Do)"                                 | "Until You Come Back to Me (That's What I'm Gonna Do)"                                 | "Until You Come Back to Me (That's What I'm Gonna Do)"                                 | "Until You Come Back to Me (That's What I'm Gonna Do)"                                 | "Until You Come Back to Me (That's What I'm Gonna Do)"                                 | "Until You Come Back to Me (That's What I'm Gonna Do)"                                 | "Until You Come Back to Me (That's What I'm Gonna Do)"                                 | "Until You Come Back to Me (That's What I'm Gonna Do)"                                 | "Until You Come Back to Me (That's What I'm Gonna Do)"                                 | "Until You Come Back to Me (That's What I'm Gonna Do)"                                 | "Until You Come Back to Me (That's What I'm Gonna Do)"                                 | "Until You Come Back to Me (That's What I'm Gonna Do)"                                 | "Until You Come Back to Me (That's What I'm Gonna Do)"                                 | "Until You Come Back to Me (That's What I'm Gonna Do)"                                 | "Until You Come Back to Me (That's What I'm Gonna Do)"                                 | "Until You Come Back to Me (That's What I'm Gonna Do)"                                 | "Until You Come Back to Me (That's What I'm Gonna Do)"                                 | "Until You Come Back to Me (That's What I'm Gonna Do)"                                 | "Until You Come Back to Me (That's What I'm Gonna Do)"                                 | "Until You Come Back to Me (That's What I'm Gonna Do)"                                 | "Until You Come Back to Me (That's What I'm Gonna Do)"                                 | "Until You Come Back to Me (That's What I'm Gonna Do)"                                 | "Until You Come Back to Me (That's What I'm Gonna Do)"                                 | "Until You Come Back to Me (That's What I'm Gonna Do)"                                 | "Until You Come Back to Me (That's What I'm Gonna Do)"                                 | "Until You Come Back to Me (That's What I'm Gonna Do)"                                 | "Until You Come Back to Me (That's What I'm Gonna Do)"                                 | "Until You Come Back to Me (That's What I'm Gonna Do)"                                 | "Until You Come Back to Me (That's What I'm Gonna Do)"                                 | "Until You Come Back to Me (That's What I'm Gonna Do)"                                 | "Until You Come Back to Me (That's What I'm Gonna Do)"                                 | "Until You Come Back to Me (That's What I'm Gonna Do)"                                 | "Until You Come Back to Me (That's What I'm Gonna Do)"                                 | "Until You Come Back to Me (That's What I'm Gonna Do)"                                 | "Until You Come Back to Me (That's What I'm Gonna Do)"                                 | "Until You Come Back to Me (That's What I'm Gonna Do)"                                 | "Until You Come Back to Me (That's What I'm Gonna Do)"                                 | "Until You Come Back to Me (That's What I'm Gonna Do)"                                 | Stevie Wonder                             | Stevie Wonder                             | Stevie Wonder                             | Stevie Wonder                             | Stevie Wonder                             | Stevie Wonder                             | Stevie Wonder                             | Stevie Wonder                             | Stevie Wonder                             | Stevie Wonder                             | Stevie Wonder                             | Stevie Wonder                             | Stevie Wonder                             | Stevie Wonder                             | Stevie Wonder                             | Stevie Wonder                             | Stevie Wonder                             | Stevie Wonder                             | Stevie Wonder                             | Stevie Wonder                             | Stevie Wonder                             | Stevie Wonder                             | Stevie Wonder                             | Stevie Wonder                             | Stevie Wonder                             | Stevie Wonder                             | Stevie Wonder                             | Stevie Wonder                             | Stevie Wonder                             | Stevie Wonder                             | Stevie Wonder                             | Stevie Wonder                             | Stevie Wonder                             | Stevie Wonder                             | Stevie Wonder                             | Stevie Wonder                             | Stevie Wonder                             | Stevie Wonder                             | Stevie Wonder                             | Stevie Wonder                             | Stevie Wonder                             | Stevie Wonder                             | Stevie Wonder                             | Stevie Wonder                             | Stevie Wonder                             | Stevie Wonder                             | Stevie Wonder                             | Stevie Wonder                             | Stevie Wonder                             | Stevie Wonder                             | Stevie Wonder                             | Stevie Wonder                             | Stevie Wonder                             | Stevie Wonder                             | Stevie Wonder                             | Stevie Wonder                             | Stevie Wonder                             | Stevie Wonder                             | Stevie Wonder                             | Stevie Wonder                             | Stevie Wonder                             | Stevie Wonder                             | Stevie Wonder                             | Stevie Wonder                             | Stevie Wonder                             | Stevie Wonder                             | Stevie Wonder                             | Stevie Wonder                             | Stevie Wonder                             | Stevie Wonder                             | Stevie Wonder                             | Stevie Wonder                             | Stevie Wonder                             | Stevie Wonder                             | Stevie Wonder                             | Stevie Wonder                             | Stevie Wonder                             | Stevie Wonder                             | Stevie Wonder                             | Stevie Wonder                             | Stevie Wonder                             | Stevie Wonder                             | Stevie Wonder                             | Stevie Wonder                             | Stevie Wonder                             | Stevie Wonder                             | Stevie Wonder                             | Stevie Wonder                             | Stevie Wonder                             | Stevie Wonder                             | Stevie Wonder                             | Stevie Wonder                             | Stevie Wonder                             | Stevie Wonder                             | Stevie Wonder                             | Stevie Wonder                             | Stevie Wonder                             | Stevie Wonder                             | Stevie Wonder                             | Stevie Wonder                             | V pořádku        | V pořádku        | V pořádku        | V pořádku        | V pořádku        | V pořádku        | V pořádku        | V pořádku        | V pořádku        | V pořádku        | V pořádku        | V pořádku        | V pořádku        | V pořádku        | V pořádku        | V pořádku        | V pořádku        | V pořádku        | V pořádku        | V pořádku        | V pořádku        | V pořádku        | V pořádku        | V pořádku        | V pořádku        | V pořádku        | V pořádku        | V pořádku        | V pořádku        | V pořádku        | V pořádku        | V pořádku        | V pořádku        | V pořádku        | V pořádku        | V pořádku        | V pořádku        | V pořádku        | V pořádku        | V pořádku        | V pořádku        | V pořádku        | V pořádku        | V pořádku        | V pořádku        | V pořádku        | V pořádku        | V pořádku        | V pořádku        | V pořádku        | V pořádku        | V pořádku        | V pořádku        | V pořádku        | V pořádku        | V pořádku        | V pořádku        | V pořádku        | V pořádku        | V pořádku        | V pořádku        | V pořádku        | V pořádku        | V pořádku        | V pořádku        | V pořádku        | V pořádku        | V pořádku        | V pořádku        | V pořádku        | V pořádku        | V pořádku        | V pořádku        | V pořádku        | V pořádku        | V pořádku        | V pořádku        | V pořádku        | V pořádku        | V pořádku        | V pořádku        | V pořádku        | V pořádku        | V pořádku        | V pořádku        | V pořádku        | V pořádku        | V pořádku        | V pořádku        | V pořádku        | V pořádku        | V pořádku        | V pořádku        | V pořádku        | V pořádku        | V pořádku        | V pořádku        | V pořádku        | V pořádku        | V pořádku        |
| Top 11          | Top 11          | Top 11          | Top 11          | Top 11          | Top 11          | Top 11          | Top 11          | Top 11          | Top 11          | Top 11          | Top 11          | Top 11          | Top 11          | Top 11          | Top 11          | Top 11          | Top 11          | Top 11          | Top 11          | Top 11          | Top 11          | Top 11          | Top 11          | Top 11          | Top 11          | Top 11          | Top 11          | Top 11          | Top 11          | Top 11          | Top 11          | Top 11          | Top 11          | Top 11          | Top 11          | Top 11          | Top 11          | Top 11          | Top 11          | Top 11          | Top 11          | Top 11          | Top 11          | Top 11          | Top 11          | Top 11          | Top 11          | Top 11          | Top 11          | Top 11          | Top 11          | Top 11          | Top 11          | Top 11          | Top 11          | Top 11          | Top 11          | Top 11          | Top 11          | Top 11          | Top 11          | Top 11          | Top 11          | Top 11          | Top 11          | Top 11          | Top 11          | Top 11          | Top 11          | Top 11          | Top 11          | Top 11          | Top 11          | Top 11          | Top 11          | Top 11          | Top 11          | Top 11          | Top 11          | Top 11          | Top 11          | Top 11          | Top 11          | Top 11          | Top 11          | Top 11          | Top 11          | Top 11          | Top 11          | Top 11          | Top 11          | Top 11          | Top 11          | Top 11          | Top 11          | Top 11          | Top 11          | Top 11          | Top 11          | Padesátá léta                                                                              | Padesátá léta                                                                              | Padesátá léta                                                                              | Padesátá léta                                                                              | Padesátá léta                                                                              | Padesátá léta                                                                              | Padesátá léta                                                                              | Padesátá léta                                                                              | Padesátá léta                                                                              | Padesátá léta                                                                              | Padesátá léta                                                                              | Padesátá léta                                                                              | Padesátá léta                                                                              | Padesátá léta                                                                              | Padesátá léta                                                                              | Padesátá léta                                                                              | Padesátá léta                                                                              | Padesátá léta                                                                              | Padesátá léta                                                                              | Padesátá léta                                                                              | Padesátá léta                                                                              | Padesátá léta                                                                              | Padesátá léta                                                                              | Padesátá léta                                                                              | Padesátá léta                                                                              | Padesátá léta                                                                              | Padesátá léta                                                                              | Padesátá léta                                                                              | Padesátá léta                                                                              | Padesátá léta                                                                              | Padesátá léta                                                                              | Padesátá léta                                                                              | Padesátá léta                                                                              | Padesátá léta                                                                              | Padesátá léta                                                                              | Padesátá léta                                                                              | Padesátá léta                                                                              | Padesátá léta                                                                              | Padesátá léta                                                                              | Padesátá léta                                                                              | Padesátá léta                                                                              | Padesátá léta                                                                              | Padesátá léta                                                                              | Padesátá léta                                                                              | Padesátá léta                                                                              | Padesátá léta                                                                              | Padesátá léta                                                                              | Padesátá léta                                                                              | Padesátá léta                                                                              | Padesátá léta                                                                              | Padesátá léta                                                                              | Padesátá léta                                                                              | Padesátá léta                                                                              | Padesátá léta                                                                              | Padesátá léta                                                                              | Padesátá léta                                                                              | Padesátá léta                                                                              | Padesátá léta                                                                              | Padesátá léta                                                                              | Padesátá léta                                                                              | Padesátá léta                                                                              | Padesátá léta                                                                              | Padesátá léta                                                                              | Padesátá léta                                                                              | Padesátá léta                                                                              | Padesátá léta                                                                              | Padesátá léta                                                                              | Padesátá léta                                                                              | Padesátá léta                                                                              | Padesátá léta                                                                              | Padesátá léta                                                                              | Padesátá léta                                                                              | Padesátá léta                                                                              | Padesátá léta                                                                              | Padesátá léta                                                                              | Padesátá léta                                                                              | Padesátá léta                                                                              | Padesátá léta                                                                              | Padesátá léta                                                                              | Padesátá léta                                                                              | Padesátá léta                                                                              | Padesátá léta                                                                              | Padesátá léta                                                                              | Padesátá léta                                                                              | Padesátá léta                                                                              | Padesátá léta                                                                              | Padesátá léta                                                                              | Padesátá léta                                                                              | Padesátá léta                                                                              | Padesátá léta                                                                              | Padesátá léta                                                                              | Padesátá léta                                                                              | Padesátá léta                                                                              | Padesátá léta                                                                              | Padesátá léta                                                                              | Padesátá léta                                                                              | Padesátá léta                                                                              | Padesátá léta                                                                              | Padesátá léta                                                                              | Padesátá léta                                                                              | "Come Rain or Come Shine"                                                              | "Come Rain or Come Shine"                                                              | "Come Rain or Come Shine"                                                              | "Come Rain or Come Shine"                                                              | "Come Rain or Come Shine"                                                              | "Come Rain or Come Shine"                                                              | "Come Rain or Come Shine"                                                              | "Come Rain or Come Shine"                                                              | "Come Rain or Come Shine"                                                              | "Come Rain or Come Shine"                                                              | "Come Rain or Come Shine"                                                              | "Come Rain or Come Shine"                                                              | "Come Rain or Come Shine"                                                              | "Come Rain or Come Shine"                                                              | "Come Rain or Come Shine"                                                              | "Come Rain or Come Shine"                                                              | "Come Rain or Come Shine"                                                              | "Come Rain or Come Shine"                                                              | "Come Rain or Come Shine"                                                              | "Come Rain or Come Shine"                                                              | "Come Rain or Come Shine"                                                              | "Come Rain or Come Shine"                                                              | "Come Rain or Come Shine"                                                              | "Come Rain or Come Shine"                                                              | "Come Rain or Come Shine"                                                              | "Come Rain or Come Shine"                                                              | "Come Rain or Come Shine"                                                              | "Come Rain or Come Shine"                                                              | "Come Rain or Come Shine"                                                              | "Come Rain or Come Shine"                                                              | "Come Rain or Come Shine"                                                              | "Come Rain or Come Shine"                                                              | "Come Rain or Come Shine"                                                              | "Come Rain or Come Shine"                                                              | "Come Rain or Come Shine"                                                              | "Come Rain or Come Shine"                                                              | "Come Rain or Come Shine"                                                              | "Come Rain or Come Shine"                                                              | "Come Rain or Come Shine"                                                              | "Come Rain or Come Shine"                                                              | "Come Rain or Come Shine"                                                              | "Come Rain or Come Shine"                                                              | "Come Rain or Come Shine"                                                              | "Come Rain or Come Shine"                                                              | "Come Rain or Come Shine"                                                              | "Come Rain or Come Shine"                                                              | "Come Rain or Come Shine"                                                              | "Come Rain or Come Shine"                                                              | "Come Rain or Come Shine"                                                              | "Come Rain or Come Shine"                                                              | "Come Rain or Come Shine"                                                              | "Come Rain or Come Shine"                                                              | "Come Rain or Come Shine"                                                              | "Come Rain or Come Shine"                                                              | "Come Rain or Come Shine"                                                              | "Come Rain or Come Shine"                                                              | "Come Rain or Come Shine"                                                              | "Come Rain or Come Shine"                                                              | "Come Rain or Come Shine"                                                              | "Come Rain or Come Shine"                                                              | "Come Rain or Come Shine"                                                              | "Come Rain or Come Shine"                                                              | "Come Rain or Come Shine"                                                              | "Come Rain or Come Shine"                                                              | "Come Rain or Come Shine"                                                              | "Come Rain or Come Shine"                                                              | "Come Rain or Come Shine"                                                              | "Come Rain or Come Shine"                                                              | "Come Rain or Come Shine"                                                              | "Come Rain or Come Shine"                                                              | "Come Rain or Come Shine"                                                              | "Come Rain or Come Shine"                                                              | "Come Rain or Come Shine"                                                              | "Come Rain or Come Shine"                                                              | "Come Rain or Come Shine"                                                              | "Come Rain or Come Shine"                                                              | "Come Rain or Come Shine"                                                              | "Come Rain or Come Shine"                                                              | "Come Rain or Come Shine"                                                              | "Come Rain or Come Shine"                                                              | "Come Rain or Come Shine"                                                              | "Come Rain or Come Shine"                                                              | "Come Rain or Come Shine"                                                              | "Come Rain or Come Shine"                                                              | "Come Rain or Come Shine"                                                              | "Come Rain or Come Shine"                                                              | "Come Rain or Come Shine"                                                              | "Come Rain or Come Shine"                                                              | "Come Rain or Come Shine"                                                              | "Come Rain or Come Shine"                                                              | "Come Rain or Come Shine"                                                              | "Come Rain or Come Shine"                                                              | "Come Rain or Come Shine"                                                              | "Come Rain or Come Shine"                                                              | "Come Rain or Come Shine"                                                              | "Come Rain or Come Shine"                                                              | "Come Rain or Come Shine"                                                              | "Come Rain or Come Shine"                                                              | "Come Rain or Come Shine"                                                              | "Come Rain or Come Shine"                                                              | Sy Oliver (s Tommy Dorsey Orchestra)      | Sy Oliver (s Tommy Dorsey Orchestra)      | Sy Oliver (s Tommy Dorsey Orchestra)      | Sy Oliver (s Tommy Dorsey Orchestra)      | Sy Oliver (s Tommy Dorsey Orchestra)      | Sy Oliver (s Tommy Dorsey Orchestra)      | Sy Oliver (s Tommy Dorsey Orchestra)      | Sy Oliver (s Tommy Dorsey Orchestra)      | Sy Oliver (s Tommy Dorsey Orchestra)      | Sy Oliver (s Tommy Dorsey Orchestra)      | Sy Oliver (s Tommy Dorsey Orchestra)      | Sy Oliver (s Tommy Dorsey Orchestra)      | Sy Oliver (s Tommy Dorsey Orchestra)      | Sy Oliver (s Tommy Dorsey Orchestra)      | Sy Oliver (s Tommy Dorsey Orchestra)      | Sy Oliver (s Tommy Dorsey Orchestra)      | Sy Oliver (s Tommy Dorsey Orchestra)      | Sy Oliver (s Tommy Dorsey Orchestra)      | Sy Oliver (s Tommy Dorsey Orchestra)      | Sy Oliver (s Tommy Dorsey Orchestra)      | Sy Oliver (s Tommy Dorsey Orchestra)      | Sy Oliver (s Tommy Dorsey Orchestra)      | Sy Oliver (s Tommy Dorsey Orchestra)      | Sy Oliver (s Tommy Dorsey Orchestra)      | Sy Oliver (s Tommy Dorsey Orchestra)      | Sy Oliver (s Tommy Dorsey Orchestra)      | Sy Oliver (s Tommy Dorsey Orchestra)      | Sy Oliver (s Tommy Dorsey Orchestra)      | Sy Oliver (s Tommy Dorsey Orchestra)      | Sy Oliver (s Tommy Dorsey Orchestra)      | Sy Oliver (s Tommy Dorsey Orchestra)      | Sy Oliver (s Tommy Dorsey Orchestra)      | Sy Oliver (s Tommy Dorsey Orchestra)      | Sy Oliver (s Tommy Dorsey Orchestra)      | Sy Oliver (s Tommy Dorsey Orchestra)      | Sy Oliver (s Tommy Dorsey Orchestra)      | Sy Oliver (s Tommy Dorsey Orchestra)      | Sy Oliver (s Tommy Dorsey Orchestra)      | Sy Oliver (s Tommy Dorsey Orchestra)      | Sy Oliver (s Tommy Dorsey Orchestra)      | Sy Oliver (s Tommy Dorsey Orchestra)      | Sy Oliver (s Tommy Dorsey Orchestra)      | Sy Oliver (s Tommy Dorsey Orchestra)      | Sy Oliver (s Tommy Dorsey Orchestra)      | Sy Oliver (s Tommy Dorsey Orchestra)      | Sy Oliver (s Tommy Dorsey Orchestra)      | Sy Oliver (s Tommy Dorsey Orchestra)      | Sy Oliver (s Tommy Dorsey Orchestra)      | Sy Oliver (s Tommy Dorsey Orchestra)      | Sy Oliver (s Tommy Dorsey Orchestra)      | Sy Oliver (s Tommy Dorsey Orchestra)      | Sy Oliver (s Tommy Dorsey Orchestra)      | Sy Oliver (s Tommy Dorsey Orchestra)      | Sy Oliver (s Tommy Dorsey Orchestra)      | Sy Oliver (s Tommy Dorsey Orchestra)      | Sy Oliver (s Tommy Dorsey Orchestra)      | Sy Oliver (s Tommy Dorsey Orchestra)      | Sy Oliver (s Tommy Dorsey Orchestra)      | Sy Oliver (s Tommy Dorsey Orchestra)      | Sy Oliver (s Tommy Dorsey Orchestra)      | Sy Oliver (s Tommy Dorsey Orchestra)      | Sy Oliver (s Tommy Dorsey Orchestra)      | Sy Oliver (s Tommy Dorsey Orchestra)      | Sy Oliver (s Tommy Dorsey Orchestra)      | Sy Oliver (s Tommy Dorsey Orchestra)      | Sy Oliver (s Tommy Dorsey Orchestra)      | Sy Oliver (s Tommy Dorsey Orchestra)      | Sy Oliver (s Tommy Dorsey Orchestra)      | Sy Oliver (s Tommy Dorsey Orchestra)      | Sy Oliver (s Tommy Dorsey Orchestra)      | Sy Oliver (s Tommy Dorsey Orchestra)      | Sy Oliver (s Tommy Dorsey Orchestra)      | Sy Oliver (s Tommy Dorsey Orchestra)      | Sy Oliver (s Tommy Dorsey Orchestra)      | Sy Oliver (s Tommy Dorsey Orchestra)      | Sy Oliver (s Tommy Dorsey Orchestra)      | Sy Oliver (s Tommy Dorsey Orchestra)      | Sy Oliver (s Tommy Dorsey Orchestra)      | Sy Oliver (s Tommy Dorsey Orchestra)      | Sy Oliver (s Tommy Dorsey Orchestra)      | Sy Oliver (s Tommy Dorsey Orchestra)      | Sy Oliver (s Tommy Dorsey Orchestra)      | Sy Oliver (s Tommy Dorsey Orchestra)      | Sy Oliver (s Tommy Dorsey Orchestra)      | Sy Oliver (s Tommy Dorsey Orchestra)      | Sy Oliver (s Tommy Dorsey Orchestra)      | Sy Oliver (s Tommy Dorsey Orchestra)      | Sy Oliver (s Tommy Dorsey Orchestra)      | Sy Oliver (s Tommy Dorsey Orchestra)      | Sy Oliver (s Tommy Dorsey Orchestra)      | Sy Oliver (s Tommy Dorsey Orchestra)      | Sy Oliver (s Tommy Dorsey Orchestra)      | Sy Oliver (s Tommy Dorsey Orchestra)      | Sy Oliver (s Tommy Dorsey Orchestra)      | Sy Oliver (s Tommy Dorsey Orchestra)      | Sy Oliver (s Tommy Dorsey Orchestra)      | Sy Oliver (s Tommy Dorsey Orchestra)      | Sy Oliver (s Tommy Dorsey Orchestra)      | Sy Oliver (s Tommy Dorsey Orchestra)      | Sy Oliver (s Tommy Dorsey Orchestra)      | V pořádku        | V pořádku        | V pořádku        | V pořádku        | V pořádku        | V pořádku        | V pořádku        | V pořádku        | V pořádku        | V pořádku        | V pořádku        | V pořádku        | V pořádku        | V pořádku        | V pořádku        | V pořádku        | V pořádku        | V pořádku        | V pořádku        | V pořádku        | V pořádku        | V pořádku        | V pořádku        | V pořádku        | V pořádku        | V pořádku        | V pořádku        | V pořádku        | V pořádku        | V pořádku        | V pořádku        | V pořádku        | V pořádku        | V pořádku        | V pořádku        | V pořádku        | V pořádku        | V pořádku        | V pořádku        | V pořádku        | V pořádku        | V pořádku        | V pořádku        | V pořádku        | V pořádku        | V pořádku        | V pořádku        | V pořádku        | V pořádku        | V pořádku        | V pořádku        | V pořádku        | V pořádku        | V pořádku        | V pořádku        | V pořádku        | V pořádku        | V pořádku        | V pořádku        | V pořádku        | V pořádku        | V pořádku        | V pořádku        | V pořádku        | V pořádku        | V pořádku        | V pořádku        | V pořádku        | V pořádku        | V pořádku        | V pořádku        | V pořádku        | V pořádku        | V pořádku        | V pořádku        | V pořádku        | V pořádku        | V pořádku        | V pořádku        | V pořádku        | V pořádku        | V pořádku        | V pořádku        | V pořádku        | V pořádku        | V pořádku        | V pořádku        | V pořádku        | V pořádku        | V pořádku        | V pořádku        | V pořádku        | V pořádku        | V pořádku        | V pořádku        | V pořádku        | V pořádku        | V pořádku        | V pořádku        | V pořádku        |
| Top 10          | Top 10          | Top 10          | Top 10          | Top 10          | Top 10          | Top 10          | Top 10          | Top 10          | Top 10          | Top 10          | Top 10          | Top 10          | Top 10          | Top 10          | Top 10          | Top 10          | Top 10          | Top 10          | Top 10          | Top 10          | Top 10          | Top 10          | Top 10          | Top 10          | Top 10          | Top 10          | Top 10          | Top 10          | Top 10          | Top 10          | Top 10          | Top 10          | Top 10          | Top 10          | Top 10          | Top 10          | Top 10          | Top 10          | Top 10          | Top 10          | Top 10          | Top 10          | Top 10          | Top 10          | Top 10          | Top 10          | Top 10          | Top 10          | Top 10          | Top 10          | Top 10          | Top 10          | Top 10          | Top 10          | Top 10          | Top 10          | Top 10          | Top 10          | Top 10          | Top 10          | Top 10          | Top 10          | Top 10          | Top 10          | Top 10          | Top 10          | Top 10          | Top 10          | Top 10          | Top 10          | Top 10          | Top 10          | Top 10          | Top 10          | Top 10          | Top 10          | Top 10          | Top 10          | Top 10          | Top 10          | Top 10          | Top 10          | Top 10          | Top 10          | Top 10          | Top 10          | Top 10          | Top 10          | Top 10          | Top 10          | Top 10          | Top 10          | Top 10          | Top 10          | Top 10          | Top 10          | Top 10          | Top 10          | Top 10          | Písně z 21. století                                                                        | Písně z 21. století                                                                        | Písně z 21. století                                                                        | Písně z 21. století                                                                        | Písně z 21. století                                                                        | Písně z 21. století                                                                        | Písně z 21. století                                                                        | Písně z 21. století                                                                        | Písně z 21. století                                                                        | Písně z 21. století                                                                        | Písně z 21. století                                                                        | Písně z 21. století                                                                        | Písně z 21. století                                                                        | Písně z 21. století                                                                        | Písně z 21. století                                                                        | Písně z 21. století                                                                        | Písně z 21. století                                                                        | Písně z 21. století                                                                        | Písně z 21. století                                                                        | Písně z 21. století                                                                        | Písně z 21. století                                                                        | Písně z 21. století                                                                        | Písně z 21. století                                                                        | Písně z 21. století                                                                        | Písně z 21. století                                                                        | Písně z 21. století                                                                        | Písně z 21. století                                                                        | Písně z 21. století                                                                        | Písně z 21. století                                                                        | Písně z 21. století                                                                        | Písně z 21. století                                                                        | Písně z 21. století                                                                        | Písně z 21. století                                                                        | Písně z 21. století                                                                        | Písně z 21. století                                                                        | Písně z 21. století                                                                        | Písně z 21. století                                                                        | Písně z 21. století                                                                        | Písně z 21. století                                                                        | Písně z 21. století                                                                        | Písně z 21. století                                                                        | Písně z 21. století                                                                        | Písně z 21. století                                                                        | Písně z 21. století                                                                        | Písně z 21. století                                                                        | Písně z 21. století                                                                        | Písně z 21. století                                                                        | Písně z 21. století                                                                        | Písně z 21. století                                                                        | Písně z 21. století                                                                        | Písně z 21. století                                                                        | Písně z 21. století                                                                        | Písně z 21. století                                                                        | Písně z 21. století                                                                        | Písně z 21. století                                                                        | Písně z 21. století                                                                        | Písně z 21. století                                                                        | Písně z 21. století                                                                        | Písně z 21. století                                                                        | Písně z 21. století                                                                        | Písně z 21. století                                                                        | Písně z 21. století                                                                        | Písně z 21. století                                                                        | Písně z 21. století                                                                        | Písně z 21. století                                                                        | Písně z 21. století                                                                        | Písně z 21. století                                                                        | Písně z 21. století                                                                        | Písně z 21. století                                                                        | Písně z 21. století                                                                        | Písně z 21. století                                                                        | Písně z 21. století                                                                        | Písně z 21. století                                                                        | Písně z 21. století                                                                        | Písně z 21. století                                                                        | Písně z 21. století                                                                        | Písně z 21. století                                                                        | Písně z 21. století                                                                        | Písně z 21. století                                                                        | Písně z 21. století                                                                        | Písně z 21. století                                                                        | Písně z 21. století                                                                        | Písně z 21. století                                                                        | Písně z 21. století                                                                        | Písně z 21. století                                                                        | Písně z 21. století                                                                        | Písně z 21. století                                                                        | Písně z 21. století                                                                        | Písně z 21. století                                                                        | Písně z 21. století                                                                        | Písně z 21. století                                                                        | Písně z 21. století                                                                        | Písně z 21. století                                                                        | Písně z 21. století                                                                        | Písně z 21. století                                                                        | Písně z 21. století                                                                        | Písně z 21. století                                                                        | Písně z 21. století                                                                        | Písně z 21. století                                                                        | Písně z 21. století                                                                        | "The Voice Within"                                                                     | "The Voice Within"                                                                     | "The Voice Within"                                                                     | "The Voice Within"                                                                     | "The Voice Within"                                                                     | "The Voice Within"                                                                     | "The Voice Within"                                                                     | "The Voice Within"                                                                     | "The Voice Within"                                                                     | "The Voice Within"                                                                     | "The Voice Within"                                                                     | "The Voice Within"                                                                     | "The Voice Within"                                                                     | "The Voice Within"                                                                     | "The Voice Within"                                                                     | "The Voice Within"                                                                     | "The Voice Within"                                                                     | "The Voice Within"                                                                     | "The Voice Within"                                                                     | "The Voice Within"                                                                     | "The Voice Within"                                                                     | "The Voice Within"                                                                     | "The Voice Within"                                                                     | "The Voice Within"                                                                     | "The Voice Within"                                                                     | "The Voice Within"                                                                     | "The Voice Within"                                                                     | "The Voice Within"                                                                     | "The Voice Within"                                                                     | "The Voice Within"                                                                     | "The Voice Within"                                                                     | "The Voice Within"                                                                     | "The Voice Within"                                                                     | "The Voice Within"                                                                     | "The Voice Within"                                                                     | "The Voice Within"                                                                     | "The Voice Within"                                                                     | "The Voice Within"                                                                     | "The Voice Within"                                                                     | "The Voice Within"                                                                     | "The Voice Within"                                                                     | "The Voice Within"                                                                     | "The Voice Within"                                                                     | "The Voice Within"                                                                     | "The Voice Within"                                                                     | "The Voice Within"                                                                     | "The Voice Within"                                                                     | "The Voice Within"                                                                     | "The Voice Within"                                                                     | "The Voice Within"                                                                     | "The Voice Within"                                                                     | "The Voice Within"                                                                     | "The Voice Within"                                                                     | "The Voice Within"                                                                     | "The Voice Within"                                                                     | "The Voice Within"                                                                     | "The Voice Within"                                                                     | "The Voice Within"                                                                     | "The Voice Within"                                                                     | "The Voice Within"                                                                     | "The Voice Within"                                                                     | "The Voice Within"                                                                     | "The Voice Within"                                                                     | "The Voice Within"                                                                     | "The Voice Within"                                                                     | "The Voice Within"                                                                     | "The Voice Within"                                                                     | "The Voice Within"                                                                     | "The Voice Within"                                                                     | "The Voice Within"                                                                     | "The Voice Within"                                                                     | "The Voice Within"                                                                     | "The Voice Within"                                                                     | "The Voice Within"                                                                     | "The Voice Within"                                                                     | "The Voice Within"                                                                     | "The Voice Within"                                                                     | "The Voice Within"                                                                     | "The Voice Within"                                                                     | "The Voice Within"                                                                     | "The Voice Within"                                                                     | "The Voice Within"                                                                     | "The Voice Within"                                                                     | "The Voice Within"                                                                     | "The Voice Within"                                                                     | "The Voice Within"                                                                     | "The Voice Within"                                                                     | "The Voice Within"                                                                     | "The Voice Within"                                                                     | "The Voice Within"                                                                     | "The Voice Within"                                                                     | "The Voice Within"                                                                     | "The Voice Within"                                                                     | "The Voice Within"                                                                     | "The Voice Within"                                                                     | "The Voice Within"                                                                     | "The Voice Within"                                                                     | "The Voice Within"                                                                     | "The Voice Within"                                                                     | "The Voice Within"                                                                     | Christina Aguilera                        | Christina Aguilera                        | Christina Aguilera                        | Christina Aguilera                        | Christina Aguilera                        | Christina Aguilera                        | Christina Aguilera                        | Christina Aguilera                        | Christina Aguilera                        | Christina Aguilera                        | Christina Aguilera                        | Christina Aguilera                        | Christina Aguilera                        | Christina Aguilera                        | Christina Aguilera                        | Christina Aguilera                        | Christina Aguilera                        | Christina Aguilera                        | Christina Aguilera                        | Christina Aguilera                        | Christina Aguilera                        | Christina Aguilera                        | Christina Aguilera                        | Christina Aguilera                        | Christina Aguilera                        | Christina Aguilera                        | Christina Aguilera                        | Christina Aguilera                        | Christina Aguilera                        | Christina Aguilera                        | Christina Aguilera                        | Christina Aguilera                        | Christina Aguilera                        | Christina Aguilera                        | Christina Aguilera                        | Christina Aguilera                        | Christina Aguilera                        | Christina Aguilera                        | Christina Aguilera                        | Christina Aguilera                        | Christina Aguilera                        | Christina Aguilera                        | Christina Aguilera                        | Christina Aguilera                        | Christina Aguilera                        | Christina Aguilera                        | Christina Aguilera                        | Christina Aguilera                        | Christina Aguilera                        | Christina Aguilera                        | Christina Aguilera                        | Christina Aguilera                        | Christina Aguilera                        | Christina Aguilera                        | Christina Aguilera                        | Christina Aguilera                        | Christina Aguilera                        | Christina Aguilera                        | Christina Aguilera                        | Christina Aguilera                        | Christina Aguilera                        | Christina Aguilera                        | Christina Aguilera                        | Christina Aguilera                        | Christina Aguilera                        | Christina Aguilera                        | Christina Aguilera                        | Christina Aguilera                        | Christina Aguilera                        | Christina Aguilera                        | Christina Aguilera                        | Christina Aguilera                        | Christina Aguilera                        | Christina Aguilera                        | Christina Aguilera                        | Christina Aguilera                        | Christina Aguilera                        | Christina Aguilera                        | Christina Aguilera                        | Christina Aguilera                        | Christina Aguilera                        | Christina Aguilera                        | Christina Aguilera                        | Christina Aguilera                        | Christina Aguilera                        | Christina Aguilera                        | Christina Aguilera                        | Christina Aguilera                        | Christina Aguilera                        | Christina Aguilera                        | Christina Aguilera                        | Christina Aguilera                        | Christina Aguilera                        | Christina Aguilera                        | Christina Aguilera                        | Christina Aguilera                        | Christina Aguilera                        | Christina Aguilera                        | Christina Aguilera                        | Christina Aguilera                        | Spodní dvojice   | Spodní dvojice   | Spodní dvojice   | Spodní dvojice   | Spodní dvojice   | Spodní dvojice   | Spodní dvojice   | Spodní dvojice   | Spodní dvojice   | Spodní dvojice   | Spodní dvojice   | Spodní dvojice   | Spodní dvojice   | Spodní dvojice   | Spodní dvojice   | Spodní dvojice   | Spodní dvojice   | Spodní dvojice   | Spodní dvojice   | Spodní dvojice   | Spodní dvojice   | Spodní dvojice   | Spodní dvojice   | Spodní dvojice   | Spodní dvojice   | Spodní dvojice   | Spodní dvojice   | Spodní dvojice   | Spodní dvojice   | Spodní dvojice   | Spodní dvojice   | Spodní dvojice   | Spodní dvojice   | Spodní dvojice   | Spodní dvojice   | Spodní dvojice   | Spodní dvojice   | Spodní dvojice   | Spodní dvojice   | Spodní dvojice   | Spodní dvojice   | Spodní dvojice   | Spodní dvojice   | Spodní dvojice   | Spodní dvojice   | Spodní dvojice   | Spodní dvojice   | Spodní dvojice   | Spodní dvojice   | Spodní dvojice   | Spodní dvojice   | Spodní dvojice   | Spodní dvojice   | Spodní dvojice   | Spodní dvojice   | Spodní dvojice   | Spodní dvojice   | Spodní dvojice   | Spodní dvojice   | Spodní dvojice   | Spodní dvojice   | Spodní dvojice   | Spodní dvojice   | Spodní dvojice   | Spodní dvojice   | Spodní dvojice   | Spodní dvojice   | Spodní dvojice   | Spodní dvojice   | Spodní dvojice   | Spodní dvojice   | Spodní dvojice   | Spodní dvojice   | Spodní dvojice   | Spodní dvojice   | Spodní dvojice   | Spodní dvojice   | Spodní dvojice   | Spodní dvojice   | Spodní dvojice   | Spodní dvojice   | Spodní dvojice   | Spodní dvojice   | Spodní dvojice   | Spodní dvojice   | Spodní dvojice   | Spodní dvojice   | Spodní dvojice   | Spodní dvojice   | Spodní dvojice   | Spodní dvojice   | Spodní dvojice   | Spodní dvojice   | Spodní dvojice   | Spodní dvojice   | Spodní dvojice   | Spodní dvojice   | Spodní dvojice   | Spodní dvojice   | Spodní dvojice   |
| Top 9           | Top 9           | Top 9           | Top 9           | Top 9           | Top 9           | Top 9           | Top 9           | Top 9           | Top 9           | Top 9           | Top 9           | Top 9           | Top 9           | Top 9           | Top 9           | Top 9           | Top 9           | Top 9           | Top 9           | Top 9           | Top 9           | Top 9           | Top 9           | Top 9           | Top 9           | Top 9           | Top 9           | Top 9           | Top 9           | Top 9           | Top 9           | Top 9           | Top 9           | Top 9           | Top 9           | Top 9           | Top 9           | Top 9           | Top 9           | Top 9           | Top 9           | Top 9           | Top 9           | Top 9           | Top 9           | Top 9           | Top 9           | Top 9           | Top 9           | Top 9           | Top 9           | Top 9           | Top 9           | Top 9           | Top 9           | Top 9           | Top 9           | Top 9           | Top 9           | Top 9           | Top 9           | Top 9           | Top 9           | Top 9           | Top 9           | Top 9           | Top 9           | Top 9           | Top 9           | Top 9           | Top 9           | Top 9           | Top 9           | Top 9           | Top 9           | Top 9           | Top 9           | Top 9           | Top 9           | Top 9           | Top 9           | Top 9           | Top 9           | Top 9           | Top 9           | Top 9           | Top 9           | Top 9           | Top 9           | Top 9           | Top 9           | Top 9           | Top 9           | Top 9           | Top 9           | Top 9           | Top 9           | Top 9           | Top 9           | Country                                                                                    | Country                                                                                    | Country                                                                                    | Country                                                                                    | Country                                                                                    | Country                                                                                    | Country                                                                                    | Country                                                                                    | Country                                                                                    | Country                                                                                    | Country                                                                                    | Country                                                                                    | Country                                                                                    | Country                                                                                    | Country                                                                                    | Country                                                                                    | Country                                                                                    | Country                                                                                    | Country                                                                                    | Country                                                                                    | Country                                                                                    | Country                                                                                    | Country                                                                                    | Country                                                                                    | Country                                                                                    | Country                                                                                    | Country                                                                                    | Country                                                                                    | Country                                                                                    | Country                                                                                    | Country                                                                                    | Country                                                                                    | Country                                                                                    | Country                                                                                    | Country                                                                                    | Country                                                                                    | Country                                                                                    | Country                                                                                    | Country                                                                                    | Country                                                                                    | Country                                                                                    | Country                                                                                    | Country                                                                                    | Country                                                                                    | Country                                                                                    | Country                                                                                    | Country                                                                                    | Country                                                                                    | Country                                                                                    | Country                                                                                    | Country                                                                                    | Country                                                                                    | Country                                                                                    | Country                                                                                    | Country                                                                                    | Country                                                                                    | Country                                                                                    | Country                                                                                    | Country                                                                                    | Country                                                                                    | Country                                                                                    | Country                                                                                    | Country                                                                                    | Country                                                                                    | Country                                                                                    | Country                                                                                    | Country                                                                                    | Country                                                                                    | Country                                                                                    | Country                                                                                    | Country                                                                                    | Country                                                                                    | Country                                                                                    | Country                                                                                    | Country                                                                                    | Country                                                                                    | Country                                                                                    | Country                                                                                    | Country                                                                                    | Country                                                                                    | Country                                                                                    | Country                                                                                    | Country                                                                                    | Country                                                                                    | Country                                                                                    | Country                                                                                    | Country                                                                                    | Country                                                                                    | Country                                                                                    | Country                                                                                    | Country                                                                                    | Country                                                                                    | Country                                                                                    | Country                                                                                    | Country                                                                                    | Country                                                                                    | Country                                                                                    | Country                                                                                    | Country                                                                                    | Country                                                                                    | "Bringing Out the Elvis"                                                               | "Bringing Out the Elvis"                                                               | "Bringing Out the Elvis"                                                               | "Bringing Out the Elvis"                                                               | "Bringing Out the Elvis"                                                               | "Bringing Out the Elvis"                                                               | "Bringing Out the Elvis"                                                               | "Bringing Out the Elvis"                                                               | "Bringing Out the Elvis"                                                               | "Bringing Out the Elvis"                                                               | "Bringing Out the Elvis"                                                               | "Bringing Out the Elvis"                                                               | "Bringing Out the Elvis"                                                               | "Bringing Out the Elvis"                                                               | "Bringing Out the Elvis"                                                               | "Bringing Out the Elvis"                                                               | "Bringing Out the Elvis"                                                               | "Bringing Out the Elvis"                                                               | "Bringing Out the Elvis"                                                               | "Bringing Out the Elvis"                                                               | "Bringing Out the Elvis"                                                               | "Bringing Out the Elvis"                                                               | "Bringing Out the Elvis"                                                               | "Bringing Out the Elvis"                                                               | "Bringing Out the Elvis"                                                               | "Bringing Out the Elvis"                                                               | "Bringing Out the Elvis"                                                               | "Bringing Out the Elvis"                                                               | "Bringing Out the Elvis"                                                               | "Bringing Out the Elvis"                                                               | "Bringing Out the Elvis"                                                               | "Bringing Out the Elvis"                                                               | "Bringing Out the Elvis"                                                               | "Bringing Out the Elvis"                                                               | "Bringing Out the Elvis"                                                               | "Bringing Out the Elvis"                                                               | "Bringing Out the Elvis"                                                               | "Bringing Out the Elvis"                                                               | "Bringing Out the Elvis"                                                               | "Bringing Out the Elvis"                                                               | "Bringing Out the Elvis"                                                               | "Bringing Out the Elvis"                                                               | "Bringing Out the Elvis"                                                               | "Bringing Out the Elvis"                                                               | "Bringing Out the Elvis"                                                               | "Bringing Out the Elvis"                                                               | "Bringing Out the Elvis"                                                               | "Bringing Out the Elvis"                                                               | "Bringing Out the Elvis"                                                               | "Bringing Out the Elvis"                                                               | "Bringing Out the Elvis"                                                               | "Bringing Out the Elvis"                                                               | "Bringing Out the Elvis"                                                               | "Bringing Out the Elvis"                                                               | "Bringing Out the Elvis"                                                               | "Bringing Out the Elvis"                                                               | "Bringing Out the Elvis"                                                               | "Bringing Out the Elvis"                                                               | "Bringing Out the Elvis"                                                               | "Bringing Out the Elvis"                                                               | "Bringing Out the Elvis"                                                               | "Bringing Out the Elvis"                                                               | "Bringing Out the Elvis"                                                               | "Bringing Out the Elvis"                                                               | "Bringing Out the Elvis"                                                               | "Bringing Out the Elvis"                                                               | "Bringing Out the Elvis"                                                               | "Bringing Out the Elvis"                                                               | "Bringing Out the Elvis"                                                               | "Bringing Out the Elvis"                                                               | "Bringing Out the Elvis"                                                               | "Bringing Out the Elvis"                                                               | "Bringing Out the Elvis"                                                               | "Bringing Out the Elvis"                                                               | "Bringing Out the Elvis"                                                               | "Bringing Out the Elvis"                                                               | "Bringing Out the Elvis"                                                               | "Bringing Out the Elvis"                                                               | "Bringing Out the Elvis"                                                               | "Bringing Out the Elvis"                                                               | "Bringing Out the Elvis"                                                               | "Bringing Out the Elvis"                                                               | "Bringing Out the Elvis"                                                               | "Bringing Out the Elvis"                                                               | "Bringing Out the Elvis"                                                               | "Bringing Out the Elvis"                                                               | "Bringing Out the Elvis"                                                               | "Bringing Out the Elvis"                                                               | "Bringing Out the Elvis"                                                               | "Bringing Out the Elvis"                                                               | "Bringing Out the Elvis"                                                               | "Bringing Out the Elvis"                                                               | "Bringing Out the Elvis"                                                               | "Bringing Out the Elvis"                                                               | "Bringing Out the Elvis"                                                               | "Bringing Out the Elvis"                                                               | "Bringing Out the Elvis"                                                               | "Bringing Out the Elvis"                                                               | "Bringing Out the Elvis"                                                               | "Bringing Out the Elvis"                                                               | Faith Hill                                | Faith Hill                                | Faith Hill                                | Faith Hill                                | Faith Hill                                | Faith Hill                                | Faith Hill                                | Faith Hill                                | Faith Hill                                | Faith Hill                                | Faith Hill                                | Faith Hill                                | Faith Hill                                | Faith Hill                                | Faith Hill                                | Faith Hill                                | Faith Hill                                | Faith Hill                                | Faith Hill                                | Faith Hill                                | Faith Hill                                | Faith Hill                                | Faith Hill                                | Faith Hill                                | Faith Hill                                | Faith Hill                                | Faith Hill                                | Faith Hill                                | Faith Hill                                | Faith Hill                                | Faith Hill                                | Faith Hill                                | Faith Hill                                | Faith Hill                                | Faith Hill                                | Faith Hill                                | Faith Hill                                | Faith Hill                                | Faith Hill                                | Faith Hill                                | Faith Hill                                | Faith Hill                                | Faith Hill                                | Faith Hill                                | Faith Hill                                | Faith Hill                                | Faith Hill                                | Faith Hill                                | Faith Hill                                | Faith Hill                                | Faith Hill                                | Faith Hill                                | Faith Hill                                | Faith Hill                                | Faith Hill                                | Faith Hill                                | Faith Hill                                | Faith Hill                                | Faith Hill                                | Faith Hill                                | Faith Hill                                | Faith Hill                                | Faith Hill                                | Faith Hill                                | Faith Hill                                | Faith Hill                                | Faith Hill                                | Faith Hill                                | Faith Hill                                | Faith Hill                                | Faith Hill                                | Faith Hill                                | Faith Hill                                | Faith Hill                                | Faith Hill                                | Faith Hill                                | Faith Hill                                | Faith Hill                                | Faith Hill                                | Faith Hill                                | Faith Hill                                | Faith Hill                                | Faith Hill                                | Faith Hill                                | Faith Hill                                | Faith Hill                                | Faith Hill                                | Faith Hill                                | Faith Hill                                | Faith Hill                                | Faith Hill                                | Faith Hill                                | Faith Hill                                | Faith Hill                                | Faith Hill                                | Faith Hill                                | Faith Hill                                | Faith Hill                                | Faith Hill                                | Faith Hill                                | V pořádku        | V pořádku        | V pořádku        | V pořádku        | V pořádku        | V pořádku        | V pořádku        | V pořádku        | V pořádku        | V pořádku        | V pořádku        | V pořádku        | V pořádku        | V pořádku        | V pořádku        | V pořádku        | V pořádku        | V pořádku        | V pořádku        | V pořádku        | V pořádku        | V pořádku        | V pořádku        | V pořádku        | V pořádku        | V pořádku        | V pořádku        | V pořádku        | V pořádku        | V pořádku        | V pořádku        | V pořádku        | V pořádku        | V pořádku        | V pořádku        | V pořádku        | V pořádku        | V pořádku        | V pořádku        | V pořádku        | V pořádku        | V pořádku        | V pořádku        | V pořádku        | V pořádku        | V pořádku        | V pořádku        | V pořádku        | V pořádku        | V pořádku        | V pořádku        | V pořádku        | V pořádku        | V pořádku        | V pořádku        | V pořádku        | V pořádku        | V pořádku        | V pořádku        | V pořádku        | V pořádku        | V pořádku        | V pořádku        | V pořádku        | V pořádku        | V pořádku        | V pořádku        | V pořádku        | V pořádku        | V pořádku        | V pořádku        | V pořádku        | V pořádku        | V pořádku        | V pořádku        | V pořádku        | V pořádku        | V pořádku        | V pořádku        | V pořádku        | V pořádku        | V pořádku        | V pořádku        | V pořádku        | V pořádku        | V pořádku        | V pořádku        | V pořádku        | V pořádku        | V pořádku        | V pořádku        | V pořádku        | V pořádku        | V pořádku        | V pořádku        | V pořádku        | V pořádku        | V pořádku        | V pořádku        | V pořádku        |
| Top 8           | Top 8           | Top 8           | Top 8           | Top 8           | Top 8           | Top 8           | Top 8           | Top 8           | Top 8           | Top 8           | Top 8           | Top 8           | Top 8           | Top 8           | Top 8           | Top 8           | Top 8           | Top 8           | Top 8           | Top 8           | Top 8           | Top 8           | Top 8           | Top 8           | Top 8           | Top 8           | Top 8           | Top 8           | Top 8           | Top 8           | Top 8           | Top 8           | Top 8           | Top 8           | Top 8           | Top 8           | Top 8           | Top 8           | Top 8           | Top 8           | Top 8           | Top 8           | Top 8           | Top 8           | Top 8           | Top 8           | Top 8           | Top 8           | Top 8           | Top 8           | Top 8           | Top 8           | Top 8           | Top 8           | Top 8           | Top 8           | Top 8           | Top 8           | Top 8           | Top 8           | Top 8           | Top 8           | Top 8           | Top 8           | Top 8           | Top 8           | Top 8           | Top 8           | Top 8           | Top 8           | Top 8           | Top 8           | Top 8           | Top 8           | Top 8           | Top 8           | Top 8           | Top 8           | Top 8           | Top 8           | Top 8           | Top 8           | Top 8           | Top 8           | Top 8           | Top 8           | Top 8           | Top 8           | Top 8           | Top 8           | Top 8           | Top 8           | Top 8           | Top 8           | Top 8           | Top 8           | Top 8           | Top 8           | Top 8           | Písně skupiny Queen                                                                        | Písně skupiny Queen                                                                        | Písně skupiny Queen                                                                        | Písně skupiny Queen                                                                        | Písně skupiny Queen                                                                        | Písně skupiny Queen                                                                        | Písně skupiny Queen                                                                        | Písně skupiny Queen                                                                        | Písně skupiny Queen                                                                        | Písně skupiny Queen                                                                        | Písně skupiny Queen                                                                        | Písně skupiny Queen                                                                        | Písně skupiny Queen                                                                        | Písně skupiny Queen                                                                        | Písně skupiny Queen                                                                        | Písně skupiny Queen                                                                        | Písně skupiny Queen                                                                        | Písně skupiny Queen                                                                        | Písně skupiny Queen                                                                        | Písně skupiny Queen                                                                        | Písně skupiny Queen                                                                        | Písně skupiny Queen                                                                        | Písně skupiny Queen                                                                        | Písně skupiny Queen                                                                        | Písně skupiny Queen                                                                        | Písně skupiny Queen                                                                        | Písně skupiny Queen                                                                        | Písně skupiny Queen                                                                        | Písně skupiny Queen                                                                        | Písně skupiny Queen                                                                        | Písně skupiny Queen                                                                        | Písně skupiny Queen                                                                        | Písně skupiny Queen                                                                        | Písně skupiny Queen                                                                        | Písně skupiny Queen                                                                        | Písně skupiny Queen                                                                        | Písně skupiny Queen                                                                        | Písně skupiny Queen                                                                        | Písně skupiny Queen                                                                        | Písně skupiny Queen                                                                        | Písně skupiny Queen                                                                        | Písně skupiny Queen                                                                        | Písně skupiny Queen                                                                        | Písně skupiny Queen                                                                        | Písně skupiny Queen                                                                        | Písně skupiny Queen                                                                        | Písně skupiny Queen                                                                        | Písně skupiny Queen                                                                        | Písně skupiny Queen                                                                        | Písně skupiny Queen                                                                        | Písně skupiny Queen                                                                        | Písně skupiny Queen                                                                        | Písně skupiny Queen                                                                        | Písně skupiny Queen                                                                        | Písně skupiny Queen                                                                        | Písně skupiny Queen                                                                        | Písně skupiny Queen                                                                        | Písně skupiny Queen                                                                        | Písně skupiny Queen                                                                        | Písně skupiny Queen                                                                        | Písně skupiny Queen                                                                        | Písně skupiny Queen                                                                        | Písně skupiny Queen                                                                        | Písně skupiny Queen                                                                        | Písně skupiny Queen                                                                        | Písně skupiny Queen                                                                        | Písně skupiny Queen                                                                        | Písně skupiny Queen                                                                        | Písně skupiny Queen                                                                        | Písně skupiny Queen                                                                        | Písně skupiny Queen                                                                        | Písně skupiny Queen                                                                        | Písně skupiny Queen                                                                        | Písně skupiny Queen                                                                        | Písně skupiny Queen                                                                        | Písně skupiny Queen                                                                        | Písně skupiny Queen                                                                        | Písně skupiny Queen                                                                        | Písně skupiny Queen                                                                        | Písně skupiny Queen                                                                        | Písně skupiny Queen                                                                        | Písně skupiny Queen                                                                        | Písně skupiny Queen                                                                        | Písně skupiny Queen                                                                        | Písně skupiny Queen                                                                        | Písně skupiny Queen                                                                        | Písně skupiny Queen                                                                        | Písně skupiny Queen                                                                        | Písně skupiny Queen                                                                        | Písně skupiny Queen                                                                        | Písně skupiny Queen                                                                        | Písně skupiny Queen                                                                        | Písně skupiny Queen                                                                        | Písně skupiny Queen                                                                        | Písně skupiny Queen                                                                        | Písně skupiny Queen                                                                        | Písně skupiny Queen                                                                        | Písně skupiny Queen                                                                        | Písně skupiny Queen                                                                        | Písně skupiny Queen                                                                        | "Who Wants to Live Forever"                                                            | "Who Wants to Live Forever"                                                            | "Who Wants to Live Forever"                                                            | "Who Wants to Live Forever"                                                            | "Who Wants to Live Forever"                                                            | "Who Wants to Live Forever"                                                            | "Who Wants to Live Forever"                                                            | "Who Wants to Live Forever"                                                            | "Who Wants to Live Forever"                                                            | "Who Wants to Live Forever"                                                            | "Who Wants to Live Forever"                                                            | "Who Wants to Live Forever"                                                            | "Who Wants to Live Forever"                                                            | "Who Wants to Live Forever"                                                            | "Who Wants to Live Forever"                                                            | "Who Wants to Live Forever"                                                            | "Who Wants to Live Forever"                                                            | "Who Wants to Live Forever"                                                            | "Who Wants to Live Forever"                                                            | "Who Wants to Live Forever"                                                            | "Who Wants to Live Forever"                                                            | "Who Wants to Live Forever"                                                            | "Who Wants to Live Forever"                                                            | "Who Wants to Live Forever"                                                            | "Who Wants to Live Forever"                                                            | "Who Wants to Live Forever"                                                            | "Who Wants to Live Forever"                                                            | "Who Wants to Live Forever"                                                            | "Who Wants to Live Forever"                                                            | "Who Wants to Live Forever"                                                            | "Who Wants to Live Forever"                                                            | "Who Wants to Live Forever"                                                            | "Who Wants to Live Forever"                                                            | "Who Wants to Live Forever"                                                            | "Who Wants to Live Forever"                                                            | "Who Wants to Live Forever"                                                            | "Who Wants to Live Forever"                                                            | "Who Wants to Live Forever"                                                            | "Who Wants to Live Forever"                                                            | "Who Wants to Live Forever"                                                            | "Who Wants to Live Forever"                                                            | "Who Wants to Live Forever"                                                            | "Who Wants to Live Forever"                                                            | "Who Wants to Live Forever"                                                            | "Who Wants to Live Forever"                                                            | "Who Wants to Live Forever"                                                            | "Who Wants to Live Forever"                                                            | "Who Wants to Live Forever"                                                            | "Who Wants to Live Forever"                                                            | "Who Wants to Live Forever"                                                            | "Who Wants to Live Forever"                                                            | "Who Wants to Live Forever"                                                            | "Who Wants to Live Forever"                                                            | "Who Wants to Live Forever"                                                            | "Who Wants to Live Forever"                                                            | "Who Wants to Live Forever"                                                            | "Who Wants to Live Forever"                                                            | "Who Wants to Live Forever"                                                            | "Who Wants to Live Forever"                                                            | "Who Wants to Live Forever"                                                            | "Who Wants to Live Forever"                                                            | "Who Wants to Live Forever"                                                            | "Who Wants to Live Forever"                                                            | "Who Wants to Live Forever"                                                            | "Who Wants to Live Forever"                                                            | "Who Wants to Live Forever"                                                            | "Who Wants to Live Forever"                                                            | "Who Wants to Live Forever"                                                            | "Who Wants to Live Forever"                                                            | "Who Wants to Live Forever"                                                            | "Who Wants to Live Forever"                                                            | "Who Wants to Live Forever"                                                            | "Who Wants to Live Forever"                                                            | "Who Wants to Live Forever"                                                            | "Who Wants to Live Forever"                                                            | "Who Wants to Live Forever"                                                            | "Who Wants to Live Forever"                                                            | "Who Wants to Live Forever"                                                            | "Who Wants to Live Forever"                                                            | "Who Wants to Live Forever"                                                            | "Who Wants to Live Forever"                                                            | "Who Wants to Live Forever"                                                            | "Who Wants to Live Forever"                                                            | "Who Wants to Live Forever"                                                            | "Who Wants to Live Forever"                                                            | "Who Wants to Live Forever"                                                            | "Who Wants to Live Forever"                                                            | "Who Wants to Live Forever"                                                            | "Who Wants to Live Forever"                                                            | "Who Wants to Live Forever"                                                            | "Who Wants to Live Forever"                                                            | "Who Wants to Live Forever"                                                            | "Who Wants to Live Forever"                                                            | "Who Wants to Live Forever"                                                            | "Who Wants to Live Forever"                                                            | "Who Wants to Live Forever"                                                            | "Who Wants to Live Forever"                                                            | "Who Wants to Live Forever"                                                            | "Who Wants to Live Forever"                                                            | "Who Wants to Live Forever"                                                            | Queen                                     | Queen                                     | Queen                                     | Queen                                     | Queen                                     | Queen                                     | Queen                                     | Queen                                     | Queen                                     | Queen                                     | Queen                                     | Queen                                     | Queen                                     | Queen                                     | Queen                                     | Queen                                     | Queen                                     | Queen                                     | Queen                                     | Queen                                     | Queen                                     | Queen                                     | Queen                                     | Queen                                     | Queen                                     | Queen                                     | Queen                                     | Queen                                     | Queen                                     | Queen                                     | Queen                                     | Queen                                     | Queen                                     | Queen                                     | Queen                                     | Queen                                     | Queen                                     | Queen                                     | Queen                                     | Queen                                     | Queen                                     | Queen                                     | Queen                                     | Queen                                     | Queen                                     | Queen                                     | Queen                                     | Queen                                     | Queen                                     | Queen                                     | Queen                                     | Queen                                     | Queen                                     | Queen                                     | Queen                                     | Queen                                     | Queen                                     | Queen                                     | Queen                                     | Queen                                     | Queen                                     | Queen                                     | Queen                                     | Queen                                     | Queen                                     | Queen                                     | Queen                                     | Queen                                     | Queen                                     | Queen                                     | Queen                                     | Queen                                     | Queen                                     | Queen                                     | Queen                                     | Queen                                     | Queen                                     | Queen                                     | Queen                                     | Queen                                     | Queen                                     | Queen                                     | Queen                                     | Queen                                     | Queen                                     | Queen                                     | Queen                                     | Queen                                     | Queen                                     | Queen                                     | Queen                                     | Queen                                     | Queen                                     | Queen                                     | Queen                                     | Queen                                     | Queen                                     | Queen                                     | Queen                                     | Queen                                     | V pořádku        | V pořádku        | V pořádku        | V pořádku        | V pořádku        | V pořádku        | V pořádku        | V pořádku        | V pořádku        | V pořádku        | V pořádku        | V pořádku        | V pořádku        | V pořádku        | V pořádku        | V pořádku        | V pořádku        | V pořádku        | V pořádku        | V pořádku        | V pořádku        | V pořádku        | V pořádku        | V pořádku        | V pořádku        | V pořádku        | V pořádku        | V pořádku        | V pořádku        | V pořádku        | V pořádku        | V pořádku        | V pořádku        | V pořádku        | V pořádku        | V pořádku        | V pořádku        | V pořádku        | V pořádku        | V pořádku        | V pořádku        | V pořádku        | V pořádku        | V pořádku        | V pořádku        | V pořádku        | V pořádku        | V pořádku        | V pořádku        | V pořádku        | V pořádku        | V pořádku        | V pořádku        | V pořádku        | V pořádku        | V pořádku        | V pořádku        | V pořádku        | V pořádku        | V pořádku        | V pořádku        | V pořádku        | V pořádku        | V pořádku        | V pořádku        | V pořádku        | V pořádku        | V pořádku        | V pořádku        | V pořádku        | V pořádku        | V pořádku        | V pořádku        | V pořádku        | V pořádku        | V pořádku        | V pořádku        | V pořádku        | V pořádku        | V pořádku        | V pořádku        | V pořádku        | V pořádku        | V pořádku        | V pořádku        | V pořádku        | V pořádku        | V pořádku        | V pořádku        | V pořádku        | V pořádku        | V pořádku        | V pořádku        | V pořádku        | V pořádku        | V pořádku        | V pořádku        | V pořádku        | V pořádku        | V pořádku        |
| Top 7           | Top 7           | Top 7           | Top 7           | Top 7           | Top 7           | Top 7           | Top 7           | Top 7           | Top 7           | Top 7           | Top 7           | Top 7           | Top 7           | Top 7           | Top 7           | Top 7           | Top 7           | Top 7           | Top 7           | Top 7           | Top 7           | Top 7           | Top 7           | Top 7           | Top 7           | Top 7           | Top 7           | Top 7           | Top 7           | Top 7           | Top 7           | Top 7           | Top 7           | Top 7           | Top 7           | Top 7           | Top 7           | Top 7           | Top 7           | Top 7           | Top 7           | Top 7           | Top 7           | Top 7           | Top 7           | Top 7           | Top 7           | Top 7           | Top 7           | Top 7           | Top 7           | Top 7           | Top 7           | Top 7           | Top 7           | Top 7           | Top 7           | Top 7           | Top 7           | Top 7           | Top 7           | Top 7           | Top 7           | Top 7           | Top 7           | Top 7           | Top 7           | Top 7           | Top 7           | Top 7           | Top 7           | Top 7           | Top 7           | Top 7           | Top 7           | Top 7           | Top 7           | Top 7           | Top 7           | Top 7           | Top 7           | Top 7           | Top 7           | Top 7           | Top 7           | Top 7           | Top 7           | Top 7           | Top 7           | Top 7           | Top 7           | Top 7           | Top 7           | Top 7           | Top 7           | Top 7           | Top 7           | Top 7           | Top 7           | The Great American Songbook                                                                | The Great American Songbook                                                                | The Great American Songbook                                                                | The Great American Songbook                                                                | The Great American Songbook                                                                | The Great American Songbook                                                                | The Great American Songbook                                                                | The Great American Songbook                                                                | The Great American Songbook                                                                | The Great American Songbook                                                                | The Great American Songbook                                                                | The Great American Songbook                                                                | The Great American Songbook                                                                | The Great American Songbook                                                                | The Great American Songbook                                                                | The Great American Songbook                                                                | The Great American Songbook                                                                | The Great American Songbook                                                                | The Great American Songbook                                                                | The Great American Songbook                                                                | The Great American Songbook                                                                | The Great American Songbook                                                                | The Great American Songbook                                                                | The Great American Songbook                                                                | The Great American Songbook                                                                | The Great American Songbook                                                                | The Great American Songbook                                                                | The Great American Songbook                                                                | The Great American Songbook                                                                | The Great American Songbook                                                                | The Great American Songbook                                                                | The Great American Songbook                                                                | The Great American Songbook                                                                | The Great American Songbook                                                                | The Great American Songbook                                                                | The Great American Songbook                                                                | The Great American Songbook                                                                | The Great American Songbook                                                                | The Great American Songbook                                                                | The Great American Songbook                                                                | The Great American Songbook                                                                | The Great American Songbook                                                                | The Great American Songbook                                                                | The Great American Songbook                                                                | The Great American Songbook                                                                | The Great American Songbook                                                                | The Great American Songbook                                                                | The Great American Songbook                                                                | The Great American Songbook                                                                | The Great American Songbook                                                                | The Great American Songbook                                                                | The Great American Songbook                                                                | The Great American Songbook                                                                | The Great American Songbook                                                                | The Great American Songbook                                                                | The Great American Songbook                                                                | The Great American Songbook                                                                | The Great American Songbook                                                                | The Great American Songbook                                                                | The Great American Songbook                                                                | The Great American Songbook                                                                | The Great American Songbook                                                                | The Great American Songbook                                                                | The Great American Songbook                                                                | The Great American Songbook                                                                | The Great American Songbook                                                                | The Great American Songbook                                                                | The Great American Songbook                                                                | The Great American Songbook                                                                | The Great American Songbook                                                                | The Great American Songbook                                                                | The Great American Songbook                                                                | The Great American Songbook                                                                | The Great American Songbook                                                                | The Great American Songbook                                                                | The Great American Songbook                                                                | The Great American Songbook                                                                | The Great American Songbook                                                                | The Great American Songbook                                                                | The Great American Songbook                                                                | The Great American Songbook                                                                | The Great American Songbook                                                                | The Great American Songbook                                                                | The Great American Songbook                                                                | The Great American Songbook                                                                | The Great American Songbook                                                                | The Great American Songbook                                                                | The Great American Songbook                                                                | The Great American Songbook                                                                | The Great American Songbook                                                                | The Great American Songbook                                                                | The Great American Songbook                                                                | The Great American Songbook                                                                | The Great American Songbook                                                                | The Great American Songbook                                                                | The Great American Songbook                                                                | The Great American Songbook                                                                | The Great American Songbook                                                                | The Great American Songbook                                                                | The Great American Songbook                                                                | "Someone to Watch Over Me"                                                             | "Someone to Watch Over Me"                                                             | "Someone to Watch Over Me"                                                             | "Someone to Watch Over Me"                                                             | "Someone to Watch Over Me"                                                             | "Someone to Watch Over Me"                                                             | "Someone to Watch Over Me"                                                             | "Someone to Watch Over Me"                                                             | "Someone to Watch Over Me"                                                             | "Someone to Watch Over Me"                                                             | "Someone to Watch Over Me"                                                             | "Someone to Watch Over Me"                                                             | "Someone to Watch Over Me"                                                             | "Someone to Watch Over Me"                                                             | "Someone to Watch Over Me"                                                             | "Someone to Watch Over Me"                                                             | "Someone to Watch Over Me"                                                             | "Someone to Watch Over Me"                                                             | "Someone to Watch Over Me"                                                             | "Someone to Watch Over Me"                                                             | "Someone to Watch Over Me"                                                             | "Someone to Watch Over Me"                                                             | "Someone to Watch Over Me"                                                             | "Someone to Watch Over Me"                                                             | "Someone to Watch Over Me"                                                             | "Someone to Watch Over Me"                                                             | "Someone to Watch Over Me"                                                             | "Someone to Watch Over Me"                                                             | "Someone to Watch Over Me"                                                             | "Someone to Watch Over Me"                                                             | "Someone to Watch Over Me"                                                             | "Someone to Watch Over Me"                                                             | "Someone to Watch Over Me"                                                             | "Someone to Watch Over Me"                                                             | "Someone to Watch Over Me"                                                             | "Someone to Watch Over Me"                                                             | "Someone to Watch Over Me"                                                             | "Someone to Watch Over Me"                                                             | "Someone to Watch Over Me"                                                             | "Someone to Watch Over Me"                                                             | "Someone to Watch Over Me"                                                             | "Someone to Watch Over Me"                                                             | "Someone to Watch Over Me"                                                             | "Someone to Watch Over Me"                                                             | "Someone to Watch Over Me"                                                             | "Someone to Watch Over Me"                                                             | "Someone to Watch Over Me"                                                             | "Someone to Watch Over Me"                                                             | "Someone to Watch Over Me"                                                             | "Someone to Watch Over Me"                                                             | "Someone to Watch Over Me"                                                             | "Someone to Watch Over Me"                                                             | "Someone to Watch Over Me"                                                             | "Someone to Watch Over Me"                                                             | "Someone to Watch Over Me"                                                             | "Someone to Watch Over Me"                                                             | "Someone to Watch Over Me"                                                             | "Someone to Watch Over Me"                                                             | "Someone to Watch Over Me"                                                             | "Someone to Watch Over Me"                                                             | "Someone to Watch Over Me"                                                             | "Someone to Watch Over Me"                                                             | "Someone to Watch Over Me"                                                             | "Someone to Watch Over Me"                                                             | "Someone to Watch Over Me"                                                             | "Someone to Watch Over Me"                                                             | "Someone to Watch Over Me"                                                             | "Someone to Watch Over Me"                                                             | "Someone to Watch Over Me"                                                             | "Someone to Watch Over Me"                                                             | "Someone to Watch Over Me"                                                             | "Someone to Watch Over Me"                                                             | "Someone to Watch Over Me"                                                             | "Someone to Watch Over Me"                                                             | "Someone to Watch Over Me"                                                             | "Someone to Watch Over Me"                                                             | "Someone to Watch Over Me"                                                             | "Someone to Watch Over Me"                                                             | "Someone to Watch Over Me"                                                             | "Someone to Watch Over Me"                                                             | "Someone to Watch Over Me"                                                             | "Someone to Watch Over Me"                                                             | "Someone to Watch Over Me"                                                             | "Someone to Watch Over Me"                                                             | "Someone to Watch Over Me"                                                             | "Someone to Watch Over Me"                                                             | "Someone to Watch Over Me"                                                             | "Someone to Watch Over Me"                                                             | "Someone to Watch Over Me"                                                             | "Someone to Watch Over Me"                                                             | "Someone to Watch Over Me"                                                             | "Someone to Watch Over Me"                                                             | "Someone to Watch Over Me"                                                             | "Someone to Watch Over Me"                                                             | "Someone to Watch Over Me"                                                             | "Someone to Watch Over Me"                                                             | "Someone to Watch Over Me"                                                             | "Someone to Watch Over Me"                                                             | "Someone to Watch Over Me"                                                             | "Someone to Watch Over Me"                                                             | Gertrude Lawrence                         | Gertrude Lawrence                         | Gertrude Lawrence                         | Gertrude Lawrence                         | Gertrude Lawrence                         | Gertrude Lawrence                         | Gertrude Lawrence                         | Gertrude Lawrence                         | Gertrude Lawrence                         | Gertrude Lawrence                         | Gertrude Lawrence                         | Gertrude Lawrence                         | Gertrude Lawrence                         | Gertrude Lawrence                         | Gertrude Lawrence                         | Gertrude Lawrence                         | Gertrude Lawrence                         | Gertrude Lawrence                         | Gertrude Lawrence                         | Gertrude Lawrence                         | Gertrude Lawrence                         | Gertrude Lawrence                         | Gertrude Lawrence                         | Gertrude Lawrence                         | Gertrude Lawrence                         | Gertrude Lawrence                         | Gertrude Lawrence                         | Gertrude Lawrence                         | Gertrude Lawrence                         | Gertrude Lawrence                         | Gertrude Lawrence                         | Gertrude Lawrence                         | Gertrude Lawrence                         | Gertrude Lawrence                         | Gertrude Lawrence                         | Gertrude Lawrence                         | Gertrude Lawrence                         | Gertrude Lawrence                         | Gertrude Lawrence                         | Gertrude Lawrence                         | Gertrude Lawrence                         | Gertrude Lawrence                         | Gertrude Lawrence                         | Gertrude Lawrence                         | Gertrude Lawrence                         | Gertrude Lawrence                         | Gertrude Lawrence                         | Gertrude Lawrence                         | Gertrude Lawrence                         | Gertrude Lawrence                         | Gertrude Lawrence                         | Gertrude Lawrence                         | Gertrude Lawrence                         | Gertrude Lawrence                         | Gertrude Lawrence                         | Gertrude Lawrence                         | Gertrude Lawrence                         | Gertrude Lawrence                         | Gertrude Lawrence                         | Gertrude Lawrence                         | Gertrude Lawrence                         | Gertrude Lawrence                         | Gertrude Lawrence                         | Gertrude Lawrence                         | Gertrude Lawrence                         | Gertrude Lawrence                         | Gertrude Lawrence                         | Gertrude Lawrence                         | Gertrude Lawrence                         | Gertrude Lawrence                         | Gertrude Lawrence                         | Gertrude Lawrence                         | Gertrude Lawrence                         | Gertrude Lawrence                         | Gertrude Lawrence                         | Gertrude Lawrence                         | Gertrude Lawrence                         | Gertrude Lawrence                         | Gertrude Lawrence                         | Gertrude Lawrence                         | Gertrude Lawrence                         | Gertrude Lawrence                         | Gertrude Lawrence                         | Gertrude Lawrence                         | Gertrude Lawrence                         | Gertrude Lawrence                         | Gertrude Lawrence                         | Gertrude Lawrence                         | Gertrude Lawrence                         | Gertrude Lawrence                         | Gertrude Lawrence                         | Gertrude Lawrence                         | Gertrude Lawrence                         | Gertrude Lawrence                         | Gertrude Lawrence                         | Gertrude Lawrence                         | Gertrude Lawrence                         | Gertrude Lawrence                         | Gertrude Lawrence                         | Gertrude Lawrence                         | V pořádku        | V pořádku        | V pořádku        | V pořádku        | V pořádku        | V pořádku        | V pořádku        | V pořádku        | V pořádku        | V pořádku        | V pořádku        | V pořádku        | V pořádku        | V pořádku        | V pořádku        | V pořádku        | V pořádku        | V pořádku        | V pořádku        | V pořádku        | V pořádku        | V pořádku        | V pořádku        | V pořádku        | V pořádku        | V pořádku        | V pořádku        | V pořádku        | V pořádku        | V pořádku        | V pořádku        | V pořádku        | V pořádku        | V pořádku        | V pořádku        | V pořádku        | V pořádku        | V pořádku        | V pořádku        | V pořádku        | V pořádku        | V pořádku        | V pořádku        | V pořádku        | V pořádku        | V pořádku        | V pořádku        | V pořádku        | V pořádku        | V pořádku        | V pořádku        | V pořádku        | V pořádku        | V pořádku        | V pořádku        | V pořádku        | V pořádku        | V pořádku        | V pořádku        | V pořádku        | V pořádku        | V pořádku        | V pořádku        | V pořádku        | V pořádku        | V pořádku        | V pořádku        | V pořádku        | V pořádku        | V pořádku        | V pořádku        | V pořádku        | V pořádku        | V pořádku        | V pořádku        | V pořádku        | V pořádku        | V pořádku        | V pořádku        | V pořádku        | V pořádku        | V pořádku        | V pořádku        | V pořádku        | V pořádku        | V pořádku        | V pořádku        | V pořádku        | V pořádku        | V pořádku        | V pořádku        | V pořádku        | V pořádku        | V pořádku        | V pořádku        | V pořádku        | V pořádku        | V pořádku        | V pořádku        | V pořádku        |
| Top 6           | Top 6           | Top 6           | Top 6           | Top 6           | Top 6           | Top 6           | Top 6           | Top 6           | Top 6           | Top 6           | Top 6           | Top 6           | Top 6           | Top 6           | Top 6           | Top 6           | Top 6           | Top 6           | Top 6           | Top 6           | Top 6           | Top 6           | Top 6           | Top 6           | Top 6           | Top 6           | Top 6           | Top 6           | Top 6           | Top 6           | Top 6           | Top 6           | Top 6           | Top 6           | Top 6           | Top 6           | Top 6           | Top 6           | Top 6           | Top 6           | Top 6           | Top 6           | Top 6           | Top 6           | Top 6           | Top 6           | Top 6           | Top 6           | Top 6           | Top 6           | Top 6           | Top 6           | Top 6           | Top 6           | Top 6           | Top 6           | Top 6           | Top 6           | Top 6           | Top 6           | Top 6           | Top 6           | Top 6           | Top 6           | Top 6           | Top 6           | Top 6           | Top 6           | Top 6           | Top 6           | Top 6           | Top 6           | Top 6           | Top 6           | Top 6           | Top 6           | Top 6           | Top 6           | Top 6           | Top 6           | Top 6           | Top 6           | Top 6           | Top 6           | Top 6           | Top 6           | Top 6           | Top 6           | Top 6           | Top 6           | Top 6           | Top 6           | Top 6           | Top 6           | Top 6           | Top 6           | Top 6           | Top 6           | Top 6           | Největší písně o lásce                                                                     | Největší písně o lásce                                                                     | Největší písně o lásce                                                                     | Největší písně o lásce                                                                     | Největší písně o lásce                                                                     | Největší písně o lásce                                                                     | Největší písně o lásce                                                                     | Největší písně o lásce                                                                     | Největší písně o lásce                                                                     | Největší písně o lásce                                                                     | Největší písně o lásce                                                                     | Největší písně o lásce                                                                     | Největší písně o lásce                                                                     | Největší písně o lásce                                                                     | Největší písně o lásce                                                                     | Největší písně o lásce                                                                     | Největší písně o lásce                                                                     | Největší písně o lásce                                                                     | Největší písně o lásce                                                                     | Největší písně o lásce                                                                     | Největší písně o lásce                                                                     | Největší písně o lásce                                                                     | Největší písně o lásce                                                                     | Největší písně o lásce                                                                     | Největší písně o lásce                                                                     | Největší písně o lásce                                                                     | Největší písně o lásce                                                                     | Největší písně o lásce                                                                     | Největší písně o lásce                                                                     | Největší písně o lásce                                                                     | Největší písně o lásce                                                                     | Největší písně o lásce                                                                     | Největší písně o lásce                                                                     | Největší písně o lásce                                                                     | Největší písně o lásce                                                                     | Největší písně o lásce                                                                     | Největší písně o lásce                                                                     | Největší písně o lásce                                                                     | Největší písně o lásce                                                                     | Největší písně o lásce                                                                     | Největší písně o lásce                                                                     | Největší písně o lásce                                                                     | Největší písně o lásce                                                                     | Největší písně o lásce                                                                     | Největší písně o lásce                                                                     | Největší písně o lásce                                                                     | Největší písně o lásce                                                                     | Největší písně o lásce                                                                     | Největší písně o lásce                                                                     | Největší písně o lásce                                                                     | Největší písně o lásce                                                                     | Největší písně o lásce                                                                     | Největší písně o lásce                                                                     | Největší písně o lásce                                                                     | Největší písně o lásce                                                                     | Největší písně o lásce                                                                     | Největší písně o lásce                                                                     | Největší písně o lásce                                                                     | Největší písně o lásce                                                                     | Největší písně o lásce                                                                     | Největší písně o lásce                                                                     | Největší písně o lásce                                                                     | Největší písně o lásce                                                                     | Největší písně o lásce                                                                     | Největší písně o lásce                                                                     | Největší písně o lásce                                                                     | Největší písně o lásce                                                                     | Největší písně o lásce                                                                     | Největší písně o lásce                                                                     | Největší písně o lásce                                                                     | Největší písně o lásce                                                                     | Největší písně o lásce                                                                     | Největší písně o lásce                                                                     | Největší písně o lásce                                                                     | Největší písně o lásce                                                                     | Největší písně o lásce                                                                     | Největší písně o lásce                                                                     | Největší písně o lásce                                                                     | Největší písně o lásce                                                                     | Největší písně o lásce                                                                     | Největší písně o lásce                                                                     | Největší písně o lásce                                                                     | Největší písně o lásce                                                                     | Největší písně o lásce                                                                     | Největší písně o lásce                                                                     | Největší písně o lásce                                                                     | Největší písně o lásce                                                                     | Největší písně o lásce                                                                     | Největší písně o lásce                                                                     | Největší písně o lásce                                                                     | Největší písně o lásce                                                                     | Největší písně o lásce                                                                     | Největší písně o lásce                                                                     | Největší písně o lásce                                                                     | Největší písně o lásce                                                                     | Největší písně o lásce                                                                     | Největší písně o lásce                                                                     | Největší písně o lásce                                                                     | Největší písně o lásce                                                                     | Největší písně o lásce                                                                     | "I Have Nothing"                                                                       | "I Have Nothing"                                                                       | "I Have Nothing"                                                                       | "I Have Nothing"                                                                       | "I Have Nothing"                                                                       | "I Have Nothing"                                                                       | "I Have Nothing"                                                                       | "I Have Nothing"                                                                       | "I Have Nothing"                                                                       | "I Have Nothing"                                                                       | "I Have Nothing"                                                                       | "I Have Nothing"                                                                       | "I Have Nothing"                                                                       | "I Have Nothing"                                                                       | "I Have Nothing"                                                                       | "I Have Nothing"                                                                       | "I Have Nothing"                                                                       | "I Have Nothing"                                                                       | "I Have Nothing"                                                                       | "I Have Nothing"                                                                       | "I Have Nothing"                                                                       | "I Have Nothing"                                                                       | "I Have Nothing"                                                                       | "I Have Nothing"                                                                       | "I Have Nothing"                                                                       | "I Have Nothing"                                                                       | "I Have Nothing"                                                                       | "I Have Nothing"                                                                       | "I Have Nothing"                                                                       | "I Have Nothing"                                                                       | "I Have Nothing"                                                                       | "I Have Nothing"                                                                       | "I Have Nothing"                                                                       | "I Have Nothing"                                                                       | "I Have Nothing"                                                                       | "I Have Nothing"                                                                       | "I Have Nothing"                                                                       | "I Have Nothing"                                                                       | "I Have Nothing"                                                                       | "I Have Nothing"                                                                       | "I Have Nothing"                                                                       | "I Have Nothing"                                                                       | "I Have Nothing"                                                                       | "I Have Nothing"                                                                       | "I Have Nothing"                                                                       | "I Have Nothing"                                                                       | "I Have Nothing"                                                                       | "I Have Nothing"                                                                       | "I Have Nothing"                                                                       | "I Have Nothing"                                                                       | "I Have Nothing"                                                                       | "I Have Nothing"                                                                       | "I Have Nothing"                                                                       | "I Have Nothing"                                                                       | "I Have Nothing"                                                                       | "I Have Nothing"                                                                       | "I Have Nothing"                                                                       | "I Have Nothing"                                                                       | "I Have Nothing"                                                                       | "I Have Nothing"                                                                       | "I Have Nothing"                                                                       | "I Have Nothing"                                                                       | "I Have Nothing"                                                                       | "I Have Nothing"                                                                       | "I Have Nothing"                                                                       | "I Have Nothing"                                                                       | "I Have Nothing"                                                                       | "I Have Nothing"                                                                       | "I Have Nothing"                                                                       | "I Have Nothing"                                                                       | "I Have Nothing"                                                                       | "I Have Nothing"                                                                       | "I Have Nothing"                                                                       | "I Have Nothing"                                                                       | "I Have Nothing"                                                                       | "I Have Nothing"                                                                       | "I Have Nothing"                                                                       | "I Have Nothing"                                                                       | "I Have Nothing"                                                                       | "I Have Nothing"                                                                       | "I Have Nothing"                                                                       | "I Have Nothing"                                                                       | "I Have Nothing"                                                                       | "I Have Nothing"                                                                       | "I Have Nothing"                                                                       | "I Have Nothing"                                                                       | "I Have Nothing"                                                                       | "I Have Nothing"                                                                       | "I Have Nothing"                                                                       | "I Have Nothing"                                                                       | "I Have Nothing"                                                                       | "I Have Nothing"                                                                       | "I Have Nothing"                                                                       | "I Have Nothing"                                                                       | "I Have Nothing"                                                                       | "I Have Nothing"                                                                       | "I Have Nothing"                                                                       | "I Have Nothing"                                                                       | "I Have Nothing"                                                                       | "I Have Nothing"                                                                       | Whitney Houston                           | Whitney Houston                           | Whitney Houston                           | Whitney Houston                           | Whitney Houston                           | Whitney Houston                           | Whitney Houston                           | Whitney Houston                           | Whitney Houston                           | Whitney Houston                           | Whitney Houston                           | Whitney Houston                           | Whitney Houston                           | Whitney Houston                           | Whitney Houston                           | Whitney Houston                           | Whitney Houston                           | Whitney Houston                           | Whitney Houston                           | Whitney Houston                           | Whitney Houston                           | Whitney Houston                           | Whitney Houston                           | Whitney Houston                           | Whitney Houston                           | Whitney Houston                           | Whitney Houston                           | Whitney Houston                           | Whitney Houston                           | Whitney Houston                           | Whitney Houston                           | Whitney Houston                           | Whitney Houston                           | Whitney Houston                           | Whitney Houston                           | Whitney Houston                           | Whitney Houston                           | Whitney Houston                           | Whitney Houston                           | Whitney Houston                           | Whitney Houston                           | Whitney Houston                           | Whitney Houston                           | Whitney Houston                           | Whitney Houston                           | Whitney Houston                           | Whitney Houston                           | Whitney Houston                           | Whitney Houston                           | Whitney Houston                           | Whitney Houston                           | Whitney Houston                           | Whitney Houston                           | Whitney Houston                           | Whitney Houston                           | Whitney Houston                           | Whitney Houston                           | Whitney Houston                           | Whitney Houston                           | Whitney Houston                           | Whitney Houston                           | Whitney Houston                           | Whitney Houston                           | Whitney Houston                           | Whitney Houston                           | Whitney Houston                           | Whitney Houston                           | Whitney Houston                           | Whitney Houston                           | Whitney Houston                           | Whitney Houston                           | Whitney Houston                           | Whitney Houston                           | Whitney Houston                           | Whitney Houston                           | Whitney Houston                           | Whitney Houston                           | Whitney Houston                           | Whitney Houston                           | Whitney Houston                           | Whitney Houston                           | Whitney Houston                           | Whitney Houston                           | Whitney Houston                           | Whitney Houston                           | Whitney Houston                           | Whitney Houston                           | Whitney Houston                           | Whitney Houston                           | Whitney Houston                           | Whitney Houston                           | Whitney Houston                           | Whitney Houston                           | Whitney Houston                           | Whitney Houston                           | Whitney Houston                           | Whitney Houston                           | Whitney Houston                           | Whitney Houston                           | Whitney Houston                           | Nejlepší dvojice | Nejlepší dvojice | Nejlepší dvojice | Nejlepší dvojice | Nejlepší dvojice | Nejlepší dvojice | Nejlepší dvojice | Nejlepší dvojice | Nejlepší dvojice | Nejlepší dvojice | Nejlepší dvojice | Nejlepší dvojice | Nejlepší dvojice | Nejlepší dvojice | Nejlepší dvojice | Nejlepší dvojice | Nejlepší dvojice | Nejlepší dvojice | Nejlepší dvojice | Nejlepší dvojice | Nejlepší dvojice | Nejlepší dvojice | Nejlepší dvojice | Nejlepší dvojice | Nejlepší dvojice | Nejlepší dvojice | Nejlepší dvojice | Nejlepší dvojice | Nejlepší dvojice | Nejlepší dvojice | Nejlepší dvojice | Nejlepší dvojice | Nejlepší dvojice | Nejlepší dvojice | Nejlepší dvojice | Nejlepší dvojice | Nejlepší dvojice | Nejlepší dvojice | Nejlepší dvojice | Nejlepší dvojice | Nejlepší dvojice | Nejlepší dvojice | Nejlepší dvojice | Nejlepší dvojice | Nejlepší dvojice | Nejlepší dvojice | Nejlepší dvojice | Nejlepší dvojice | Nejlepší dvojice | Nejlepší dvojice | Nejlepší dvojice | Nejlepší dvojice | Nejlepší dvojice | Nejlepší dvojice | Nejlepší dvojice | Nejlepší dvojice | Nejlepší dvojice | Nejlepší dvojice | Nejlepší dvojice | Nejlepší dvojice | Nejlepší dvojice | Nejlepší dvojice | Nejlepší dvojice | Nejlepší dvojice | Nejlepší dvojice | Nejlepší dvojice | Nejlepší dvojice | Nejlepší dvojice | Nejlepší dvojice | Nejlepší dvojice | Nejlepší dvojice | Nejlepší dvojice | Nejlepší dvojice | Nejlepší dvojice | Nejlepší dvojice | Nejlepší dvojice | Nejlepší dvojice | Nejlepší dvojice | Nejlepší dvojice | Nejlepší dvojice | Nejlepší dvojice | Nejlepší dvojice | Nejlepší dvojice | Nejlepší dvojice | Nejlepší dvojice | Nejlepší dvojice | Nejlepší dvojice | Nejlepší dvojice | Nejlepší dvojice | Nejlepší dvojice | Nejlepší dvojice | Nejlepší dvojice | Nejlepší dvojice | Nejlepší dvojice | Nejlepší dvojice | Nejlepší dvojice | Nejlepší dvojice | Nejlepší dvojice | Nejlepší dvojice | Nejlepší dvojice |
| Top 5           | Top 5           | Top 5           | Top 5           | Top 5           | Top 5           | Top 5           | Top 5           | Top 5           | Top 5           | Top 5           | Top 5           | Top 5           | Top 5           | Top 5           | Top 5           | Top 5           | Top 5           | Top 5           | Top 5           | Top 5           | Top 5           | Top 5           | Top 5           | Top 5           | Top 5           | Top 5           | Top 5           | Top 5           | Top 5           | Top 5           | Top 5           | Top 5           | Top 5           | Top 5           | Top 5           | Top 5           | Top 5           | Top 5           | Top 5           | Top 5           | Top 5           | Top 5           | Top 5           | Top 5           | Top 5           | Top 5           | Top 5           | Top 5           | Top 5           | Top 5           | Top 5           | Top 5           | Top 5           | Top 5           | Top 5           | Top 5           | Top 5           | Top 5           | Top 5           | Top 5           | Top 5           | Top 5           | Top 5           | Top 5           | Top 5           | Top 5           | Top 5           | Top 5           | Top 5           | Top 5           | Top 5           | Top 5           | Top 5           | Top 5           | Top 5           | Top 5           | Top 5           | Top 5           | Top 5           | Top 5           | Top 5           | Top 5           | Top 5           | Top 5           | Top 5           | Top 5           | Top 5           | Top 5           | Top 5           | Top 5           | Top 5           | Top 5           | Top 5           | Top 5           | Top 5           | Top 5           | Top 5           | Top 5           | Top 5           | Píseň z roku, kdy se narodily (1984) Píseň, která byla v té době (2005) v Billboard Charts | Píseň z roku, kdy se narodily (1984) Píseň, která byla v té době (2005) v Billboard Charts | Píseň z roku, kdy se narodily (1984) Píseň, která byla v té době (2005) v Billboard Charts | Píseň z roku, kdy se narodily (1984) Píseň, která byla v té době (2005) v Billboard Charts | Píseň z roku, kdy se narodily (1984) Píseň, která byla v té době (2005) v Billboard Charts | Píseň z roku, kdy se narodily (1984) Píseň, která byla v té době (2005) v Billboard Charts | Píseň z roku, kdy se narodily (1984) Píseň, která byla v té době (2005) v Billboard Charts | Píseň z roku, kdy se narodily (1984) Píseň, která byla v té době (2005) v Billboard Charts | Píseň z roku, kdy se narodily (1984) Píseň, která byla v té době (2005) v Billboard Charts | Píseň z roku, kdy se narodily (1984) Píseň, která byla v té době (2005) v Billboard Charts | Píseň z roku, kdy se narodily (1984) Píseň, která byla v té době (2005) v Billboard Charts | Píseň z roku, kdy se narodily (1984) Píseň, která byla v té době (2005) v Billboard Charts | Píseň z roku, kdy se narodily (1984) Píseň, která byla v té době (2005) v Billboard Charts | Píseň z roku, kdy se narodily (1984) Píseň, která byla v té době (2005) v Billboard Charts | Píseň z roku, kdy se narodily (1984) Píseň, která byla v té době (2005) v Billboard Charts | Píseň z roku, kdy se narodily (1984) Píseň, která byla v té době (2005) v Billboard Charts | Píseň z roku, kdy se narodily (1984) Píseň, která byla v té době (2005) v Billboard Charts | Píseň z roku, kdy se narodily (1984) Píseň, která byla v té době (2005) v Billboard Charts | Píseň z roku, kdy se narodily (1984) Píseň, která byla v té době (2005) v Billboard Charts | Píseň z roku, kdy se narodily (1984) Píseň, která byla v té době (2005) v Billboard Charts | Píseň z roku, kdy se narodily (1984) Píseň, která byla v té době (2005) v Billboard Charts | Píseň z roku, kdy se narodily (1984) Píseň, která byla v té době (2005) v Billboard Charts | Píseň z roku, kdy se narodily (1984) Píseň, která byla v té době (2005) v Billboard Charts | Píseň z roku, kdy se narodily (1984) Píseň, která byla v té době (2005) v Billboard Charts | Píseň z roku, kdy se narodily (1984) Píseň, která byla v té době (2005) v Billboard Charts | Píseň z roku, kdy se narodily (1984) Píseň, která byla v té době (2005) v Billboard Charts | Píseň z roku, kdy se narodily (1984) Píseň, která byla v té době (2005) v Billboard Charts | Píseň z roku, kdy se narodily (1984) Píseň, která byla v té době (2005) v Billboard Charts | Píseň z roku, kdy se narodily (1984) Píseň, která byla v té době (2005) v Billboard Charts | Píseň z roku, kdy se narodily (1984) Píseň, která byla v té době (2005) v Billboard Charts | Píseň z roku, kdy se narodily (1984) Píseň, která byla v té době (2005) v Billboard Charts | Píseň z roku, kdy se narodily (1984) Píseň, která byla v té době (2005) v Billboard Charts | Píseň z roku, kdy se narodily (1984) Píseň, která byla v té době (2005) v Billboard Charts | Píseň z roku, kdy se narodily (1984) Píseň, která byla v té době (2005) v Billboard Charts | Píseň z roku, kdy se narodily (1984) Píseň, která byla v té době (2005) v Billboard Charts | Píseň z roku, kdy se narodily (1984) Píseň, která byla v té době (2005) v Billboard Charts | Píseň z roku, kdy se narodily (1984) Píseň, která byla v té době (2005) v Billboard Charts | Píseň z roku, kdy se narodily (1984) Píseň, která byla v té době (2005) v Billboard Charts | Píseň z roku, kdy se narodily (1984) Píseň, která byla v té době (2005) v Billboard Charts | Píseň z roku, kdy se narodily (1984) Píseň, která byla v té době (2005) v Billboard Charts | Píseň z roku, kdy se narodily (1984) Píseň, která byla v té době (2005) v Billboard Charts | Píseň z roku, kdy se narodily (1984) Píseň, která byla v té době (2005) v Billboard Charts | Píseň z roku, kdy se narodily (1984) Píseň, která byla v té době (2005) v Billboard Charts | Píseň z roku, kdy se narodily (1984) Píseň, která byla v té době (2005) v Billboard Charts | Píseň z roku, kdy se narodily (1984) Píseň, která byla v té době (2005) v Billboard Charts | Píseň z roku, kdy se narodily (1984) Píseň, která byla v té době (2005) v Billboard Charts | Píseň z roku, kdy se narodily (1984) Píseň, která byla v té době (2005) v Billboard Charts | Píseň z roku, kdy se narodily (1984) Píseň, která byla v té době (2005) v Billboard Charts | Píseň z roku, kdy se narodily (1984) Píseň, která byla v té době (2005) v Billboard Charts | Píseň z roku, kdy se narodily (1984) Píseň, která byla v té době (2005) v Billboard Charts | Píseň z roku, kdy se narodily (1984) Píseň, která byla v té době (2005) v Billboard Charts | Píseň z roku, kdy se narodily (1984) Píseň, která byla v té době (2005) v Billboard Charts | Píseň z roku, kdy se narodily (1984) Píseň, která byla v té době (2005) v Billboard Charts | Píseň z roku, kdy se narodily (1984) Píseň, která byla v té době (2005) v Billboard Charts | Píseň z roku, kdy se narodily (1984) Píseň, která byla v té době (2005) v Billboard Charts | Píseň z roku, kdy se narodily (1984) Píseň, která byla v té době (2005) v Billboard Charts | Píseň z roku, kdy se narodily (1984) Píseň, která byla v té době (2005) v Billboard Charts | Píseň z roku, kdy se narodily (1984) Píseň, která byla v té době (2005) v Billboard Charts | Píseň z roku, kdy se narodily (1984) Píseň, která byla v té době (2005) v Billboard Charts | Píseň z roku, kdy se narodily (1984) Píseň, která byla v té době (2005) v Billboard Charts | Píseň z roku, kdy se narodily (1984) Píseň, která byla v té době (2005) v Billboard Charts | Píseň z roku, kdy se narodily (1984) Píseň, která byla v té době (2005) v Billboard Charts | Píseň z roku, kdy se narodily (1984) Píseň, která byla v té době (2005) v Billboard Charts | Píseň z roku, kdy se narodily (1984) Píseň, která byla v té době (2005) v Billboard Charts | Píseň z roku, kdy se narodily (1984) Píseň, která byla v té době (2005) v Billboard Charts | Píseň z roku, kdy se narodily (1984) Píseň, která byla v té době (2005) v Billboard Charts | Píseň z roku, kdy se narodily (1984) Píseň, která byla v té době (2005) v Billboard Charts | Píseň z roku, kdy se narodily (1984) Píseň, která byla v té době (2005) v Billboard Charts | Píseň z roku, kdy se narodily (1984) Píseň, která byla v té době (2005) v Billboard Charts | Píseň z roku, kdy se narodily (1984) Píseň, která byla v té době (2005) v Billboard Charts | Píseň z roku, kdy se narodily (1984) Píseň, která byla v té době (2005) v Billboard Charts | Píseň z roku, kdy se narodily (1984) Píseň, která byla v té době (2005) v Billboard Charts | Píseň z roku, kdy se narodily (1984) Píseň, která byla v té době (2005) v Billboard Charts | Píseň z roku, kdy se narodily (1984) Píseň, která byla v té době (2005) v Billboard Charts | Píseň z roku, kdy se narodily (1984) Píseň, která byla v té době (2005) v Billboard Charts | Píseň z roku, kdy se narodily (1984) Píseň, která byla v té době (2005) v Billboard Charts | Píseň z roku, kdy se narodily (1984) Píseň, která byla v té době (2005) v Billboard Charts | Píseň z roku, kdy se narodily (1984) Píseň, která byla v té době (2005) v Billboard Charts | Píseň z roku, kdy se narodily (1984) Píseň, která byla v té době (2005) v Billboard Charts | Píseň z roku, kdy se narodily (1984) Píseň, která byla v té době (2005) v Billboard Charts | Píseň z roku, kdy se narodily (1984) Píseň, která byla v té době (2005) v Billboard Charts | Píseň z roku, kdy se narodily (1984) Píseň, která byla v té době (2005) v Billboard Charts | Píseň z roku, kdy se narodily (1984) Píseň, která byla v té době (2005) v Billboard Charts | Píseň z roku, kdy se narodily (1984) Píseň, která byla v té době (2005) v Billboard Charts | Píseň z roku, kdy se narodily (1984) Píseň, která byla v té době (2005) v Billboard Charts | Píseň z roku, kdy se narodily (1984) Píseň, která byla v té době (2005) v Billboard Charts | Píseň z roku, kdy se narodily (1984) Píseň, která byla v té době (2005) v Billboard Charts | Píseň z roku, kdy se narodily (1984) Píseň, která byla v té době (2005) v Billboard Charts | Píseň z roku, kdy se narodily (1984) Píseň, která byla v té době (2005) v Billboard Charts | Píseň z roku, kdy se narodily (1984) Píseň, která byla v té době (2005) v Billboard Charts | Píseň z roku, kdy se narodily (1984) Píseň, která byla v té době (2005) v Billboard Charts | Píseň z roku, kdy se narodily (1984) Píseň, která byla v té době (2005) v Billboard Charts | Píseň z roku, kdy se narodily (1984) Píseň, která byla v té době (2005) v Billboard Charts | Píseň z roku, kdy se narodily (1984) Píseň, která byla v té době (2005) v Billboard Charts | Píseň z roku, kdy se narodily (1984) Píseň, která byla v té době (2005) v Billboard Charts | Píseň z roku, kdy se narodily (1984) Píseň, která byla v té době (2005) v Billboard Charts | Píseň z roku, kdy se narodily (1984) Píseň, která byla v té době (2005) v Billboard Charts | Píseň z roku, kdy se narodily (1984) Píseň, která byla v té době (2005) v Billboard Charts | Píseň z roku, kdy se narodily (1984) Píseň, která byla v té době (2005) v Billboard Charts | Píseň z roku, kdy se narodily (1984) Píseň, která byla v té době (2005) v Billboard Charts | "Against All Odds (Take a Look at Me Now)" "Black Horse and the Cherry Tree"           | "Against All Odds (Take a Look at Me Now)" "Black Horse and the Cherry Tree"           | "Against All Odds (Take a Look at Me Now)" "Black Horse and the Cherry Tree"           | "Against All Odds (Take a Look at Me Now)" "Black Horse and the Cherry Tree"           | "Against All Odds (Take a Look at Me Now)" "Black Horse and the Cherry Tree"           | "Against All Odds (Take a Look at Me Now)" "Black Horse and the Cherry Tree"           | "Against All Odds (Take a Look at Me Now)" "Black Horse and the Cherry Tree"           | "Against All Odds (Take a Look at Me Now)" "Black Horse and the Cherry Tree"           | "Against All Odds (Take a Look at Me Now)" "Black Horse and the Cherry Tree"           | "Against All Odds (Take a Look at Me Now)" "Black Horse and the Cherry Tree"           | "Against All Odds (Take a Look at Me Now)" "Black Horse and the Cherry Tree"           | "Against All Odds (Take a Look at Me Now)" "Black Horse and the Cherry Tree"           | "Against All Odds (Take a Look at Me Now)" "Black Horse and the Cherry Tree"           | "Against All Odds (Take a Look at Me Now)" "Black Horse and the Cherry Tree"           | "Against All Odds (Take a Look at Me Now)" "Black Horse and the Cherry Tree"           | "Against All Odds (Take a Look at Me Now)" "Black Horse and the Cherry Tree"           | "Against All Odds (Take a Look at Me Now)" "Black Horse and the Cherry Tree"           | "Against All Odds (Take a Look at Me Now)" "Black Horse and the Cherry Tree"           | "Against All Odds (Take a Look at Me Now)" "Black Horse and the Cherry Tree"           | "Against All Odds (Take a Look at Me Now)" "Black Horse and the Cherry Tree"           | "Against All Odds (Take a Look at Me Now)" "Black Horse and the Cherry Tree"           | "Against All Odds (Take a Look at Me Now)" "Black Horse and the Cherry Tree"           | "Against All Odds (Take a Look at Me Now)" "Black Horse and the Cherry Tree"           | "Against All Odds (Take a Look at Me Now)" "Black Horse and the Cherry Tree"           | "Against All Odds (Take a Look at Me Now)" "Black Horse and the Cherry Tree"           | "Against All Odds (Take a Look at Me Now)" "Black Horse and the Cherry Tree"           | "Against All Odds (Take a Look at Me Now)" "Black Horse and the Cherry Tree"           | "Against All Odds (Take a Look at Me Now)" "Black Horse and the Cherry Tree"           | "Against All Odds (Take a Look at Me Now)" "Black Horse and the Cherry Tree"           | "Against All Odds (Take a Look at Me Now)" "Black Horse and the Cherry Tree"           | "Against All Odds (Take a Look at Me Now)" "Black Horse and the Cherry Tree"           | "Against All Odds (Take a Look at Me Now)" "Black Horse and the Cherry Tree"           | "Against All Odds (Take a Look at Me Now)" "Black Horse and the Cherry Tree"           | "Against All Odds (Take a Look at Me Now)" "Black Horse and the Cherry Tree"           | "Against All Odds (Take a Look at Me Now)" "Black Horse and the Cherry Tree"           | "Against All Odds (Take a Look at Me Now)" "Black Horse and the Cherry Tree"           | "Against All Odds (Take a Look at Me Now)" "Black Horse and the Cherry Tree"           | "Against All Odds (Take a Look at Me Now)" "Black Horse and the Cherry Tree"           | "Against All Odds (Take a Look at Me Now)" "Black Horse and the Cherry Tree"           | "Against All Odds (Take a Look at Me Now)" "Black Horse and the Cherry Tree"           | "Against All Odds (Take a Look at Me Now)" "Black Horse and the Cherry Tree"           | "Against All Odds (Take a Look at Me Now)" "Black Horse and the Cherry Tree"           | "Against All Odds (Take a Look at Me Now)" "Black Horse and the Cherry Tree"           | "Against All Odds (Take a Look at Me Now)" "Black Horse and the Cherry Tree"           | "Against All Odds (Take a Look at Me Now)" "Black Horse and the Cherry Tree"           | "Against All Odds (Take a Look at Me Now)" "Black Horse and the Cherry Tree"           | "Against All Odds (Take a Look at Me Now)" "Black Horse and the Cherry Tree"           | "Against All Odds (Take a Look at Me Now)" "Black Horse and the Cherry Tree"           | "Against All Odds (Take a Look at Me Now)" "Black Horse and the Cherry Tree"           | "Against All Odds (Take a Look at Me Now)" "Black Horse and the Cherry Tree"           | "Against All Odds (Take a Look at Me Now)" "Black Horse and the Cherry Tree"           | "Against All Odds (Take a Look at Me Now)" "Black Horse and the Cherry Tree"           | "Against All Odds (Take a Look at Me Now)" "Black Horse and the Cherry Tree"           | "Against All Odds (Take a Look at Me Now)" "Black Horse and the Cherry Tree"           | "Against All Odds (Take a Look at Me Now)" "Black Horse and the Cherry Tree"           | "Against All Odds (Take a Look at Me Now)" "Black Horse and the Cherry Tree"           | "Against All Odds (Take a Look at Me Now)" "Black Horse and the Cherry Tree"           | "Against All Odds (Take a Look at Me Now)" "Black Horse and the Cherry Tree"           | "Against All Odds (Take a Look at Me Now)" "Black Horse and the Cherry Tree"           | "Against All Odds (Take a Look at Me Now)" "Black Horse and the Cherry Tree"           | "Against All Odds (Take a Look at Me Now)" "Black Horse and the Cherry Tree"           | "Against All Odds (Take a Look at Me Now)" "Black Horse and the Cherry Tree"           | "Against All Odds (Take a Look at Me Now)" "Black Horse and the Cherry Tree"           | "Against All Odds (Take a Look at Me Now)" "Black Horse and the Cherry Tree"           | "Against All Odds (Take a Look at Me Now)" "Black Horse and the Cherry Tree"           | "Against All Odds (Take a Look at Me Now)" "Black Horse and the Cherry Tree"           | "Against All Odds (Take a Look at Me Now)" "Black Horse and the Cherry Tree"           | "Against All Odds (Take a Look at Me Now)" "Black Horse and the Cherry Tree"           | "Against All Odds (Take a Look at Me Now)" "Black Horse and the Cherry Tree"           | "Against All Odds (Take a Look at Me Now)" "Black Horse and the Cherry Tree"           | "Against All Odds (Take a Look at Me Now)" "Black Horse and the Cherry Tree"           | "Against All Odds (Take a Look at Me Now)" "Black Horse and the Cherry Tree"           | "Against All Odds (Take a Look at Me Now)" "Black Horse and the Cherry Tree"           | "Against All Odds (Take a Look at Me Now)" "Black Horse and the Cherry Tree"           | "Against All Odds (Take a Look at Me Now)" "Black Horse and the Cherry Tree"           | "Against All Odds (Take a Look at Me Now)" "Black Horse and the Cherry Tree"           | "Against All Odds (Take a Look at Me Now)" "Black Horse and the Cherry Tree"           | "Against All Odds (Take a Look at Me Now)" "Black Horse and the Cherry Tree"           | "Against All Odds (Take a Look at Me Now)" "Black Horse and the Cherry Tree"           | "Against All Odds (Take a Look at Me Now)" "Black Horse and the Cherry Tree"           | "Against All Odds (Take a Look at Me Now)" "Black Horse and the Cherry Tree"           | "Against All Odds (Take a Look at Me Now)" "Black Horse and the Cherry Tree"           | "Against All Odds (Take a Look at Me Now)" "Black Horse and the Cherry Tree"           | "Against All Odds (Take a Look at Me Now)" "Black Horse and the Cherry Tree"           | "Against All Odds (Take a Look at Me Now)" "Black Horse and the Cherry Tree"           | "Against All Odds (Take a Look at Me Now)" "Black Horse and the Cherry Tree"           | "Against All Odds (Take a Look at Me Now)" "Black Horse and the Cherry Tree"           | "Against All Odds (Take a Look at Me Now)" "Black Horse and the Cherry Tree"           | "Against All Odds (Take a Look at Me Now)" "Black Horse and the Cherry Tree"           | "Against All Odds (Take a Look at Me Now)" "Black Horse and the Cherry Tree"           | "Against All Odds (Take a Look at Me Now)" "Black Horse and the Cherry Tree"           | "Against All Odds (Take a Look at Me Now)" "Black Horse and the Cherry Tree"           | "Against All Odds (Take a Look at Me Now)" "Black Horse and the Cherry Tree"           | "Against All Odds (Take a Look at Me Now)" "Black Horse and the Cherry Tree"           | "Against All Odds (Take a Look at Me Now)" "Black Horse and the Cherry Tree"           | "Against All Odds (Take a Look at Me Now)" "Black Horse and the Cherry Tree"           | "Against All Odds (Take a Look at Me Now)" "Black Horse and the Cherry Tree"           | "Against All Odds (Take a Look at Me Now)" "Black Horse and the Cherry Tree"           | "Against All Odds (Take a Look at Me Now)" "Black Horse and the Cherry Tree"           | "Against All Odds (Take a Look at Me Now)" "Black Horse and the Cherry Tree"           | Phil Collins KT Tunstall                  | Phil Collins KT Tunstall                  | Phil Collins KT Tunstall                  | Phil Collins KT Tunstall                  | Phil Collins KT Tunstall                  | Phil Collins KT Tunstall                  | Phil Collins KT Tunstall                  | Phil Collins KT Tunstall                  | Phil Collins KT Tunstall                  | Phil Collins KT Tunstall                  | Phil Collins KT Tunstall                  | Phil Collins KT Tunstall                  | Phil Collins KT Tunstall                  | Phil Collins KT Tunstall                  | Phil Collins KT Tunstall                  | Phil Collins KT Tunstall                  | Phil Collins KT Tunstall                  | Phil Collins KT Tunstall                  | Phil Collins KT Tunstall                  | Phil Collins KT Tunstall                  | Phil Collins KT Tunstall                  | Phil Collins KT Tunstall                  | Phil Collins KT Tunstall                  | Phil Collins KT Tunstall                  | Phil Collins KT Tunstall                  | Phil Collins KT Tunstall                  | Phil Collins KT Tunstall                  | Phil Collins KT Tunstall                  | Phil Collins KT Tunstall                  | Phil Collins KT Tunstall                  | Phil Collins KT Tunstall                  | Phil Collins KT Tunstall                  | Phil Collins KT Tunstall                  | Phil Collins KT Tunstall                  | Phil Collins KT Tunstall                  | Phil Collins KT Tunstall                  | Phil Collins KT Tunstall                  | Phil Collins KT Tunstall                  | Phil Collins KT Tunstall                  | Phil Collins KT Tunstall                  | Phil Collins KT Tunstall                  | Phil Collins KT Tunstall                  | Phil Collins KT Tunstall                  | Phil Collins KT Tunstall                  | Phil Collins KT Tunstall                  | Phil Collins KT Tunstall                  | Phil Collins KT Tunstall                  | Phil Collins KT Tunstall                  | Phil Collins KT Tunstall                  | Phil Collins KT Tunstall                  | Phil Collins KT Tunstall                  | Phil Collins KT Tunstall                  | Phil Collins KT Tunstall                  | Phil Collins KT Tunstall                  | Phil Collins KT Tunstall                  | Phil Collins KT Tunstall                  | Phil Collins KT Tunstall                  | Phil Collins KT Tunstall                  | Phil Collins KT Tunstall                  | Phil Collins KT Tunstall                  | Phil Collins KT Tunstall                  | Phil Collins KT Tunstall                  | Phil Collins KT Tunstall                  | Phil Collins KT Tunstall                  | Phil Collins KT Tunstall                  | Phil Collins KT Tunstall                  | Phil Collins KT Tunstall                  | Phil Collins KT Tunstall                  | Phil Collins KT Tunstall                  | Phil Collins KT Tunstall                  | Phil Collins KT Tunstall                  | Phil Collins KT Tunstall                  | Phil Collins KT Tunstall                  | Phil Collins KT Tunstall                  | Phil Collins KT Tunstall                  | Phil Collins KT Tunstall                  | Phil Collins KT Tunstall                  | Phil Collins KT Tunstall                  | Phil Collins KT Tunstall                  | Phil Collins KT Tunstall                  | Phil Collins KT Tunstall                  | Phil Collins KT Tunstall                  | Phil Collins KT Tunstall                  | Phil Collins KT Tunstall                  | Phil Collins KT Tunstall                  | Phil Collins KT Tunstall                  | Phil Collins KT Tunstall                  | Phil Collins KT Tunstall                  | Phil Collins KT Tunstall                  | Phil Collins KT Tunstall                  | Phil Collins KT Tunstall                  | Phil Collins KT Tunstall                  | Phil Collins KT Tunstall                  | Phil Collins KT Tunstall                  | Phil Collins KT Tunstall                  | Phil Collins KT Tunstall                  | Phil Collins KT Tunstall                  | Phil Collins KT Tunstall                  | Phil Collins KT Tunstall                  | Phil Collins KT Tunstall                  | V pořádku        | V pořádku        | V pořádku        | V pořádku        | V pořádku        | V pořádku        | V pořádku        | V pořádku        | V pořádku        | V pořádku        | V pořádku        | V pořádku        | V pořádku        | V pořádku        | V pořádku        | V pořádku        | V pořádku        | V pořádku        | V pořádku        | V pořádku        | V pořádku        | V pořádku        | V pořádku        | V pořádku        | V pořádku        | V pořádku        | V pořádku        | V pořádku        | V pořádku        | V pořádku        | V pořádku        | V pořádku        | V pořádku        | V pořádku        | V pořádku        | V pořádku        | V pořádku        | V pořádku        | V pořádku        | V pořádku        | V pořádku        | V pořádku        | V pořádku        | V pořádku        | V pořádku        | V pořádku        | V pořádku        | V pořádku        | V pořádku        | V pořádku        | V pořádku        | V pořádku        | V pořádku        | V pořádku        | V pořádku        | V pořádku        | V pořádku        | V pořádku        | V pořádku        | V pořádku        | V pořádku        | V pořádku        | V pořádku        | V pořádku        | V pořádku        | V pořádku        | V pořádku        | V pořádku        | V pořádku        | V pořádku        | V pořádku        | V pořádku        | V pořádku        | V pořádku        | V pořádku        | V pořádku        | V pořádku        | V pořádku        | V pořádku        | V pořádku        | V pořádku        | V pořádku        | V pořádku        | V pořádku        | V pořádku        | V pořádku        | V pořádku        | V pořádku        | V pořádku        | V pořádku        | V pořádku        | V pořádku        | V pořádku        | V pořádku        | V pořádku        | V pořádku        | V pořádku        | V pořádku        | V pořádku        | V pořádku        |
| Top 4           | Top 4           | Top 4           | Top 4           | Top 4           | Top 4           | Top 4           | Top 4           | Top 4           | Top 4           | Top 4           | Top 4           | Top 4           | Top 4           | Top 4           | Top 4           | Top 4           | Top 4           | Top 4           | Top 4           | Top 4           | Top 4           | Top 4           | Top 4           | Top 4           | Top 4           | Top 4           | Top 4           | Top 4           | Top 4           | Top 4           | Top 4           | Top 4           | Top 4           | Top 4           | Top 4           | Top 4           | Top 4           | Top 4           | Top 4           | Top 4           | Top 4           | Top 4           | Top 4           | Top 4           | Top 4           | Top 4           | Top 4           | Top 4           | Top 4           | Top 4           | Top 4           | Top 4           | Top 4           | Top 4           | Top 4           | Top 4           | Top 4           | Top 4           | Top 4           | Top 4           | Top 4           | Top 4           | Top 4           | Top 4           | Top 4           | Top 4           | Top 4           | Top 4           | Top 4           | Top 4           | Top 4           | Top 4           | Top 4           | Top 4           | Top 4           | Top 4           | Top 4           | Top 4           | Top 4           | Top 4           | Top 4           | Top 4           | Top 4           | Top 4           | Top 4           | Top 4           | Top 4           | Top 4           | Top 4           | Top 4           | Top 4           | Top 4           | Top 4           | Top 4           | Top 4           | Top 4           | Top 4           | Top 4           | Top 4           | Elvis Presley                                                                              | Elvis Presley                                                                              | Elvis Presley                                                                              | Elvis Presley                                                                              | Elvis Presley                                                                              | Elvis Presley                                                                              | Elvis Presley                                                                              | Elvis Presley                                                                              | Elvis Presley                                                                              | Elvis Presley                                                                              | Elvis Presley                                                                              | Elvis Presley                                                                              | Elvis Presley                                                                              | Elvis Presley                                                                              | Elvis Presley                                                                              | Elvis Presley                                                                              | Elvis Presley                                                                              | Elvis Presley                                                                              | Elvis Presley                                                                              | Elvis Presley                                                                              | Elvis Presley                                                                              | Elvis Presley                                                                              | Elvis Presley                                                                              | Elvis Presley                                                                              | Elvis Presley                                                                              | Elvis Presley                                                                              | Elvis Presley                                                                              | Elvis Presley                                                                              | Elvis Presley                                                                              | Elvis Presley                                                                              | Elvis Presley                                                                              | Elvis Presley                                                                              | Elvis Presley                                                                              | Elvis Presley                                                                              | Elvis Presley                                                                              | Elvis Presley                                                                              | Elvis Presley                                                                              | Elvis Presley                                                                              | Elvis Presley                                                                              | Elvis Presley                                                                              | Elvis Presley                                                                              | Elvis Presley                                                                              | Elvis Presley                                                                              | Elvis Presley                                                                              | Elvis Presley                                                                              | Elvis Presley                                                                              | Elvis Presley                                                                              | Elvis Presley                                                                              | Elvis Presley                                                                              | Elvis Presley                                                                              | Elvis Presley                                                                              | Elvis Presley                                                                              | Elvis Presley                                                                              | Elvis Presley                                                                              | Elvis Presley                                                                              | Elvis Presley                                                                              | Elvis Presley                                                                              | Elvis Presley                                                                              | Elvis Presley                                                                              | Elvis Presley                                                                              | Elvis Presley                                                                              | Elvis Presley                                                                              | Elvis Presley                                                                              | Elvis Presley                                                                              | Elvis Presley                                                                              | Elvis Presley                                                                              | Elvis Presley                                                                              | Elvis Presley                                                                              | Elvis Presley                                                                              | Elvis Presley                                                                              | Elvis Presley                                                                              | Elvis Presley                                                                              | Elvis Presley                                                                              | Elvis Presley                                                                              | Elvis Presley                                                                              | Elvis Presley                                                                              | Elvis Presley                                                                              | Elvis Presley                                                                              | Elvis Presley                                                                              | Elvis Presley                                                                              | Elvis Presley                                                                              | Elvis Presley                                                                              | Elvis Presley                                                                              | Elvis Presley                                                                              | Elvis Presley                                                                              | Elvis Presley                                                                              | Elvis Presley                                                                              | Elvis Presley                                                                              | Elvis Presley                                                                              | Elvis Presley                                                                              | Elvis Presley                                                                              | Elvis Presley                                                                              | Elvis Presley                                                                              | Elvis Presley                                                                              | Elvis Presley                                                                              | Elvis Presley                                                                              | Elvis Presley                                                                              | Elvis Presley                                                                              | Elvis Presley                                                                              | Elvis Presley                                                                              | "Hound Dog"/"All Shook Up" "Can't Help Falling in Love"                                | "Hound Dog"/"All Shook Up" "Can't Help Falling in Love"                                | "Hound Dog"/"All Shook Up" "Can't Help Falling in Love"                                | "Hound Dog"/"All Shook Up" "Can't Help Falling in Love"                                | "Hound Dog"/"All Shook Up" "Can't Help Falling in Love"                                | "Hound Dog"/"All Shook Up" "Can't Help Falling in Love"                                | "Hound Dog"/"All Shook Up" "Can't Help Falling in Love"                                | "Hound Dog"/"All Shook Up" "Can't Help Falling in Love"                                | "Hound Dog"/"All Shook Up" "Can't Help Falling in Love"                                | "Hound Dog"/"All Shook Up" "Can't Help Falling in Love"                                | "Hound Dog"/"All Shook Up" "Can't Help Falling in Love"                                | "Hound Dog"/"All Shook Up" "Can't Help Falling in Love"                                | "Hound Dog"/"All Shook Up" "Can't Help Falling in Love"                                | "Hound Dog"/"All Shook Up" "Can't Help Falling in Love"                                | "Hound Dog"/"All Shook Up" "Can't Help Falling in Love"                                | "Hound Dog"/"All Shook Up" "Can't Help Falling in Love"                                | "Hound Dog"/"All Shook Up" "Can't Help Falling in Love"                                | "Hound Dog"/"All Shook Up" "Can't Help Falling in Love"                                | "Hound Dog"/"All Shook Up" "Can't Help Falling in Love"                                | "Hound Dog"/"All Shook Up" "Can't Help Falling in Love"                                | "Hound Dog"/"All Shook Up" "Can't Help Falling in Love"                                | "Hound Dog"/"All Shook Up" "Can't Help Falling in Love"                                | "Hound Dog"/"All Shook Up" "Can't Help Falling in Love"                                | "Hound Dog"/"All Shook Up" "Can't Help Falling in Love"                                | "Hound Dog"/"All Shook Up" "Can't Help Falling in Love"                                | "Hound Dog"/"All Shook Up" "Can't Help Falling in Love"                                | "Hound Dog"/"All Shook Up" "Can't Help Falling in Love"                                | "Hound Dog"/"All Shook Up" "Can't Help Falling in Love"                                | "Hound Dog"/"All Shook Up" "Can't Help Falling in Love"                                | "Hound Dog"/"All Shook Up" "Can't Help Falling in Love"                                | "Hound Dog"/"All Shook Up" "Can't Help Falling in Love"                                | "Hound Dog"/"All Shook Up" "Can't Help Falling in Love"                                | "Hound Dog"/"All Shook Up" "Can't Help Falling in Love"                                | "Hound Dog"/"All Shook Up" "Can't Help Falling in Love"                                | "Hound Dog"/"All Shook Up" "Can't Help Falling in Love"                                | "Hound Dog"/"All Shook Up" "Can't Help Falling in Love"                                | "Hound Dog"/"All Shook Up" "Can't Help Falling in Love"                                | "Hound Dog"/"All Shook Up" "Can't Help Falling in Love"                                | "Hound Dog"/"All Shook Up" "Can't Help Falling in Love"                                | "Hound Dog"/"All Shook Up" "Can't Help Falling in Love"                                | "Hound Dog"/"All Shook Up" "Can't Help Falling in Love"                                | "Hound Dog"/"All Shook Up" "Can't Help Falling in Love"                                | "Hound Dog"/"All Shook Up" "Can't Help Falling in Love"                                | "Hound Dog"/"All Shook Up" "Can't Help Falling in Love"                                | "Hound Dog"/"All Shook Up" "Can't Help Falling in Love"                                | "Hound Dog"/"All Shook Up" "Can't Help Falling in Love"                                | "Hound Dog"/"All Shook Up" "Can't Help Falling in Love"                                | "Hound Dog"/"All Shook Up" "Can't Help Falling in Love"                                | "Hound Dog"/"All Shook Up" "Can't Help Falling in Love"                                | "Hound Dog"/"All Shook Up" "Can't Help Falling in Love"                                | "Hound Dog"/"All Shook Up" "Can't Help Falling in Love"                                | "Hound Dog"/"All Shook Up" "Can't Help Falling in Love"                                | "Hound Dog"/"All Shook Up" "Can't Help Falling in Love"                                | "Hound Dog"/"All Shook Up" "Can't Help Falling in Love"                                | "Hound Dog"/"All Shook Up" "Can't Help Falling in Love"                                | "Hound Dog"/"All Shook Up" "Can't Help Falling in Love"                                | "Hound Dog"/"All Shook Up" "Can't Help Falling in Love"                                | "Hound Dog"/"All Shook Up" "Can't Help Falling in Love"                                | "Hound Dog"/"All Shook Up" "Can't Help Falling in Love"                                | "Hound Dog"/"All Shook Up" "Can't Help Falling in Love"                                | "Hound Dog"/"All Shook Up" "Can't Help Falling in Love"                                | "Hound Dog"/"All Shook Up" "Can't Help Falling in Love"                                | "Hound Dog"/"All Shook Up" "Can't Help Falling in Love"                                | "Hound Dog"/"All Shook Up" "Can't Help Falling in Love"                                | "Hound Dog"/"All Shook Up" "Can't Help Falling in Love"                                | "Hound Dog"/"All Shook Up" "Can't Help Falling in Love"                                | "Hound Dog"/"All Shook Up" "Can't Help Falling in Love"                                | "Hound Dog"/"All Shook Up" "Can't Help Falling in Love"                                | "Hound Dog"/"All Shook Up" "Can't Help Falling in Love"                                | "Hound Dog"/"All Shook Up" "Can't Help Falling in Love"                                | "Hound Dog"/"All Shook Up" "Can't Help Falling in Love"                                | "Hound Dog"/"All Shook Up" "Can't Help Falling in Love"                                | "Hound Dog"/"All Shook Up" "Can't Help Falling in Love"                                | "Hound Dog"/"All Shook Up" "Can't Help Falling in Love"                                | "Hound Dog"/"All Shook Up" "Can't Help Falling in Love"                                | "Hound Dog"/"All Shook Up" "Can't Help Falling in Love"                                | "Hound Dog"/"All Shook Up" "Can't Help Falling in Love"                                | "Hound Dog"/"All Shook Up" "Can't Help Falling in Love"                                | "Hound Dog"/"All Shook Up" "Can't Help Falling in Love"                                | "Hound Dog"/"All Shook Up" "Can't Help Falling in Love"                                | "Hound Dog"/"All Shook Up" "Can't Help Falling in Love"                                | "Hound Dog"/"All Shook Up" "Can't Help Falling in Love"                                | "Hound Dog"/"All Shook Up" "Can't Help Falling in Love"                                | "Hound Dog"/"All Shook Up" "Can't Help Falling in Love"                                | "Hound Dog"/"All Shook Up" "Can't Help Falling in Love"                                | "Hound Dog"/"All Shook Up" "Can't Help Falling in Love"                                | "Hound Dog"/"All Shook Up" "Can't Help Falling in Love"                                | "Hound Dog"/"All Shook Up" "Can't Help Falling in Love"                                | "Hound Dog"/"All Shook Up" "Can't Help Falling in Love"                                | "Hound Dog"/"All Shook Up" "Can't Help Falling in Love"                                | "Hound Dog"/"All Shook Up" "Can't Help Falling in Love"                                | "Hound Dog"/"All Shook Up" "Can't Help Falling in Love"                                | "Hound Dog"/"All Shook Up" "Can't Help Falling in Love"                                | "Hound Dog"/"All Shook Up" "Can't Help Falling in Love"                                | "Hound Dog"/"All Shook Up" "Can't Help Falling in Love"                                | "Hound Dog"/"All Shook Up" "Can't Help Falling in Love"                                | "Hound Dog"/"All Shook Up" "Can't Help Falling in Love"                                | "Hound Dog"/"All Shook Up" "Can't Help Falling in Love"                                | "Hound Dog"/"All Shook Up" "Can't Help Falling in Love"                                | "Hound Dog"/"All Shook Up" "Can't Help Falling in Love"                                | Big Mama Thornton / Elvis Presley         | Big Mama Thornton / Elvis Presley         | Big Mama Thornton / Elvis Presley         | Big Mama Thornton / Elvis Presley         | Big Mama Thornton / Elvis Presley         | Big Mama Thornton / Elvis Presley         | Big Mama Thornton / Elvis Presley         | Big Mama Thornton / Elvis Presley         | Big Mama Thornton / Elvis Presley         | Big Mama Thornton / Elvis Presley         | Big Mama Thornton / Elvis Presley         | Big Mama Thornton / Elvis Presley         | Big Mama Thornton / Elvis Presley         | Big Mama Thornton / Elvis Presley         | Big Mama Thornton / Elvis Presley         | Big Mama Thornton / Elvis Presley         | Big Mama Thornton / Elvis Presley         | Big Mama Thornton / Elvis Presley         | Big Mama Thornton / Elvis Presley         | Big Mama Thornton / Elvis Presley         | Big Mama Thornton / Elvis Presley         | Big Mama Thornton / Elvis Presley         | Big Mama Thornton / Elvis Presley         | Big Mama Thornton / Elvis Presley         | Big Mama Thornton / Elvis Presley         | Big Mama Thornton / Elvis Presley         | Big Mama Thornton / Elvis Presley         | Big Mama Thornton / Elvis Presley         | Big Mama Thornton / Elvis Presley         | Big Mama Thornton / Elvis Presley         | Big Mama Thornton / Elvis Presley         | Big Mama Thornton / Elvis Presley         | Big Mama Thornton / Elvis Presley         | Big Mama Thornton / Elvis Presley         | Big Mama Thornton / Elvis Presley         | Big Mama Thornton / Elvis Presley         | Big Mama Thornton / Elvis Presley         | Big Mama Thornton / Elvis Presley         | Big Mama Thornton / Elvis Presley         | Big Mama Thornton / Elvis Presley         | Big Mama Thornton / Elvis Presley         | Big Mama Thornton / Elvis Presley         | Big Mama Thornton / Elvis Presley         | Big Mama Thornton / Elvis Presley         | Big Mama Thornton / Elvis Presley         | Big Mama Thornton / Elvis Presley         | Big Mama Thornton / Elvis Presley         | Big Mama Thornton / Elvis Presley         | Big Mama Thornton / Elvis Presley         | Big Mama Thornton / Elvis Presley         | Big Mama Thornton / Elvis Presley         | Big Mama Thornton / Elvis Presley         | Big Mama Thornton / Elvis Presley         | Big Mama Thornton / Elvis Presley         | Big Mama Thornton / Elvis Presley         | Big Mama Thornton / Elvis Presley         | Big Mama Thornton / Elvis Presley         | Big Mama Thornton / Elvis Presley         | Big Mama Thornton / Elvis Presley         | Big Mama Thornton / Elvis Presley         | Big Mama Thornton / Elvis Presley         | Big Mama Thornton / Elvis Presley         | Big Mama Thornton / Elvis Presley         | Big Mama Thornton / Elvis Presley         | Big Mama Thornton / Elvis Presley         | Big Mama Thornton / Elvis Presley         | Big Mama Thornton / Elvis Presley         | Big Mama Thornton / Elvis Presley         | Big Mama Thornton / Elvis Presley         | Big Mama Thornton / Elvis Presley         | Big Mama Thornton / Elvis Presley         | Big Mama Thornton / Elvis Presley         | Big Mama Thornton / Elvis Presley         | Big Mama Thornton / Elvis Presley         | Big Mama Thornton / Elvis Presley         | Big Mama Thornton / Elvis Presley         | Big Mama Thornton / Elvis Presley         | Big Mama Thornton / Elvis Presley         | Big Mama Thornton / Elvis Presley         | Big Mama Thornton / Elvis Presley         | Big Mama Thornton / Elvis Presley         | Big Mama Thornton / Elvis Presley         | Big Mama Thornton / Elvis Presley         | Big Mama Thornton / Elvis Presley         | Big Mama Thornton / Elvis Presley         | Big Mama Thornton / Elvis Presley         | Big Mama Thornton / Elvis Presley         | Big Mama Thornton / Elvis Presley         | Big Mama Thornton / Elvis Presley         | Big Mama Thornton / Elvis Presley         | Big Mama Thornton / Elvis Presley         | Big Mama Thornton / Elvis Presley         | Big Mama Thornton / Elvis Presley         | Big Mama Thornton / Elvis Presley         | Big Mama Thornton / Elvis Presley         | Big Mama Thornton / Elvis Presley         | Big Mama Thornton / Elvis Presley         | Big Mama Thornton / Elvis Presley         | Big Mama Thornton / Elvis Presley         | Big Mama Thornton / Elvis Presley         | Spodní dvojice   | Spodní dvojice   | Spodní dvojice   | Spodní dvojice   | Spodní dvojice   | Spodní dvojice   | Spodní dvojice   | Spodní dvojice   | Spodní dvojice   | Spodní dvojice   | Spodní dvojice   | Spodní dvojice   | Spodní dvojice   | Spodní dvojice   | Spodní dvojice   | Spodní dvojice   | Spodní dvojice   | Spodní dvojice   | Spodní dvojice   | Spodní dvojice   | Spodní dvojice   | Spodní dvojice   | Spodní dvojice   | Spodní dvojice   | Spodní dvojice   | Spodní dvojice   | Spodní dvojice   | Spodní dvojice   | Spodní dvojice   | Spodní dvojice   | Spodní dvojice   | Spodní dvojice   | Spodní dvojice   | Spodní dvojice   | Spodní dvojice   | Spodní dvojice   | Spodní dvojice   | Spodní dvojice   | Spodní dvojice   | Spodní dvojice   | Spodní dvojice   | Spodní dvojice   | Spodní dvojice   | Spodní dvojice   | Spodní dvojice   | Spodní dvojice   | Spodní dvojice   | Spodní dvojice   | Spodní dvojice   | Spodní dvojice   | Spodní dvojice   | Spodní dvojice   | Spodní dvojice   | Spodní dvojice   | Spodní dvojice   | Spodní dvojice   | Spodní dvojice   | Spodní dvojice   | Spodní dvojice   | Spodní dvojice   | Spodní dvojice   | Spodní dvojice   | Spodní dvojice   | Spodní dvojice   | Spodní dvojice   | Spodní dvojice   | Spodní dvojice   | Spodní dvojice   | Spodní dvojice   | Spodní dvojice   | Spodní dvojice   | Spodní dvojice   | Spodní dvojice   | Spodní dvojice   | Spodní dvojice   | Spodní dvojice   | Spodní dvojice   | Spodní dvojice   | Spodní dvojice   | Spodní dvojice   | Spodní dvojice   | Spodní dvojice   | Spodní dvojice   | Spodní dvojice   | Spodní dvojice   | Spodní dvojice   | Spodní dvojice   | Spodní dvojice   | Spodní dvojice   | Spodní dvojice   | Spodní dvojice   | Spodní dvojice   | Spodní dvojice   | Spodní dvojice   | Spodní dvojice   | Spodní dvojice   | Spodní dvojice   | Spodní dvojice   | Spodní dvojice   | Spodní dvojice   |
| Top 3           | Top 3           | Top 3           | Top 3           | Top 3           | Top 3           | Top 3           | Top 3           | Top 3           | Top 3           | Top 3           | Top 3           | Top 3           | Top 3           | Top 3           | Top 3           | Top 3           | Top 3           | Top 3           | Top 3           | Top 3           | Top 3           | Top 3           | Top 3           | Top 3           | Top 3           | Top 3           | Top 3           | Top 3           | Top 3           | Top 3           | Top 3           | Top 3           | Top 3           | Top 3           | Top 3           | Top 3           | Top 3           | Top 3           | Top 3           | Top 3           | Top 3           | Top 3           | Top 3           | Top 3           | Top 3           | Top 3           | Top 3           | Top 3           | Top 3           | Top 3           | Top 3           | Top 3           | Top 3           | Top 3           | Top 3           | Top 3           | Top 3           | Top 3           | Top 3           | Top 3           | Top 3           | Top 3           | Top 3           | Top 3           | Top 3           | Top 3           | Top 3           | Top 3           | Top 3           | Top 3           | Top 3           | Top 3           | Top 3           | Top 3           | Top 3           | Top 3           | Top 3           | Top 3           | Top 3           | Top 3           | Top 3           | Top 3           | Top 3           | Top 3           | Top 3           | Top 3           | Top 3           | Top 3           | Top 3           | Top 3           | Top 3           | Top 3           | Top 3           | Top 3           | Top 3           | Top 3           | Top 3           | Top 3           | Top 3           | Výběr Clive Davise Výběr porotce (Simon Cowell) Výběr soutěžícího                          | Výběr Clive Davise Výběr porotce (Simon Cowell) Výběr soutěžícího                          | Výběr Clive Davise Výběr porotce (Simon Cowell) Výběr soutěžícího                          | Výběr Clive Davise Výběr porotce (Simon Cowell) Výběr soutěžícího                          | Výběr Clive Davise Výběr porotce (Simon Cowell) Výběr soutěžícího                          | Výběr Clive Davise Výběr porotce (Simon Cowell) Výběr soutěžícího                          | Výběr Clive Davise Výběr porotce (Simon Cowell) Výběr soutěžícího                          | Výběr Clive Davise Výběr porotce (Simon Cowell) Výběr soutěžícího                          | Výběr Clive Davise Výběr porotce (Simon Cowell) Výběr soutěžícího                          | Výběr Clive Davise Výběr porotce (Simon Cowell) Výběr soutěžícího                          | Výběr Clive Davise Výběr porotce (Simon Cowell) Výběr soutěžícího                          | Výběr Clive Davise Výběr porotce (Simon Cowell) Výběr soutěžícího                          | Výběr Clive Davise Výběr porotce (Simon Cowell) Výběr soutěžícího                          | Výběr Clive Davise Výběr porotce (Simon Cowell) Výběr soutěžícího                          | Výběr Clive Davise Výběr porotce (Simon Cowell) Výběr soutěžícího                          | Výběr Clive Davise Výběr porotce (Simon Cowell) Výběr soutěžícího                          | Výběr Clive Davise Výběr porotce (Simon Cowell) Výběr soutěžícího                          | Výběr Clive Davise Výběr porotce (Simon Cowell) Výběr soutěžícího                          | Výběr Clive Davise Výběr porotce (Simon Cowell) Výběr soutěžícího                          | Výběr Clive Davise Výběr porotce (Simon Cowell) Výběr soutěžícího                          | Výběr Clive Davise Výběr porotce (Simon Cowell) Výběr soutěžícího                          | Výběr Clive Davise Výběr porotce (Simon Cowell) Výběr soutěžícího                          | Výběr Clive Davise Výběr porotce (Simon Cowell) Výběr soutěžícího                          | Výběr Clive Davise Výběr porotce (Simon Cowell) Výběr soutěžícího                          | Výběr Clive Davise Výběr porotce (Simon Cowell) Výběr soutěžícího                          | Výběr Clive Davise Výběr porotce (Simon Cowell) Výběr soutěžícího                          | Výběr Clive Davise Výběr porotce (Simon Cowell) Výběr soutěžícího                          | Výběr Clive Davise Výběr porotce (Simon Cowell) Výběr soutěžícího                          | Výběr Clive Davise Výběr porotce (Simon Cowell) Výběr soutěžícího                          | Výběr Clive Davise Výběr porotce (Simon Cowell) Výběr soutěžícího                          | Výběr Clive Davise Výběr porotce (Simon Cowell) Výběr soutěžícího                          | Výběr Clive Davise Výběr porotce (Simon Cowell) Výběr soutěžícího                          | Výběr Clive Davise Výběr porotce (Simon Cowell) Výběr soutěžícího                          | Výběr Clive Davise Výběr porotce (Simon Cowell) Výběr soutěžícího                          | Výběr Clive Davise Výběr porotce (Simon Cowell) Výběr soutěžícího                          | Výběr Clive Davise Výběr porotce (Simon Cowell) Výběr soutěžícího                          | Výběr Clive Davise Výběr porotce (Simon Cowell) Výběr soutěžícího                          | Výběr Clive Davise Výběr porotce (Simon Cowell) Výběr soutěžícího                          | Výběr Clive Davise Výběr porotce (Simon Cowell) Výběr soutěžícího                          | Výběr Clive Davise Výběr porotce (Simon Cowell) Výběr soutěžícího                          | Výběr Clive Davise Výběr porotce (Simon Cowell) Výběr soutěžícího                          | Výběr Clive Davise Výběr porotce (Simon Cowell) Výběr soutěžícího                          | Výběr Clive Davise Výběr porotce (Simon Cowell) Výběr soutěžícího                          | Výběr Clive Davise Výběr porotce (Simon Cowell) Výběr soutěžícího                          | Výběr Clive Davise Výběr porotce (Simon Cowell) Výběr soutěžícího                          | Výběr Clive Davise Výběr porotce (Simon Cowell) Výběr soutěžícího                          | Výběr Clive Davise Výběr porotce (Simon Cowell) Výběr soutěžícího                          | Výběr Clive Davise Výběr porotce (Simon Cowell) Výběr soutěžícího                          | Výběr Clive Davise Výběr porotce (Simon Cowell) Výběr soutěžícího                          | Výběr Clive Davise Výběr porotce (Simon Cowell) Výběr soutěžícího                          | Výběr Clive Davise Výběr porotce (Simon Cowell) Výběr soutěžícího                          | Výběr Clive Davise Výběr porotce (Simon Cowell) Výběr soutěžícího                          | Výběr Clive Davise Výběr porotce (Simon Cowell) Výběr soutěžícího                          | Výběr Clive Davise Výběr porotce (Simon Cowell) Výběr soutěžícího                          | Výběr Clive Davise Výběr porotce (Simon Cowell) Výběr soutěžícího                          | Výběr Clive Davise Výběr porotce (Simon Cowell) Výběr soutěžícího                          | Výběr Clive Davise Výběr porotce (Simon Cowell) Výběr soutěžícího                          | Výběr Clive Davise Výběr porotce (Simon Cowell) Výběr soutěžícího                          | Výběr Clive Davise Výběr porotce (Simon Cowell) Výběr soutěžícího                          | Výběr Clive Davise Výběr porotce (Simon Cowell) Výběr soutěžícího                          | Výběr Clive Davise Výběr porotce (Simon Cowell) Výběr soutěžícího                          | Výběr Clive Davise Výběr porotce (Simon Cowell) Výběr soutěžícího                          | Výběr Clive Davise Výběr porotce (Simon Cowell) Výběr soutěžícího                          | Výběr Clive Davise Výběr porotce (Simon Cowell) Výběr soutěžícího                          | Výběr Clive Davise Výběr porotce (Simon Cowell) Výběr soutěžícího                          | Výběr Clive Davise Výběr porotce (Simon Cowell) Výběr soutěžícího                          | Výběr Clive Davise Výběr porotce (Simon Cowell) Výběr soutěžícího                          | Výběr Clive Davise Výběr porotce (Simon Cowell) Výběr soutěžícího                          | Výběr Clive Davise Výběr porotce (Simon Cowell) Výběr soutěžícího                          | Výběr Clive Davise Výběr porotce (Simon Cowell) Výběr soutěžícího                          | Výběr Clive Davise Výběr porotce (Simon Cowell) Výběr soutěžícího                          | Výběr Clive Davise Výběr porotce (Simon Cowell) Výběr soutěžícího                          | Výběr Clive Davise Výběr porotce (Simon Cowell) Výběr soutěžícího                          | Výběr Clive Davise Výběr porotce (Simon Cowell) Výběr soutěžícího                          | Výběr Clive Davise Výběr porotce (Simon Cowell) Výběr soutěžícího                          | Výběr Clive Davise Výběr porotce (Simon Cowell) Výběr soutěžícího                          | Výběr Clive Davise Výběr porotce (Simon Cowell) Výběr soutěžícího                          | Výběr Clive Davise Výběr porotce (Simon Cowell) Výběr soutěžícího                          | Výběr Clive Davise Výběr porotce (Simon Cowell) Výběr soutěžícího                          | Výběr Clive Davise Výběr porotce (Simon Cowell) Výběr soutěžícího                          | Výběr Clive Davise Výběr porotce (Simon Cowell) Výběr soutěžícího                          | Výběr Clive Davise Výběr porotce (Simon Cowell) Výběr soutěžícího                          | Výběr Clive Davise Výběr porotce (Simon Cowell) Výběr soutěžícího                          | Výběr Clive Davise Výběr porotce (Simon Cowell) Výběr soutěžícího                          | Výběr Clive Davise Výběr porotce (Simon Cowell) Výběr soutěžícího                          | Výběr Clive Davise Výběr porotce (Simon Cowell) Výběr soutěžícího                          | Výběr Clive Davise Výběr porotce (Simon Cowell) Výběr soutěžícího                          | Výběr Clive Davise Výběr porotce (Simon Cowell) Výběr soutěžícího                          | Výběr Clive Davise Výběr porotce (Simon Cowell) Výběr soutěžícího                          | Výběr Clive Davise Výběr porotce (Simon Cowell) Výběr soutěžícího                          | Výběr Clive Davise Výběr porotce (Simon Cowell) Výběr soutěžícího                          | Výběr Clive Davise Výběr porotce (Simon Cowell) Výběr soutěžícího                          | Výběr Clive Davise Výběr porotce (Simon Cowell) Výběr soutěžícího                          | Výběr Clive Davise Výběr porotce (Simon Cowell) Výběr soutěžícího                          | Výběr Clive Davise Výběr porotce (Simon Cowell) Výběr soutěžícího                          | Výběr Clive Davise Výběr porotce (Simon Cowell) Výběr soutěžícího                          | Výběr Clive Davise Výběr porotce (Simon Cowell) Výběr soutěžícího                          | Výběr Clive Davise Výběr porotce (Simon Cowell) Výběr soutěžícího                          | Výběr Clive Davise Výběr porotce (Simon Cowell) Výběr soutěžícího                          | Výběr Clive Davise Výběr porotce (Simon Cowell) Výběr soutěžícího                          | "I Believe I Can Fly" "Somewhere Over the Rainbow" "I Ain't Got Nothin' But the Blues" | "I Believe I Can Fly" "Somewhere Over the Rainbow" "I Ain't Got Nothin' But the Blues" | "I Believe I Can Fly" "Somewhere Over the Rainbow" "I Ain't Got Nothin' But the Blues" | "I Believe I Can Fly" "Somewhere Over the Rainbow" "I Ain't Got Nothin' But the Blues" | "I Believe I Can Fly" "Somewhere Over the Rainbow" "I Ain't Got Nothin' But the Blues" | "I Believe I Can Fly" "Somewhere Over the Rainbow" "I Ain't Got Nothin' But the Blues" | "I Believe I Can Fly" "Somewhere Over the Rainbow" "I Ain't Got Nothin' But the Blues" | "I Believe I Can Fly" "Somewhere Over the Rainbow" "I Ain't Got Nothin' But the Blues" | "I Believe I Can Fly" "Somewhere Over the Rainbow" "I Ain't Got Nothin' But the Blues" | "I Believe I Can Fly" "Somewhere Over the Rainbow" "I Ain't Got Nothin' But the Blues" | "I Believe I Can Fly" "Somewhere Over the Rainbow" "I Ain't Got Nothin' But the Blues" | "I Believe I Can Fly" "Somewhere Over the Rainbow" "I Ain't Got Nothin' But the Blues" | "I Believe I Can Fly" "Somewhere Over the Rainbow" "I Ain't Got Nothin' But the Blues" | "I Believe I Can Fly" "Somewhere Over the Rainbow" "I Ain't Got Nothin' But the Blues" | "I Believe I Can Fly" "Somewhere Over the Rainbow" "I Ain't Got Nothin' But the Blues" | "I Believe I Can Fly" "Somewhere Over the Rainbow" "I Ain't Got Nothin' But the Blues" | "I Believe I Can Fly" "Somewhere Over the Rainbow" "I Ain't Got Nothin' But the Blues" | "I Believe I Can Fly" "Somewhere Over the Rainbow" "I Ain't Got Nothin' But the Blues" | "I Believe I Can Fly" "Somewhere Over the Rainbow" "I Ain't Got Nothin' But the Blues" | "I Believe I Can Fly" "Somewhere Over the Rainbow" "I Ain't Got Nothin' But the Blues" | "I Believe I Can Fly" "Somewhere Over the Rainbow" "I Ain't Got Nothin' But the Blues" | "I Believe I Can Fly" "Somewhere Over the Rainbow" "I Ain't Got Nothin' But the Blues" | "I Believe I Can Fly" "Somewhere Over the Rainbow" "I Ain't Got Nothin' But the Blues" | "I Believe I Can Fly" "Somewhere Over the Rainbow" "I Ain't Got Nothin' But the Blues" | "I Believe I Can Fly" "Somewhere Over the Rainbow" "I Ain't Got Nothin' But the Blues" | "I Believe I Can Fly" "Somewhere Over the Rainbow" "I Ain't Got Nothin' But the Blues" | "I Believe I Can Fly" "Somewhere Over the Rainbow" "I Ain't Got Nothin' But the Blues" | "I Believe I Can Fly" "Somewhere Over the Rainbow" "I Ain't Got Nothin' But the Blues" | "I Believe I Can Fly" "Somewhere Over the Rainbow" "I Ain't Got Nothin' But the Blues" | "I Believe I Can Fly" "Somewhere Over the Rainbow" "I Ain't Got Nothin' But the Blues" | "I Believe I Can Fly" "Somewhere Over the Rainbow" "I Ain't Got Nothin' But the Blues" | "I Believe I Can Fly" "Somewhere Over the Rainbow" "I Ain't Got Nothin' But the Blues" | "I Believe I Can Fly" "Somewhere Over the Rainbow" "I Ain't Got Nothin' But the Blues" | "I Believe I Can Fly" "Somewhere Over the Rainbow" "I Ain't Got Nothin' But the Blues" | "I Believe I Can Fly" "Somewhere Over the Rainbow" "I Ain't Got Nothin' But the Blues" | "I Believe I Can Fly" "Somewhere Over the Rainbow" "I Ain't Got Nothin' But the Blues" | "I Believe I Can Fly" "Somewhere Over the Rainbow" "I Ain't Got Nothin' But the Blues" | "I Believe I Can Fly" "Somewhere Over the Rainbow" "I Ain't Got Nothin' But the Blues" | "I Believe I Can Fly" "Somewhere Over the Rainbow" "I Ain't Got Nothin' But the Blues" | "I Believe I Can Fly" "Somewhere Over the Rainbow" "I Ain't Got Nothin' But the Blues" | "I Believe I Can Fly" "Somewhere Over the Rainbow" "I Ain't Got Nothin' But the Blues" | "I Believe I Can Fly" "Somewhere Over the Rainbow" "I Ain't Got Nothin' But the Blues" | "I Believe I Can Fly" "Somewhere Over the Rainbow" "I Ain't Got Nothin' But the Blues" | "I Believe I Can Fly" "Somewhere Over the Rainbow" "I Ain't Got Nothin' But the Blues" | "I Believe I Can Fly" "Somewhere Over the Rainbow" "I Ain't Got Nothin' But the Blues" | "I Believe I Can Fly" "Somewhere Over the Rainbow" "I Ain't Got Nothin' But the Blues" | "I Believe I Can Fly" "Somewhere Over the Rainbow" "I Ain't Got Nothin' But the Blues" | "I Believe I Can Fly" "Somewhere Over the Rainbow" "I Ain't Got Nothin' But the Blues" | "I Believe I Can Fly" "Somewhere Over the Rainbow" "I Ain't Got Nothin' But the Blues" | "I Believe I Can Fly" "Somewhere Over the Rainbow" "I Ain't Got Nothin' But the Blues" | "I Believe I Can Fly" "Somewhere Over the Rainbow" "I Ain't Got Nothin' But the Blues" | "I Believe I Can Fly" "Somewhere Over the Rainbow" "I Ain't Got Nothin' But the Blues" | "I Believe I Can Fly" "Somewhere Over the Rainbow" "I Ain't Got Nothin' But the Blues" | "I Believe I Can Fly" "Somewhere Over the Rainbow" "I Ain't Got Nothin' But the Blues" | "I Believe I Can Fly" "Somewhere Over the Rainbow" "I Ain't Got Nothin' But the Blues" | "I Believe I Can Fly" "Somewhere Over the Rainbow" "I Ain't Got Nothin' But the Blues" | "I Believe I Can Fly" "Somewhere Over the Rainbow" "I Ain't Got Nothin' But the Blues" | "I Believe I Can Fly" "Somewhere Over the Rainbow" "I Ain't Got Nothin' But the Blues" | "I Believe I Can Fly" "Somewhere Over the Rainbow" "I Ain't Got Nothin' But the Blues" | "I Believe I Can Fly" "Somewhere Over the Rainbow" "I Ain't Got Nothin' But the Blues" | "I Believe I Can Fly" "Somewhere Over the Rainbow" "I Ain't Got Nothin' But the Blues" | "I Believe I Can Fly" "Somewhere Over the Rainbow" "I Ain't Got Nothin' But the Blues" | "I Believe I Can Fly" "Somewhere Over the Rainbow" "I Ain't Got Nothin' But the Blues" | "I Believe I Can Fly" "Somewhere Over the Rainbow" "I Ain't Got Nothin' But the Blues" | "I Believe I Can Fly" "Somewhere Over the Rainbow" "I Ain't Got Nothin' But the Blues" | "I Believe I Can Fly" "Somewhere Over the Rainbow" "I Ain't Got Nothin' But the Blues" | "I Believe I Can Fly" "Somewhere Over the Rainbow" "I Ain't Got Nothin' But the Blues" | "I Believe I Can Fly" "Somewhere Over the Rainbow" "I Ain't Got Nothin' But the Blues" | "I Believe I Can Fly" "Somewhere Over the Rainbow" "I Ain't Got Nothin' But the Blues" | "I Believe I Can Fly" "Somewhere Over the Rainbow" "I Ain't Got Nothin' But the Blues" | "I Believe I Can Fly" "Somewhere Over the Rainbow" "I Ain't Got Nothin' But the Blues" | "I Believe I Can Fly" "Somewhere Over the Rainbow" "I Ain't Got Nothin' But the Blues" | "I Believe I Can Fly" "Somewhere Over the Rainbow" "I Ain't Got Nothin' But the Blues" | "I Believe I Can Fly" "Somewhere Over the Rainbow" "I Ain't Got Nothin' But the Blues" | "I Believe I Can Fly" "Somewhere Over the Rainbow" "I Ain't Got Nothin' But the Blues" | "I Believe I Can Fly" "Somewhere Over the Rainbow" "I Ain't Got Nothin' But the Blues" | "I Believe I Can Fly" "Somewhere Over the Rainbow" "I Ain't Got Nothin' But the Blues" | "I Believe I Can Fly" "Somewhere Over the Rainbow" "I Ain't Got Nothin' But the Blues" | "I Believe I Can Fly" "Somewhere Over the Rainbow" "I Ain't Got Nothin' But the Blues" | "I Believe I Can Fly" "Somewhere Over the Rainbow" "I Ain't Got Nothin' But the Blues" | "I Believe I Can Fly" "Somewhere Over the Rainbow" "I Ain't Got Nothin' But the Blues" | "I Believe I Can Fly" "Somewhere Over the Rainbow" "I Ain't Got Nothin' But the Blues" | "I Believe I Can Fly" "Somewhere Over the Rainbow" "I Ain't Got Nothin' But the Blues" | "I Believe I Can Fly" "Somewhere Over the Rainbow" "I Ain't Got Nothin' But the Blues" | "I Believe I Can Fly" "Somewhere Over the Rainbow" "I Ain't Got Nothin' But the Blues" | "I Believe I Can Fly" "Somewhere Over the Rainbow" "I Ain't Got Nothin' But the Blues" | "I Believe I Can Fly" "Somewhere Over the Rainbow" "I Ain't Got Nothin' But the Blues" | "I Believe I Can Fly" "Somewhere Over the Rainbow" "I Ain't Got Nothin' But the Blues" | "I Believe I Can Fly" "Somewhere Over the Rainbow" "I Ain't Got Nothin' But the Blues" | "I Believe I Can Fly" "Somewhere Over the Rainbow" "I Ain't Got Nothin' But the Blues" | "I Believe I Can Fly" "Somewhere Over the Rainbow" "I Ain't Got Nothin' But the Blues" | "I Believe I Can Fly" "Somewhere Over the Rainbow" "I Ain't Got Nothin' But the Blues" | "I Believe I Can Fly" "Somewhere Over the Rainbow" "I Ain't Got Nothin' But the Blues" | "I Believe I Can Fly" "Somewhere Over the Rainbow" "I Ain't Got Nothin' But the Blues" | "I Believe I Can Fly" "Somewhere Over the Rainbow" "I Ain't Got Nothin' But the Blues" | "I Believe I Can Fly" "Somewhere Over the Rainbow" "I Ain't Got Nothin' But the Blues" | "I Believe I Can Fly" "Somewhere Over the Rainbow" "I Ain't Got Nothin' But the Blues" | "I Believe I Can Fly" "Somewhere Over the Rainbow" "I Ain't Got Nothin' But the Blues" | "I Believe I Can Fly" "Somewhere Over the Rainbow" "I Ain't Got Nothin' But the Blues" | "I Believe I Can Fly" "Somewhere Over the Rainbow" "I Ain't Got Nothin' But the Blues" | R. Kelly Judy Garland Duke Ellington      | R. Kelly Judy Garland Duke Ellington      | R. Kelly Judy Garland Duke Ellington      | R. Kelly Judy Garland Duke Ellington      | R. Kelly Judy Garland Duke Ellington      | R. Kelly Judy Garland Duke Ellington      | R. Kelly Judy Garland Duke Ellington      | R. Kelly Judy Garland Duke Ellington      | R. Kelly Judy Garland Duke Ellington      | R. Kelly Judy Garland Duke Ellington      | R. Kelly Judy Garland Duke Ellington      | R. Kelly Judy Garland Duke Ellington      | R. Kelly Judy Garland Duke Ellington      | R. Kelly Judy Garland Duke Ellington      | R. Kelly Judy Garland Duke Ellington      | R. Kelly Judy Garland Duke Ellington      | R. Kelly Judy Garland Duke Ellington      | R. Kelly Judy Garland Duke Ellington      | R. Kelly Judy Garland Duke Ellington      | R. Kelly Judy Garland Duke Ellington      | R. Kelly Judy Garland Duke Ellington      | R. Kelly Judy Garland Duke Ellington      | R. Kelly Judy Garland Duke Ellington      | R. Kelly Judy Garland Duke Ellington      | R. Kelly Judy Garland Duke Ellington      | R. Kelly Judy Garland Duke Ellington      | R. Kelly Judy Garland Duke Ellington      | R. Kelly Judy Garland Duke Ellington      | R. Kelly Judy Garland Duke Ellington      | R. Kelly Judy Garland Duke Ellington      | R. Kelly Judy Garland Duke Ellington      | R. Kelly Judy Garland Duke Ellington      | R. Kelly Judy Garland Duke Ellington      | R. Kelly Judy Garland Duke Ellington      | R. Kelly Judy Garland Duke Ellington      | R. Kelly Judy Garland Duke Ellington      | R. Kelly Judy Garland Duke Ellington      | R. Kelly Judy Garland Duke Ellington      | R. Kelly Judy Garland Duke Ellington      | R. Kelly Judy Garland Duke Ellington      | R. Kelly Judy Garland Duke Ellington      | R. Kelly Judy Garland Duke Ellington      | R. Kelly Judy Garland Duke Ellington      | R. Kelly Judy Garland Duke Ellington      | R. Kelly Judy Garland Duke Ellington      | R. Kelly Judy Garland Duke Ellington      | R. Kelly Judy Garland Duke Ellington      | R. Kelly Judy Garland Duke Ellington      | R. Kelly Judy Garland Duke Ellington      | R. Kelly Judy Garland Duke Ellington      | R. Kelly Judy Garland Duke Ellington      | R. Kelly Judy Garland Duke Ellington      | R. Kelly Judy Garland Duke Ellington      | R. Kelly Judy Garland Duke Ellington      | R. Kelly Judy Garland Duke Ellington      | R. Kelly Judy Garland Duke Ellington      | R. Kelly Judy Garland Duke Ellington      | R. Kelly Judy Garland Duke Ellington      | R. Kelly Judy Garland Duke Ellington      | R. Kelly Judy Garland Duke Ellington      | R. Kelly Judy Garland Duke Ellington      | R. Kelly Judy Garland Duke Ellington      | R. Kelly Judy Garland Duke Ellington      | R. Kelly Judy Garland Duke Ellington      | R. Kelly Judy Garland Duke Ellington      | R. Kelly Judy Garland Duke Ellington      | R. Kelly Judy Garland Duke Ellington      | R. Kelly Judy Garland Duke Ellington      | R. Kelly Judy Garland Duke Ellington      | R. Kelly Judy Garland Duke Ellington      | R. Kelly Judy Garland Duke Ellington      | R. Kelly Judy Garland Duke Ellington      | R. Kelly Judy Garland Duke Ellington      | R. Kelly Judy Garland Duke Ellington      | R. Kelly Judy Garland Duke Ellington      | R. Kelly Judy Garland Duke Ellington      | R. Kelly Judy Garland Duke Ellington      | R. Kelly Judy Garland Duke Ellington      | R. Kelly Judy Garland Duke Ellington      | R. Kelly Judy Garland Duke Ellington      | R. Kelly Judy Garland Duke Ellington      | R. Kelly Judy Garland Duke Ellington      | R. Kelly Judy Garland Duke Ellington      | R. Kelly Judy Garland Duke Ellington      | R. Kelly Judy Garland Duke Ellington      | R. Kelly Judy Garland Duke Ellington      | R. Kelly Judy Garland Duke Ellington      | R. Kelly Judy Garland Duke Ellington      | R. Kelly Judy Garland Duke Ellington      | R. Kelly Judy Garland Duke Ellington      | R. Kelly Judy Garland Duke Ellington      | R. Kelly Judy Garland Duke Ellington      | R. Kelly Judy Garland Duke Ellington      | R. Kelly Judy Garland Duke Ellington      | R. Kelly Judy Garland Duke Ellington      | R. Kelly Judy Garland Duke Ellington      | R. Kelly Judy Garland Duke Ellington      | R. Kelly Judy Garland Duke Ellington      | R. Kelly Judy Garland Duke Ellington      | R. Kelly Judy Garland Duke Ellington      | V bezpečí        | V bezpečí        | V bezpečí        | V bezpečí        | V bezpečí        | V bezpečí        | V bezpečí        | V bezpečí        | V bezpečí        | V bezpečí        | V bezpečí        | V bezpečí        | V bezpečí        | V bezpečí        | V bezpečí        | V bezpečí        | V bezpečí        | V bezpečí        | V bezpečí        | V bezpečí        | V bezpečí        | V bezpečí        | V bezpečí        | V bezpečí        | V bezpečí        | V bezpečí        | V bezpečí        | V bezpečí        | V bezpečí        | V bezpečí        | V bezpečí        | V bezpečí        | V bezpečí        | V bezpečí        | V bezpečí        | V bezpečí        | V bezpečí        | V bezpečí        | V bezpečí        | V bezpečí        | V bezpečí        | V bezpečí        | V bezpečí        | V bezpečí        | V bezpečí        | V bezpečí        | V bezpečí        | V bezpečí        | V bezpečí        | V bezpečí        | V bezpečí        | V bezpečí        | V bezpečí        | V bezpečí        | V bezpečí        | V bezpečí        | V bezpečí        | V bezpečí        | V bezpečí        | V bezpečí        | V bezpečí        | V bezpečí        | V bezpečí        | V bezpečí        | V bezpečí        | V bezpečí        | V bezpečí        | V bezpečí        | V bezpečí        | V bezpečí        | V bezpečí        | V bezpečí        | V bezpečí        | V bezpečí        | V bezpečí        | V bezpečí        | V bezpečí        | V bezpečí        | V bezpečí        | V bezpečí        | V bezpečí        | V bezpečí        | V bezpečí        | V bezpečí        | V bezpečí        | V bezpečí        | V bezpečí        | V bezpečí        | V bezpečí        | V bezpečí        | V bezpečí        | V bezpečí        | V bezpečí        | V bezpečí        | V bezpečí        | V bezpečí        | V bezpečí        | V bezpečí        | V bezpečí        | V bezpečí        |
| Finále          | Finále          | Finále          | Finále          | Finále          | Finále          | Finále          | Finále          | Finále          | Finále          | Finále          | Finále          | Finále          | Finále          | Finále          | Finále          | Finále          | Finále          | Finále          | Finále          | Finále          | Finále          | Finále          | Finále          | Finále          | Finále          | Finále          | Finále          | Finále          | Finále          | Finále          | Finále          | Finále          | Finále          | Finále          | Finále          | Finále          | Finále          | Finále          | Finále          | Finále          | Finále          | Finále          | Finále          | Finále          | Finále          | Finále          | Finále          | Finále          | Finále          | Finále          | Finále          | Finále          | Finále          | Finále          | Finále          | Finále          | Finále          | Finále          | Finále          | Finále          | Finále          | Finále          | Finále          | Finále          | Finále          | Finále          | Finále          | Finále          | Finále          | Finále          | Finále          | Finále          | Finále          | Finále          | Finále          | Finále          | Finále          | Finále          | Finále          | Finále          | Finále          | Finále          | Finále          | Finále          | Finále          | Finále          | Finále          | Finále          | Finále          | Finále          | Finále          | Finále          | Finále          | Finále          | Finále          | Finále          | Finále          | Finále          | Finále          | Výběr soutěžícího Vlastní píseň                                                            | Výběr soutěžícího Vlastní píseň                                                            | Výběr soutěžícího Vlastní píseň                                                            | Výběr soutěžícího Vlastní píseň                                                            | Výběr soutěžícího Vlastní píseň                                                            | Výběr soutěžícího Vlastní píseň                                                            | Výběr soutěžícího Vlastní píseň                                                            | Výběr soutěžícího Vlastní píseň                                                            | Výběr soutěžícího Vlastní píseň                                                            | Výběr soutěžícího Vlastní píseň                                                            | Výběr soutěžícího Vlastní píseň                                                            | Výběr soutěžícího Vlastní píseň                                                            | Výběr soutěžícího Vlastní píseň                                                            | Výběr soutěžícího Vlastní píseň                                                            | Výběr soutěžícího Vlastní píseň                                                            | Výběr soutěžícího Vlastní píseň                                                            | Výběr soutěžícího Vlastní píseň                                                            | Výběr soutěžícího Vlastní píseň                                                            | Výběr soutěžícího Vlastní píseň                                                            | Výběr soutěžícího Vlastní píseň                                                            | Výběr soutěžícího Vlastní píseň                                                            | Výběr soutěžícího Vlastní píseň                                                            | Výběr soutěžícího Vlastní píseň                                                            | Výběr soutěžícího Vlastní píseň                                                            | Výběr soutěžícího Vlastní píseň                                                            | Výběr soutěžícího Vlastní píseň                                                            | Výběr soutěžícího Vlastní píseň                                                            | Výběr soutěžícího Vlastní píseň                                                            | Výběr soutěžícího Vlastní píseň                                                            | Výběr soutěžícího Vlastní píseň                                                            | Výběr soutěžícího Vlastní píseň                                                            | Výběr soutěžícího Vlastní píseň                                                            | Výběr soutěžícího Vlastní píseň                                                            | Výběr soutěžícího Vlastní píseň                                                            | Výběr soutěžícího Vlastní píseň                                                            | Výběr soutěžícího Vlastní píseň                                                            | Výběr soutěžícího Vlastní píseň                                                            | Výběr soutěžícího Vlastní píseň                                                            | Výběr soutěžícího Vlastní píseň                                                            | Výběr soutěžícího Vlastní píseň                                                            | Výběr soutěžícího Vlastní píseň                                                            | Výběr soutěžícího Vlastní píseň                                                            | Výběr soutěžícího Vlastní píseň                                                            | Výběr soutěžícího Vlastní píseň                                                            | Výběr soutěžícího Vlastní píseň                                                            | Výběr soutěžícího Vlastní píseň                                                            | Výběr soutěžícího Vlastní píseň                                                            | Výběr soutěžícího Vlastní píseň                                                            | Výběr soutěžícího Vlastní píseň                                                            | Výběr soutěžícího Vlastní píseň                                                            | Výběr soutěžícího Vlastní píseň                                                            | Výběr soutěžícího Vlastní píseň                                                            | Výběr soutěžícího Vlastní píseň                                                            | Výběr soutěžícího Vlastní píseň                                                            | Výběr soutěžícího Vlastní píseň                                                            | Výběr soutěžícího Vlastní píseň                                                            | Výběr soutěžícího Vlastní píseň                                                            | Výběr soutěžícího Vlastní píseň                                                            | Výběr soutěžícího Vlastní píseň                                                            | Výběr soutěžícího Vlastní píseň                                                            | Výběr soutěžícího Vlastní píseň                                                            | Výběr soutěžícího Vlastní píseň                                                            | Výběr soutěžícího Vlastní píseň                                                            | Výběr soutěžícího Vlastní píseň                                                            | Výběr soutěžícího Vlastní píseň                                                            | Výběr soutěžícího Vlastní píseň                                                            | Výběr soutěžícího Vlastní píseň                                                            | Výběr soutěžícího Vlastní píseň                                                            | Výběr soutěžícího Vlastní píseň                                                            | Výběr soutěžícího Vlastní píseň                                                            | Výběr soutěžícího Vlastní píseň                                                            | Výběr soutěžícího Vlastní píseň                                                            | Výběr soutěžícího Vlastní píseň                                                            | Výběr soutěžícího Vlastní píseň                                                            | Výběr soutěžícího Vlastní píseň                                                            | Výběr soutěžícího Vlastní píseň                                                            | Výběr soutěžícího Vlastní píseň                                                            | Výběr soutěžícího Vlastní píseň                                                            | Výběr soutěžícího Vlastní píseň                                                            | Výběr soutěžícího Vlastní píseň                                                            | Výběr soutěžícího Vlastní píseň                                                            | Výběr soutěžícího Vlastní píseň                                                            | Výběr soutěžícího Vlastní píseň                                                            | Výběr soutěžícího Vlastní píseň                                                            | Výběr soutěžícího Vlastní píseň                                                            | Výběr soutěžícího Vlastní píseň                                                            | Výběr soutěžícího Vlastní píseň                                                            | Výběr soutěžícího Vlastní píseň                                                            | Výběr soutěžícího Vlastní píseň                                                            | Výběr soutěžícího Vlastní píseň                                                            | Výběr soutěžícího Vlastní píseň                                                            | Výběr soutěžícího Vlastní píseň                                                            | Výběr soutěžícího Vlastní píseň                                                            | Výběr soutěžícího Vlastní píseň                                                            | Výběr soutěžícího Vlastní píseň                                                            | Výběr soutěžícího Vlastní píseň                                                            | Výběr soutěžícího Vlastní píseň                                                            | Výběr soutěžícího Vlastní píseň                                                            | Výběr soutěžícího Vlastní píseň                                                            | Výběr soutěžícího Vlastní píseň                                                            | "Black Horse and the Cherry Tree" "Somewhere Over the Rainbow" "My Destiny"            | "Black Horse and the Cherry Tree" "Somewhere Over the Rainbow" "My Destiny"            | "Black Horse and the Cherry Tree" "Somewhere Over the Rainbow" "My Destiny"            | "Black Horse and the Cherry Tree" "Somewhere Over the Rainbow" "My Destiny"            | "Black Horse and the Cherry Tree" "Somewhere Over the Rainbow" "My Destiny"            | "Black Horse and the Cherry Tree" "Somewhere Over the Rainbow" "My Destiny"            | "Black Horse and the Cherry Tree" "Somewhere Over the Rainbow" "My Destiny"            | "Black Horse and the Cherry Tree" "Somewhere Over the Rainbow" "My Destiny"            | "Black Horse and the Cherry Tree" "Somewhere Over the Rainbow" "My Destiny"            | "Black Horse and the Cherry Tree" "Somewhere Over the Rainbow" "My Destiny"            | "Black Horse and the Cherry Tree" "Somewhere Over the Rainbow" "My Destiny"            | "Black Horse and the Cherry Tree" "Somewhere Over the Rainbow" "My Destiny"            | "Black Horse and the Cherry Tree" "Somewhere Over the Rainbow" "My Destiny"            | "Black Horse and the Cherry Tree" "Somewhere Over the Rainbow" "My Destiny"            | "Black Horse and the Cherry Tree" "Somewhere Over the Rainbow" "My Destiny"            | "Black Horse and the Cherry Tree" "Somewhere Over the Rainbow" "My Destiny"            | "Black Horse and the Cherry Tree" "Somewhere Over the Rainbow" "My Destiny"            | "Black Horse and the Cherry Tree" "Somewhere Over the Rainbow" "My Destiny"            | "Black Horse and the Cherry Tree" "Somewhere Over the Rainbow" "My Destiny"            | "Black Horse and the Cherry Tree" "Somewhere Over the Rainbow" "My Destiny"            | "Black Horse and the Cherry Tree" "Somewhere Over the Rainbow" "My Destiny"            | "Black Horse and the Cherry Tree" "Somewhere Over the Rainbow" "My Destiny"            | "Black Horse and the Cherry Tree" "Somewhere Over the Rainbow" "My Destiny"            | "Black Horse and the Cherry Tree" "Somewhere Over the Rainbow" "My Destiny"            | "Black Horse and the Cherry Tree" "Somewhere Over the Rainbow" "My Destiny"            | "Black Horse and the Cherry Tree" "Somewhere Over the Rainbow" "My Destiny"            | "Black Horse and the Cherry Tree" "Somewhere Over the Rainbow" "My Destiny"            | "Black Horse and the Cherry Tree" "Somewhere Over the Rainbow" "My Destiny"            | "Black Horse and the Cherry Tree" "Somewhere Over the Rainbow" "My Destiny"            | "Black Horse and the Cherry Tree" "Somewhere Over the Rainbow" "My Destiny"            | "Black Horse and the Cherry Tree" "Somewhere Over the Rainbow" "My Destiny"            | "Black Horse and the Cherry Tree" "Somewhere Over the Rainbow" "My Destiny"            | "Black Horse and the Cherry Tree" "Somewhere Over the Rainbow" "My Destiny"            | "Black Horse and the Cherry Tree" "Somewhere Over the Rainbow" "My Destiny"            | "Black Horse and the Cherry Tree" "Somewhere Over the Rainbow" "My Destiny"            | "Black Horse and the Cherry Tree" "Somewhere Over the Rainbow" "My Destiny"            | "Black Horse and the Cherry Tree" "Somewhere Over the Rainbow" "My Destiny"            | "Black Horse and the Cherry Tree" "Somewhere Over the Rainbow" "My Destiny"            | "Black Horse and the Cherry Tree" "Somewhere Over the Rainbow" "My Destiny"            | "Black Horse and the Cherry Tree" "Somewhere Over the Rainbow" "My Destiny"            | "Black Horse and the Cherry Tree" "Somewhere Over the Rainbow" "My Destiny"            | "Black Horse and the Cherry Tree" "Somewhere Over the Rainbow" "My Destiny"            | "Black Horse and the Cherry Tree" "Somewhere Over the Rainbow" "My Destiny"            | "Black Horse and the Cherry Tree" "Somewhere Over the Rainbow" "My Destiny"            | "Black Horse and the Cherry Tree" "Somewhere Over the Rainbow" "My Destiny"            | "Black Horse and the Cherry Tree" "Somewhere Over the Rainbow" "My Destiny"            | "Black Horse and the Cherry Tree" "Somewhere Over the Rainbow" "My Destiny"            | "Black Horse and the Cherry Tree" "Somewhere Over the Rainbow" "My Destiny"            | "Black Horse and the Cherry Tree" "Somewhere Over the Rainbow" "My Destiny"            | "Black Horse and the Cherry Tree" "Somewhere Over the Rainbow" "My Destiny"            | "Black Horse and the Cherry Tree" "Somewhere Over the Rainbow" "My Destiny"            | "Black Horse and the Cherry Tree" "Somewhere Over the Rainbow" "My Destiny"            | "Black Horse and the Cherry Tree" "Somewhere Over the Rainbow" "My Destiny"            | "Black Horse and the Cherry Tree" "Somewhere Over the Rainbow" "My Destiny"            | "Black Horse and the Cherry Tree" "Somewhere Over the Rainbow" "My Destiny"            | "Black Horse and the Cherry Tree" "Somewhere Over the Rainbow" "My Destiny"            | "Black Horse and the Cherry Tree" "Somewhere Over the Rainbow" "My Destiny"            | "Black Horse and the Cherry Tree" "Somewhere Over the Rainbow" "My Destiny"            | "Black Horse and the Cherry Tree" "Somewhere Over the Rainbow" "My Destiny"            | "Black Horse and the Cherry Tree" "Somewhere Over the Rainbow" "My Destiny"            | "Black Horse and the Cherry Tree" "Somewhere Over the Rainbow" "My Destiny"            | "Black Horse and the Cherry Tree" "Somewhere Over the Rainbow" "My Destiny"            | "Black Horse and the Cherry Tree" "Somewhere Over the Rainbow" "My Destiny"            | "Black Horse and the Cherry Tree" "Somewhere Over the Rainbow" "My Destiny"            | "Black Horse and the Cherry Tree" "Somewhere Over the Rainbow" "My Destiny"            | "Black Horse and the Cherry Tree" "Somewhere Over the Rainbow" "My Destiny"            | "Black Horse and the Cherry Tree" "Somewhere Over the Rainbow" "My Destiny"            | "Black Horse and the Cherry Tree" "Somewhere Over the Rainbow" "My Destiny"            | "Black Horse and the Cherry Tree" "Somewhere Over the Rainbow" "My Destiny"            | "Black Horse and the Cherry Tree" "Somewhere Over the Rainbow" "My Destiny"            | "Black Horse and the Cherry Tree" "Somewhere Over the Rainbow" "My Destiny"            | "Black Horse and the Cherry Tree" "Somewhere Over the Rainbow" "My Destiny"            | "Black Horse and the Cherry Tree" "Somewhere Over the Rainbow" "My Destiny"            | "Black Horse and the Cherry Tree" "Somewhere Over the Rainbow" "My Destiny"            | "Black Horse and the Cherry Tree" "Somewhere Over the Rainbow" "My Destiny"            | "Black Horse and the Cherry Tree" "Somewhere Over the Rainbow" "My Destiny"            | "Black Horse and the Cherry Tree" "Somewhere Over the Rainbow" "My Destiny"            | "Black Horse and the Cherry Tree" "Somewhere Over the Rainbow" "My Destiny"            | "Black Horse and the Cherry Tree" "Somewhere Over the Rainbow" "My Destiny"            | "Black Horse and the Cherry Tree" "Somewhere Over the Rainbow" "My Destiny"            | "Black Horse and the Cherry Tree" "Somewhere Over the Rainbow" "My Destiny"            | "Black Horse and the Cherry Tree" "Somewhere Over the Rainbow" "My Destiny"            | "Black Horse and the Cherry Tree" "Somewhere Over the Rainbow" "My Destiny"            | "Black Horse and the Cherry Tree" "Somewhere Over the Rainbow" "My Destiny"            | "Black Horse and the Cherry Tree" "Somewhere Over the Rainbow" "My Destiny"            | "Black Horse and the Cherry Tree" "Somewhere Over the Rainbow" "My Destiny"            | "Black Horse and the Cherry Tree" "Somewhere Over the Rainbow" "My Destiny"            | "Black Horse and the Cherry Tree" "Somewhere Over the Rainbow" "My Destiny"            | "Black Horse and the Cherry Tree" "Somewhere Over the Rainbow" "My Destiny"            | "Black Horse and the Cherry Tree" "Somewhere Over the Rainbow" "My Destiny"            | "Black Horse and the Cherry Tree" "Somewhere Over the Rainbow" "My Destiny"            | "Black Horse and the Cherry Tree" "Somewhere Over the Rainbow" "My Destiny"            | "Black Horse and the Cherry Tree" "Somewhere Over the Rainbow" "My Destiny"            | "Black Horse and the Cherry Tree" "Somewhere Over the Rainbow" "My Destiny"            | "Black Horse and the Cherry Tree" "Somewhere Over the Rainbow" "My Destiny"            | "Black Horse and the Cherry Tree" "Somewhere Over the Rainbow" "My Destiny"            | "Black Horse and the Cherry Tree" "Somewhere Over the Rainbow" "My Destiny"            | "Black Horse and the Cherry Tree" "Somewhere Over the Rainbow" "My Destiny"            | "Black Horse and the Cherry Tree" "Somewhere Over the Rainbow" "My Destiny"            | "Black Horse and the Cherry Tree" "Somewhere Over the Rainbow" "My Destiny"            | KT Tunstall Judy Garland Katharine McPhee | KT Tunstall Judy Garland Katharine McPhee | KT Tunstall Judy Garland Katharine McPhee | KT Tunstall Judy Garland Katharine McPhee | KT Tunstall Judy Garland Katharine McPhee | KT Tunstall Judy Garland Katharine McPhee | KT Tunstall Judy Garland Katharine McPhee | KT Tunstall Judy Garland Katharine McPhee | KT Tunstall Judy Garland Katharine McPhee | KT Tunstall Judy Garland Katharine McPhee | KT Tunstall Judy Garland Katharine McPhee | KT Tunstall Judy Garland Katharine McPhee | KT Tunstall Judy Garland Katharine McPhee | KT Tunstall Judy Garland Katharine McPhee | KT Tunstall Judy Garland Katharine McPhee | KT Tunstall Judy Garland Katharine McPhee | KT Tunstall Judy Garland Katharine McPhee | KT Tunstall Judy Garland Katharine McPhee | KT Tunstall Judy Garland Katharine McPhee | KT Tunstall Judy Garland Katharine McPhee | KT Tunstall Judy Garland Katharine McPhee | KT Tunstall Judy Garland Katharine McPhee | KT Tunstall Judy Garland Katharine McPhee | KT Tunstall Judy Garland Katharine McPhee | KT Tunstall Judy Garland Katharine McPhee | KT Tunstall Judy Garland Katharine McPhee | KT Tunstall Judy Garland Katharine McPhee | KT Tunstall Judy Garland Katharine McPhee | KT Tunstall Judy Garland Katharine McPhee | KT Tunstall Judy Garland Katharine McPhee | KT Tunstall Judy Garland Katharine McPhee | KT Tunstall Judy Garland Katharine McPhee | KT Tunstall Judy Garland Katharine McPhee | KT Tunstall Judy Garland Katharine McPhee | KT Tunstall Judy Garland Katharine McPhee | KT Tunstall Judy Garland Katharine McPhee | KT Tunstall Judy Garland Katharine McPhee | KT Tunstall Judy Garland Katharine McPhee | KT Tunstall Judy Garland Katharine McPhee | KT Tunstall Judy Garland Katharine McPhee | KT Tunstall Judy Garland Katharine McPhee | KT Tunstall Judy Garland Katharine McPhee | KT Tunstall Judy Garland Katharine McPhee | KT Tunstall Judy Garland Katharine McPhee | KT Tunstall Judy Garland Katharine McPhee | KT Tunstall Judy Garland Katharine McPhee | KT Tunstall Judy Garland Katharine McPhee | KT Tunstall Judy Garland Katharine McPhee | KT Tunstall Judy Garland Katharine McPhee | KT Tunstall Judy Garland Katharine McPhee | KT Tunstall Judy Garland Katharine McPhee | KT Tunstall Judy Garland Katharine McPhee | KT Tunstall Judy Garland Katharine McPhee | KT Tunstall Judy Garland Katharine McPhee | KT Tunstall Judy Garland Katharine McPhee | KT Tunstall Judy Garland Katharine McPhee | KT Tunstall Judy Garland Katharine McPhee | KT Tunstall Judy Garland Katharine McPhee | KT Tunstall Judy Garland Katharine McPhee | KT Tunstall Judy Garland Katharine McPhee | KT Tunstall Judy Garland Katharine McPhee | KT Tunstall Judy Garland Katharine McPhee | KT Tunstall Judy Garland Katharine McPhee | KT Tunstall Judy Garland Katharine McPhee | KT Tunstall Judy Garland Katharine McPhee | KT Tunstall Judy Garland Katharine McPhee | KT Tunstall Judy Garland Katharine McPhee | KT Tunstall Judy Garland Katharine McPhee | KT Tunstall Judy Garland Katharine McPhee | KT Tunstall Judy Garland Katharine McPhee | KT Tunstall Judy Garland Katharine McPhee | KT Tunstall Judy Garland Katharine McPhee | KT Tunstall Judy Garland Katharine McPhee | KT Tunstall Judy Garland Katharine McPhee | KT Tunstall Judy Garland Katharine McPhee | KT Tunstall Judy Garland Katharine McPhee | KT Tunstall Judy Garland Katharine McPhee | KT Tunstall Judy Garland Katharine McPhee | KT Tunstall Judy Garland Katharine McPhee | KT Tunstall Judy Garland Katharine McPhee | KT Tunstall Judy Garland Katharine McPhee | KT Tunstall Judy Garland Katharine McPhee | KT Tunstall Judy Garland Katharine McPhee | KT Tunstall Judy Garland Katharine McPhee | KT Tunstall Judy Garland Katharine McPhee | KT Tunstall Judy Garland Katharine McPhee | KT Tunstall Judy Garland Katharine McPhee | KT Tunstall Judy Garland Katharine McPhee | KT Tunstall Judy Garland Katharine McPhee | KT Tunstall Judy Garland Katharine McPhee | KT Tunstall Judy Garland Katharine McPhee | KT Tunstall Judy Garland Katharine McPhee | KT Tunstall Judy Garland Katharine McPhee | KT Tunstall Judy Garland Katharine McPhee | KT Tunstall Judy Garland Katharine McPhee | KT Tunstall Judy Garland Katharine McPhee | KT Tunstall Judy Garland Katharine McPhee | KT Tunstall Judy Garland Katharine McPhee | KT Tunstall Judy Garland Katharine McPhee | KT Tunstall Judy Garland Katharine McPhee | 2. místo         | 2. místo         | 2. místo         | 2. místo         | 2. místo         | 2. místo         | 2. místo         | 2. místo         | 2. místo         | 2. místo         | 2. místo         | 2. místo         | 2. místo         | 2. místo         | 2. místo         | 2. místo         | 2. místo         | 2. místo         | 2. místo         | 2. místo         | 2. místo         | 2. místo         | 2. místo         | 2. místo         | 2. místo         | 2. místo         | 2. místo         | 2. místo         | 2. místo         | 2. místo         | 2. místo         | 2. místo         | 2. místo         | 2. místo         | 2. místo         | 2. místo         | 2. místo         | 2. místo         | 2. místo         | 2. místo         | 2. místo         | 2. místo         | 2. místo         | 2. místo         | 2. místo         | 2. místo         | 2. místo         | 2. místo         | 2. místo         | 2. místo         | 2. místo         | 2. místo         | 2. místo         | 2. místo         | 2. místo         | 2. místo         | 2. místo         | 2. místo         | 2. místo         | 2. místo         | 2. místo         | 2. místo         | 2. místo         | 2. místo         | 2. místo         | 2. místo         | 2. místo         | 2. místo         | 2. místo         | 2. místo         | 2. místo         | 2. místo         | 2. místo         | 2. místo         | 2. místo         | 2. místo         | 2. místo         | 2. místo         | 2. místo         | 2. místo         | 2. místo         | 2. místo         | 2. místo         | 2. místo         | 2. místo         | 2. místo         | 2. místo         | 2. místo         | 2. místo         | 2. místo         | 2. místo         | 2. místo         | 2. místo         | 2. místo         | 2. místo         | 2. místo         | 2. místo         | 2. místo         | 2. místo         | 2. místo         |

## Osobní život
Dne 2. února 2008 si tehdy 23letá McPhee vzala 42letého Nicka Cokase v presbyteriánském kostele v Beverly Hills. Dvojice se rozvedla v roce 2016, žádost byla však podaná v roce 2014. Herečka chodila s hercem Elyesem Gabelem, se kterým se seznámila při natáčení seriálu Tým Škorpión. Dvojice se však v roce 2016 rozešla.
V červenci 2018 se zasnoubila s hudebním producentem Davidem Fosterem, aby 28. června 2019 vstoupila do svazku manželského.

## Diskografie
- 2007 - Katharine McPhee
- 2010 - Unbroken
- 2010 - Christmas Is the Time to Say I Love You
- 2015 - Hysteria
- 2017 - I Fall in Love Too Easily

## Filmografie

### Film
| Rok  | Název                  | Role            | Poznámky |
| ---- | ---------------------- | --------------- | -------- |
| 2007 | Šílený                 | Paramount Girl  | Cameo    |
| 2008 | Domácí mazlíček        | Harmony         |          |
| 2011 | Líbat nevěstu zakázáno | Masha           |          |
| 2011 | Noc žraloka 3D         | Beth            |          |
| 2012 | Komuna mé matky        | Sara            | Cameo    |
| 2018 | Bayou Caviar           | Shelly          |          |
| 202+ | The Tiger Rising       | Caroline Horton |          |

### Televize
| Rok       | Název                         | Role                      | Poznámky                   |
| --------- | ----------------------------- | ------------------------- | -------------------------- |
| 2007      | lonelygirl15                  | Nová kamarádka            | díl: „Truth or Dare“       |
| 2007      | Ugly Betty                    | Sama sebe                 | díl: „I'm Coming Out“      |
| 2009      | Kriminálka New York           | Odessa Shaw / Dana Melton | díl: „Kořist“              |
| 2009      | Tit for Tat                   | Kat                       | díl: „The Booby Scare“     |
| 2010      | Zpátky do školy               | Amber                     | díl: „Basic Genealogy“     |
| 2012–2013 | Smash                         | Karen Cartwright          | hlavní role, 32 dílů       |
| 2012      | Griffinovi                    | matka Maggie (hlas)       | díl: „Veselé školička“     |
| 2014      | Jako ve snu                   | Natalie Russo             | TV film                    |
| 2014–2018 | Tým Škorpion                  | Paige Dineen              | hlavní role, 93 dílů       |
| 2014      | It Could Be Worse             | Lucy                      | díl: „Uncharted Territory“ |
| 2016      | Bitva playbacků               | samu sebe                 |                            |
| 2017      | The Lost Wife of Robert Durst | Kathie                    | TV film                    |
| 2021      | Pohoda v rytmu country        | Bailey                    | hlavní role                |

## Ocenění
- Fox Reality Awards 2006, Favorite Hottie
- VH1 2006 Big Awards, Big It Girl
- Young Hollywood Awards 2007, Exciting New Vocalist
- Hollywood Style Award 2012, One to watch (Female)
- Women's Image Network Awards 2012, Nejlepší herečka v drama seriálu (za Smash)

### Nominace
- Ovation Awards 2005, "Hlavní herečka v muzikálu", za muzikál Annie Get Your Gun
- Teen Choice Award 2006 a 2007, průlomová umělkyně
- Teen Choice Award 2012, průlomová televizní herečka (za Smash)